# Rotbuche

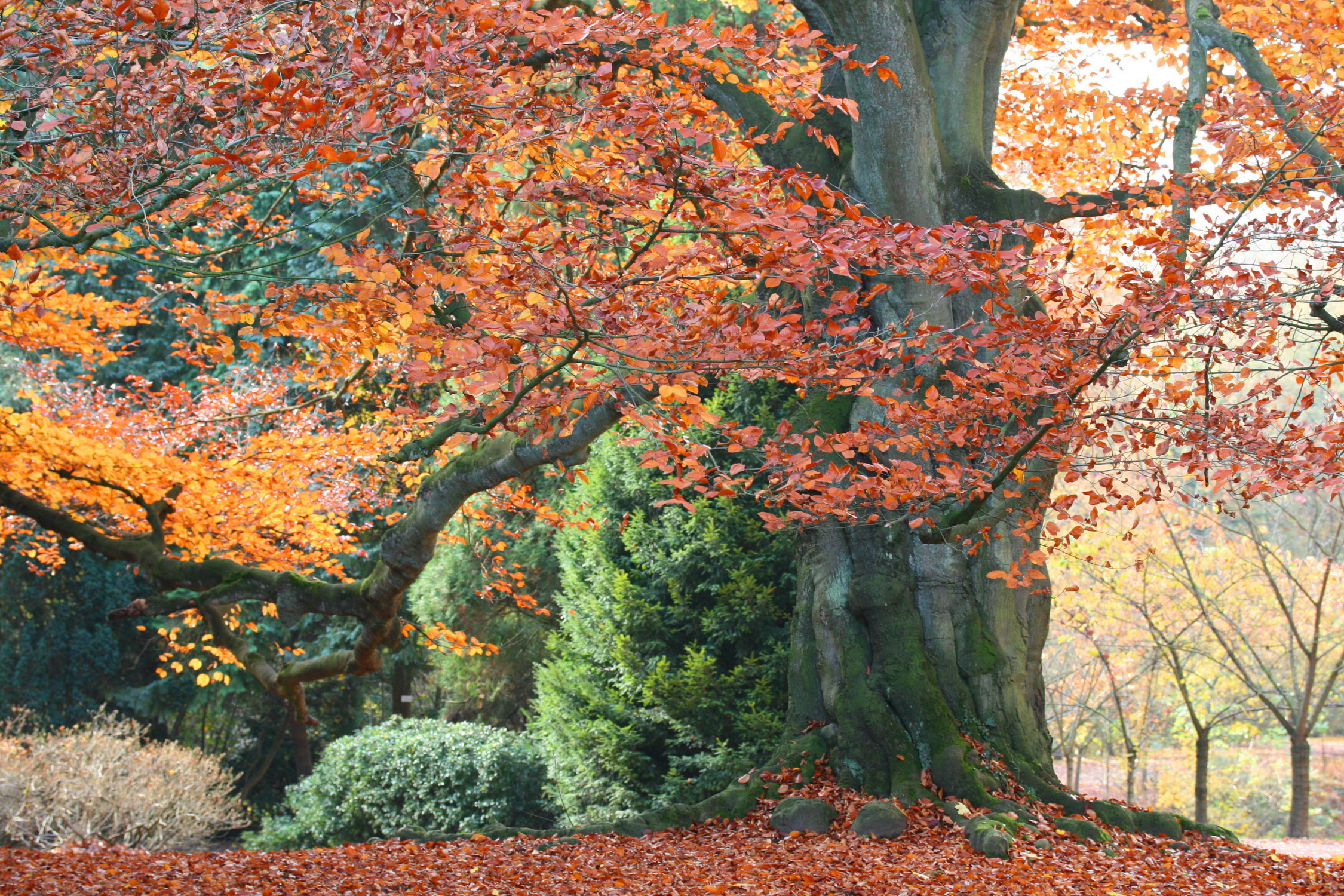
Altes Baumexemplar

Die Rotbuche (Fagus sylvatica), oft Gewöhnliche Buche genannt, ist eine Pflanzenart aus der Gattung der Buchen (Fagus) innerhalb der Familie der Buchengewächse (Fagaceae). Umgangssprachlich wird sie gewöhnlich als Buche bezeichnet. Die botanische Schreibweise Rot-Buche betont die Zugehörigkeit zur Gattung der Buchen. (Die ebenfalls in Europa heimische Hainbuche gehört dagegen zur Gattung der Hainbuchen in der Familie der Birkengewächse.) Mit einem Anteil von 15 %, der aber stetig zunimmt, ist die Rotbuche 2012 der häufigste Laubbaum in den Wäldern Deutschlands. In der Schweiz beträgt ihr Anteil 19 %, in Österreich 10 %.
Der Namensteil „Rot“ bezieht sich auf die mitunter leicht rötliche Färbung des Holzes, die beim Holz der Hainbuche, die auch als Weißbuche bezeichnet wird, nicht vorkommt.
Buchen mit auffallend roten Laubblättern gehören zur Form Blutbuche. Weil die Rotbuche die einzige in Mitteleuropa heimische Art der Buchen (Fagus) ist, wird der Zusatz zur Artbezeichnung oft weggelassen.
Rotbuchenreiche Laubmischwälder werden als die potenzielle natürliche Vegetation großer Teile Mitteleuropas angesehen. Die Rotbuche gilt als Zeigerpflanze für ein atlantisches Klima.

## Beschreibung und Ökologie

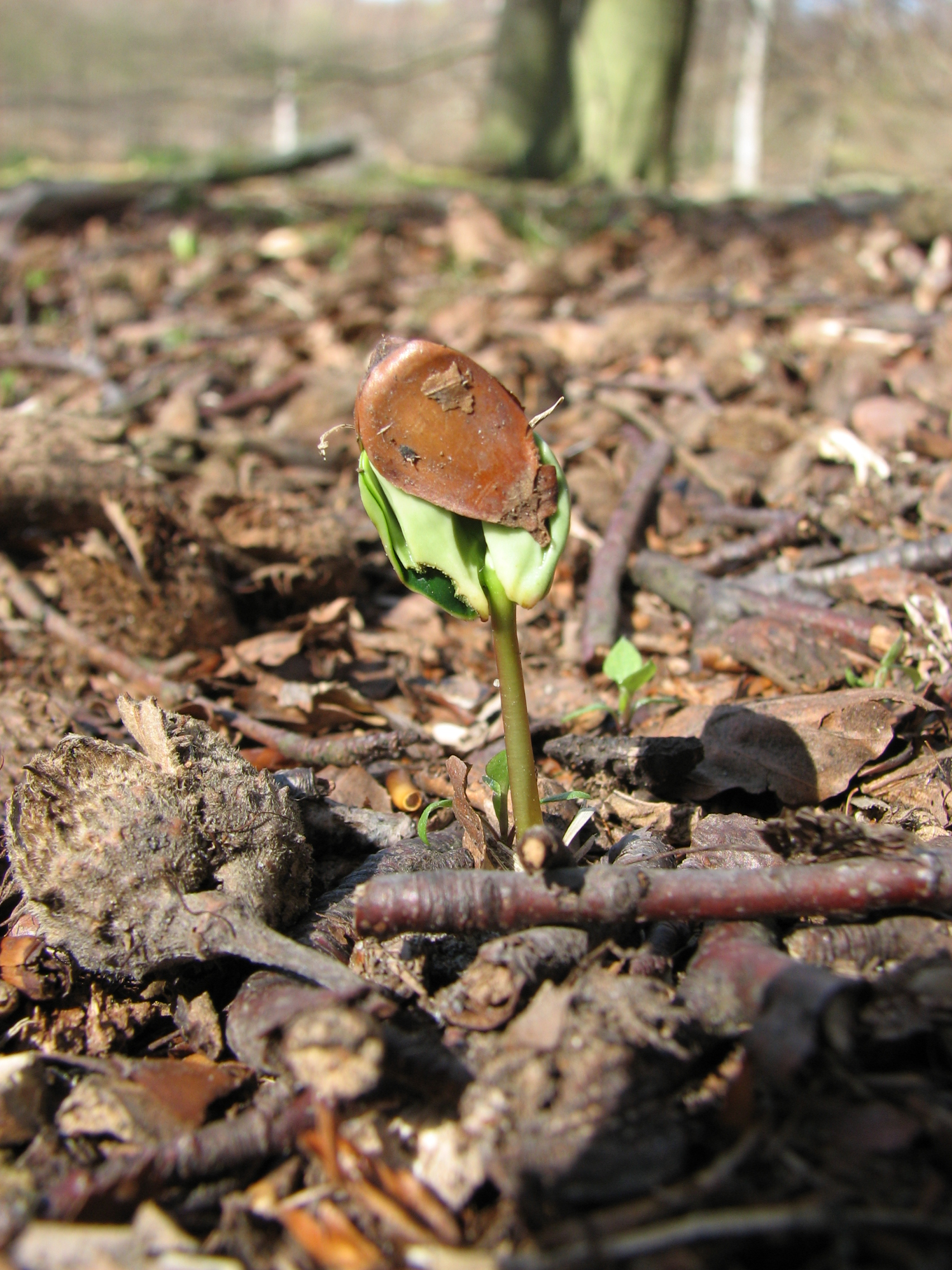
Keimling im Frühjahr mit Schalenresten

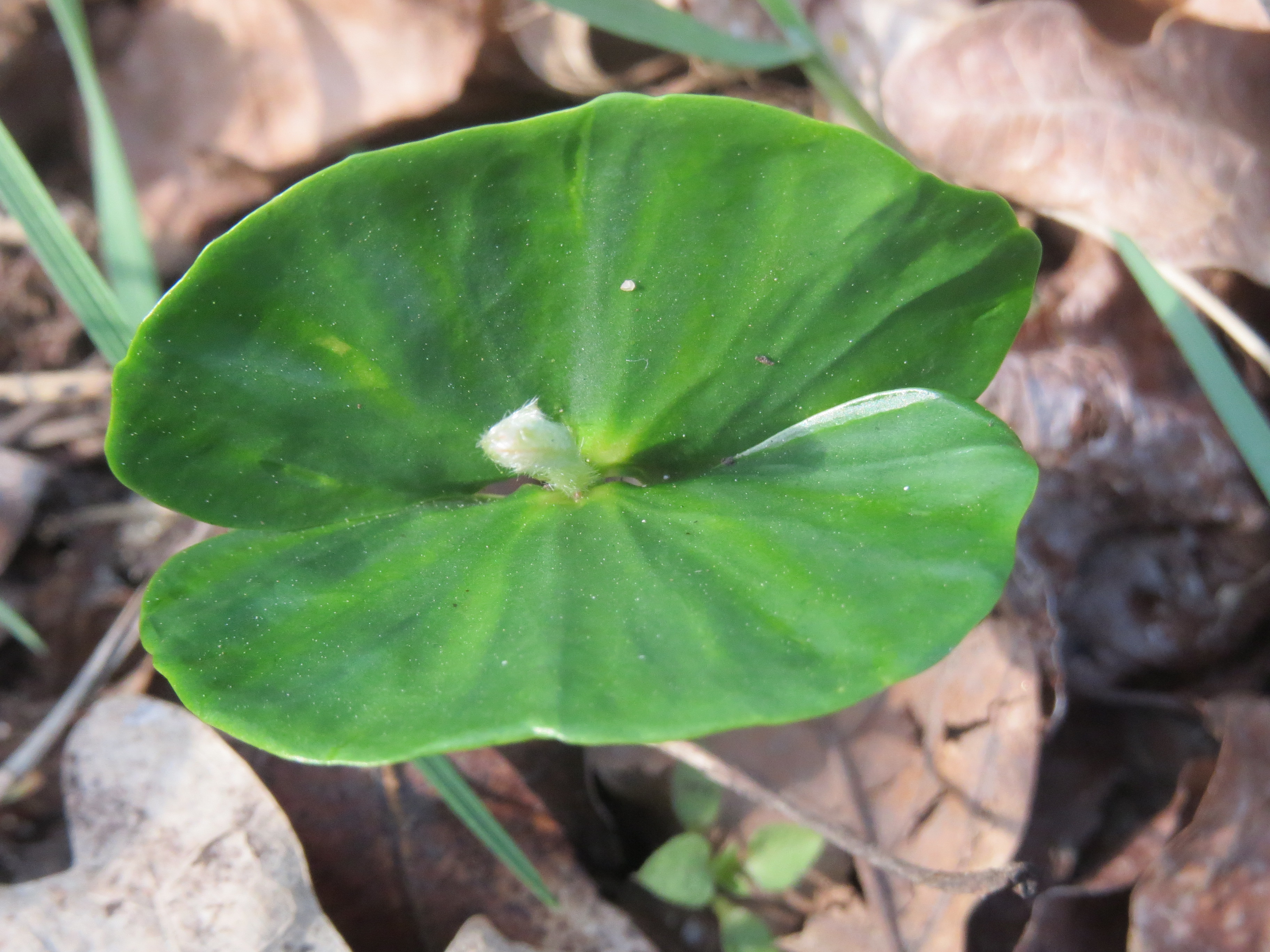
Keimling mit geöffneten Keimblättern, in der Mitte bildet sich ein Trieb mit den ersten Laubblättern

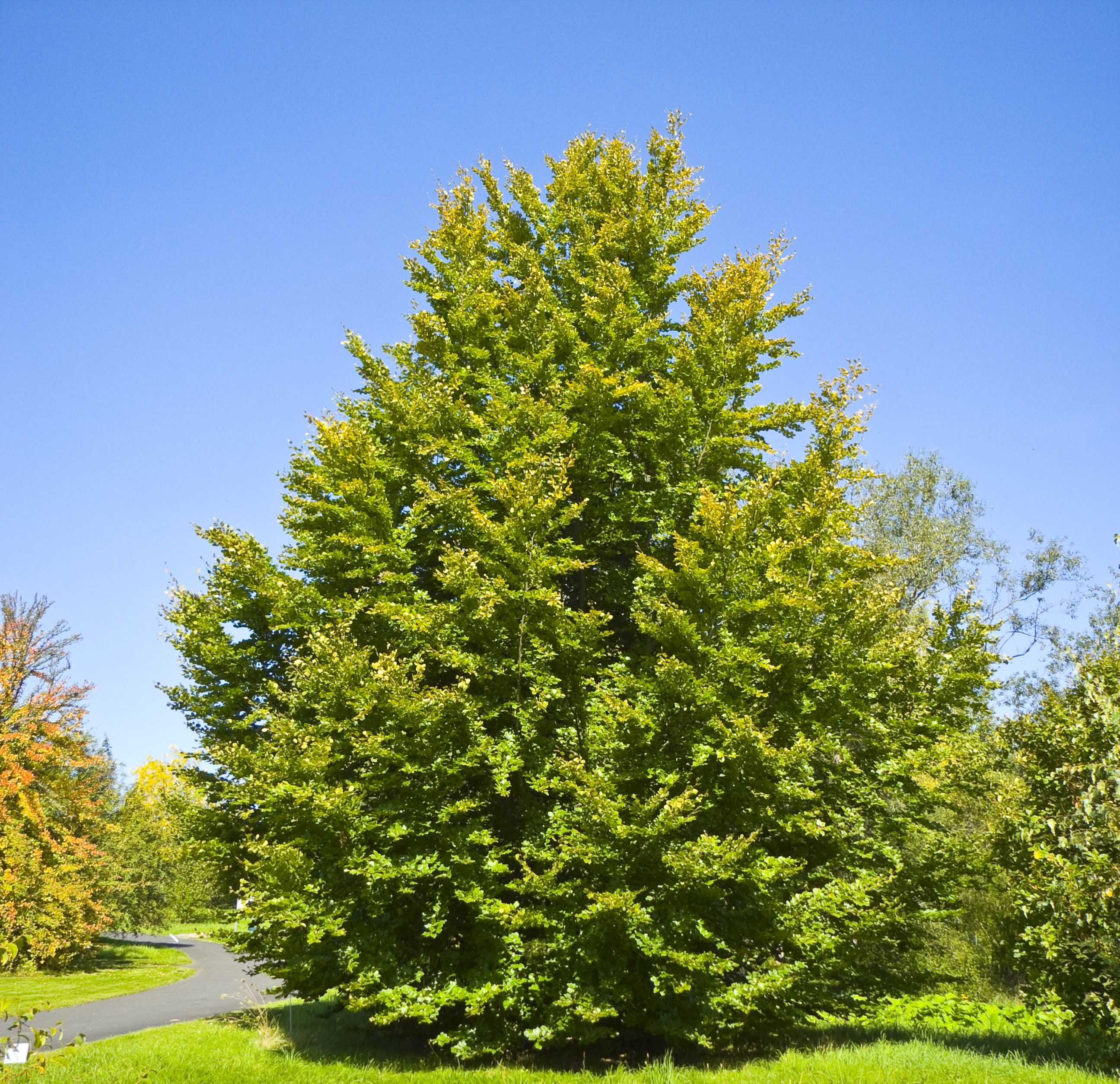
Wuchsform einer freistehenden Buche (etwa 30 Jahre alt)

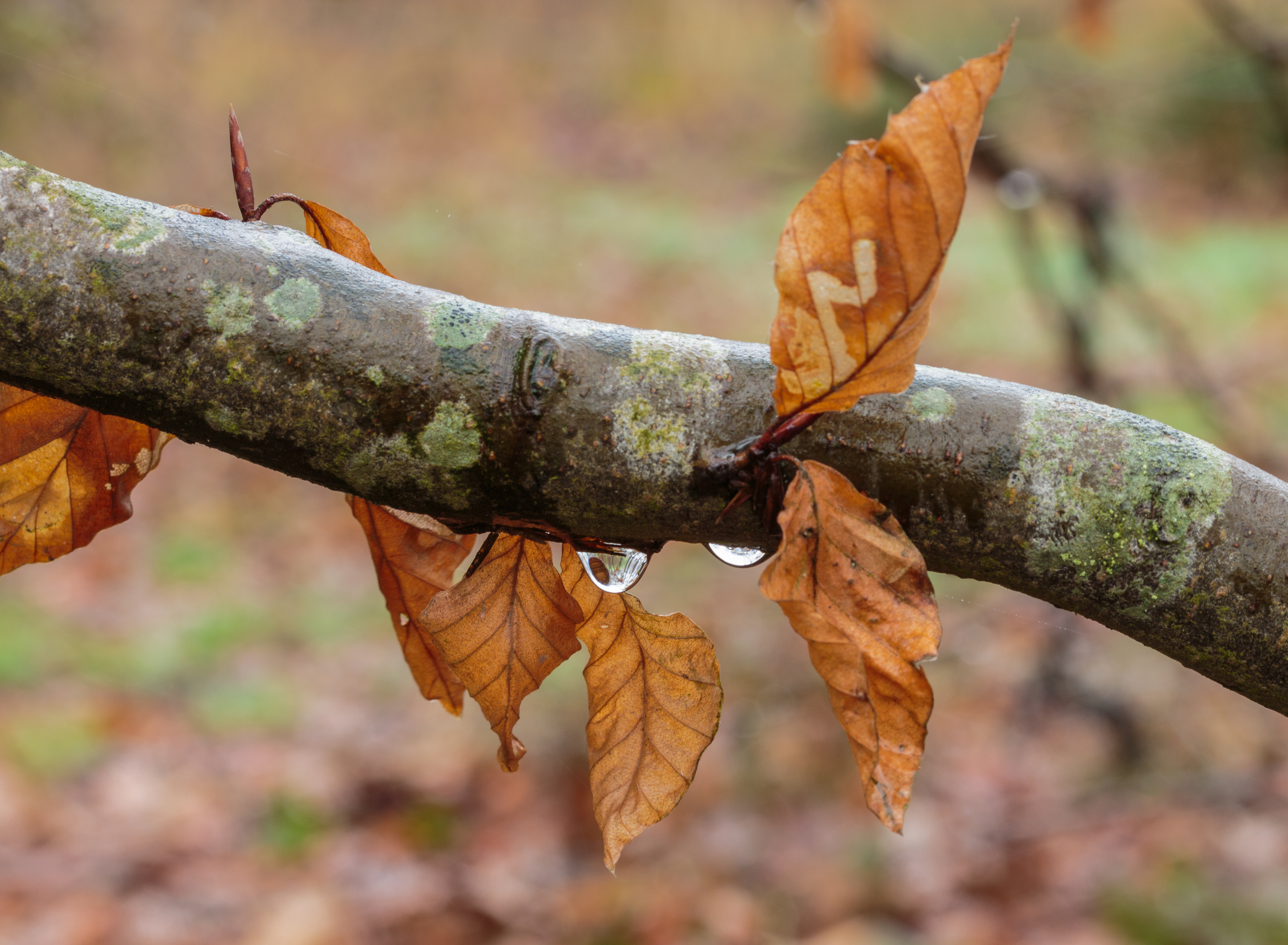
Ast

### Gestalt und Wuchs
Die Rotbuche wächst als sommergrüner Baum und kann Wuchshöhen von bis zu 30 Metern, im dichten Wald auch bis zu 50 Metern erreichen. Der Stammdurchmesser kann im Freistand bis über 2,5 Meter betragen, wie bei der Kletterbuche von Hoppenrade. Sie kann bis zu 300 Jahre alt werden; in Einzelfällen wurden auch ältere Exemplare gefunden. Im Nationalpark Kalkalpen in Oberösterreich, dessen Buchenwaldbestand zum seriellen Weltnaturerbe „Alte Buchenwälder und Buchenurwälder der Karpaten und anderer Regionen Europas“ gehört, wurde 2019 eine bereits 546 Jahre alte Buche entdeckt, die als nunmehr älteste datierte Rotbuche Zentraleuropas gilt; ihre ersten datierbaren Jahresringe stammen aus dem Jahr 1474. Damit ist sie 18 Jahre älter als die bis dahin älteste datierte Buche der Alpen, die im selben Nationalpark beheimatet ist. Beide sehr alten Buchen sind verhältnismäßig schlank (die ältere misst 73 Zentimeter Durchmesser in Brusthöhe) und nicht besonders groß gewachsen, weil sie ihre ersten hundert Lebensjahre im Schatten von Altbäumen zugebracht haben; dieser Umstand wird als Langlebigkeitsfaktor diskutiert.
Die Krone einer ausgewachsenen Buche kann bis zu 600 m² beschatten, sie blüht und fruchtet in einem Alter von etwa 30 bis 200 Jahren. Im Alter von unter 30 bis 50 Jahren ist sie auf idealen Standorten mit einem Jahreshöhenzuwachs von 40 bis 70 Zentimeter schnellwachsend, mit leicht schütterer und aufrechter Krone sowie zunächst deutlich seitlich austreibenden Zweigen. Bei einer Konkurrenzsituation mit anderen Bäumen zählt sie zu den spätdynamischen Klimax-Bäumen, die sich ab einem Alter von etwa 45 Jahren mit ihrem Längenwachstum durchsetzen. Der erste Austrieb zwischen April und Mai wird bis zu einer Länge von 40 cm sehr schnell geschoben und hängt zunächst leicht herab. Dann erst wird, wie bei allen verholzenden Gewächsen, zunehmend Lignin gebildet und die Zweige richten sich auf. Das Längenwachstum ist nach drei bis fünf Wochen abgeschlossen. Manchmal ist gegen Ende Juni auch ein sogenannter Johannistrieb zu beobachten.
Im höheren Alter lässt die Wüchsigkeit nach, und im Alter von etwa 100 bis 150 Jahren kann eine Rotbuche im Freistand bereits ihre maximale Höhe erreichen. Danach wächst sie langsamer und bekommt mit abnehmender Vitalität ab etwa 200 Jahren eine zunehmend dichtere Krone. Der Neuaustrieb wird dann kürzer und es werden schließlich nur noch wenige Zentimeter neu geschoben. Freistehende Exemplare können im Alter ausladende, regelmäßig und fein verzweigte ovale Kronen von 20 bis 30 Meter Durchmesser ausbilden, deren untere Zweige fast bis auf den Boden reichen. Ältere Starkäste sind fast waagerecht, ausladend und regelmäßig wechselständig angeordnet. Der junge Austrieb bildet eine nach oben gerichtete Hauptknospe, den sogenannten Hauptast, und eine Seitenknospe. Der Lichtmangel innerhalb der Krone zwingt den Baum zu dieser symmetrischen und feinen Verzweigung mit deutlich horizontaler Blattstellung, während die Krone im Inneren durch die Dunkelheit keinen Neuaustrieb mehr zulässt.
Im Wald stehend wächst sie hingegen schlank und die unteren Äste sterben aus Lichtmangel früh ab. Der Kronenansatz liegt hier häufig erst in einer Stammhöhe von 10 bis 20 Meter. Einen maximalen Kronendurchmesser von 20 bis 30 Meter erreicht sie nur in den selten gewordenen sehr alten Wäldern, wenn andere Bäume in der Nachbarschaft absterben. Durch den Konkurrenzdruck um das Licht sind die Starkäste im Wald zum Teil eher aufwärts gerichtet als waagerecht. Dank ihrer Mächtigkeit, Symmetrie und hell ockerfarbenen Herbstfärbung ist die Rotbuche ein beliebter Parkbaum.

### Rinde („Borke“)
Die dünne Rinde der jungen Zweige ist anfangs dunkel-grün bis schwarz und glatt, aber schon nach wenigen Wochen wird sie heller. An Ästen und Stamm ist sie meist hell-grau mit über Jahrzehnte sichtbaren Narben bereits abgefallener Zweige, die am Stamm wie kleine Runzeln aussehen. Beim Dickenwachstum des Stammes und der Äste dehnt sich die Rinde mit, wobei sie erst feinste Längsrisse bildet. Das absterbende Phellem, der sogenannte Kork, schuppt nicht deutlich ab, sondern zerfällt zu feinem, hellgrauem Staub. Bei alten Rotbuchen wird die Rinde am Stammfuß gröber und rissig, aber im Gegensatz zu den meisten anderen Baumarten bleibt sie am Hauptstamm bis ins hohe Alter dünn und glatt. Eine Varietät der Rotbuche, die Steinbuche (Fagus sylvatica var. quercoides) bildet grundsätzlich eine dickere, sehr rissige Borke aus.

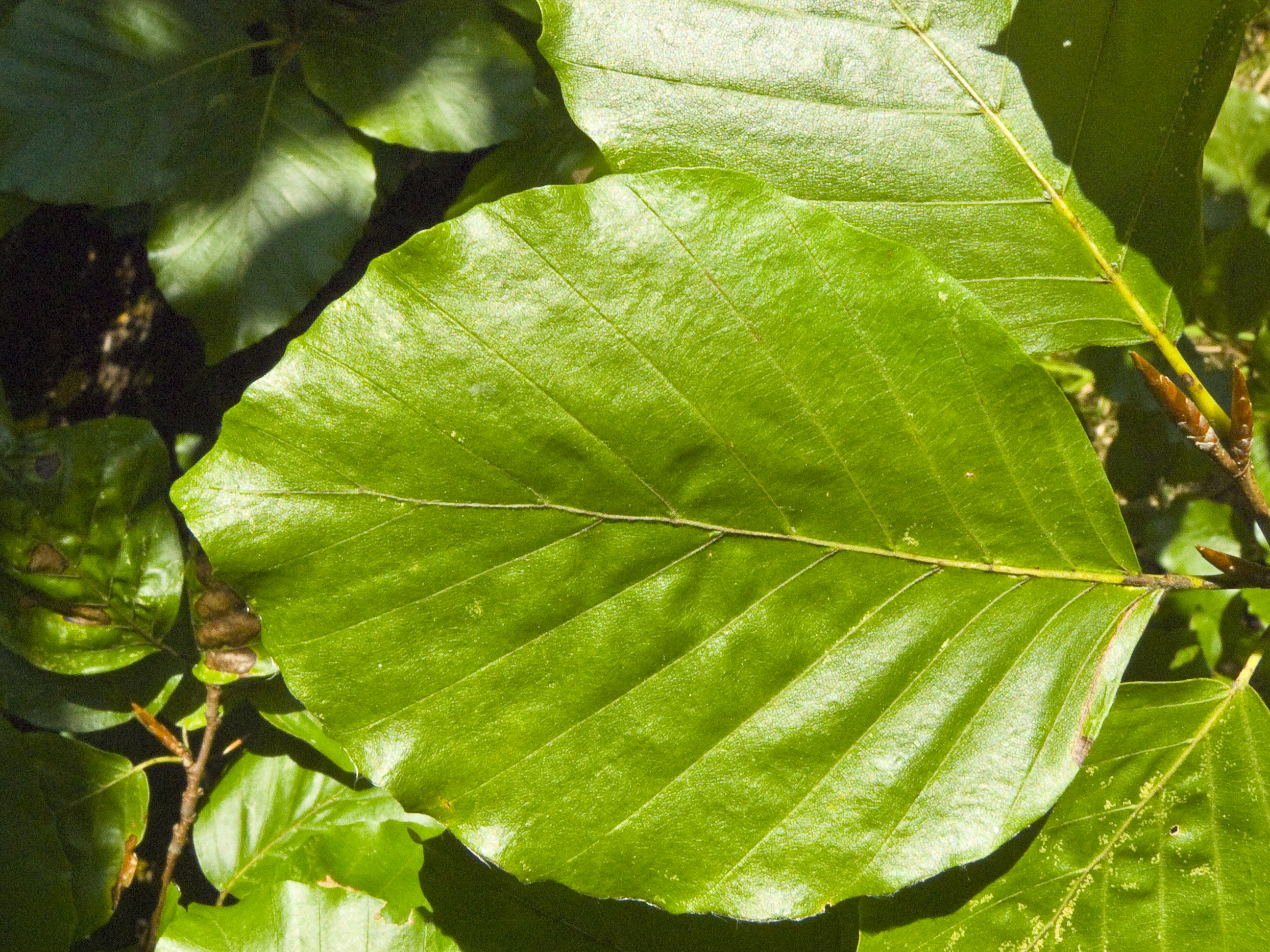
Laubblatt

### Blatt

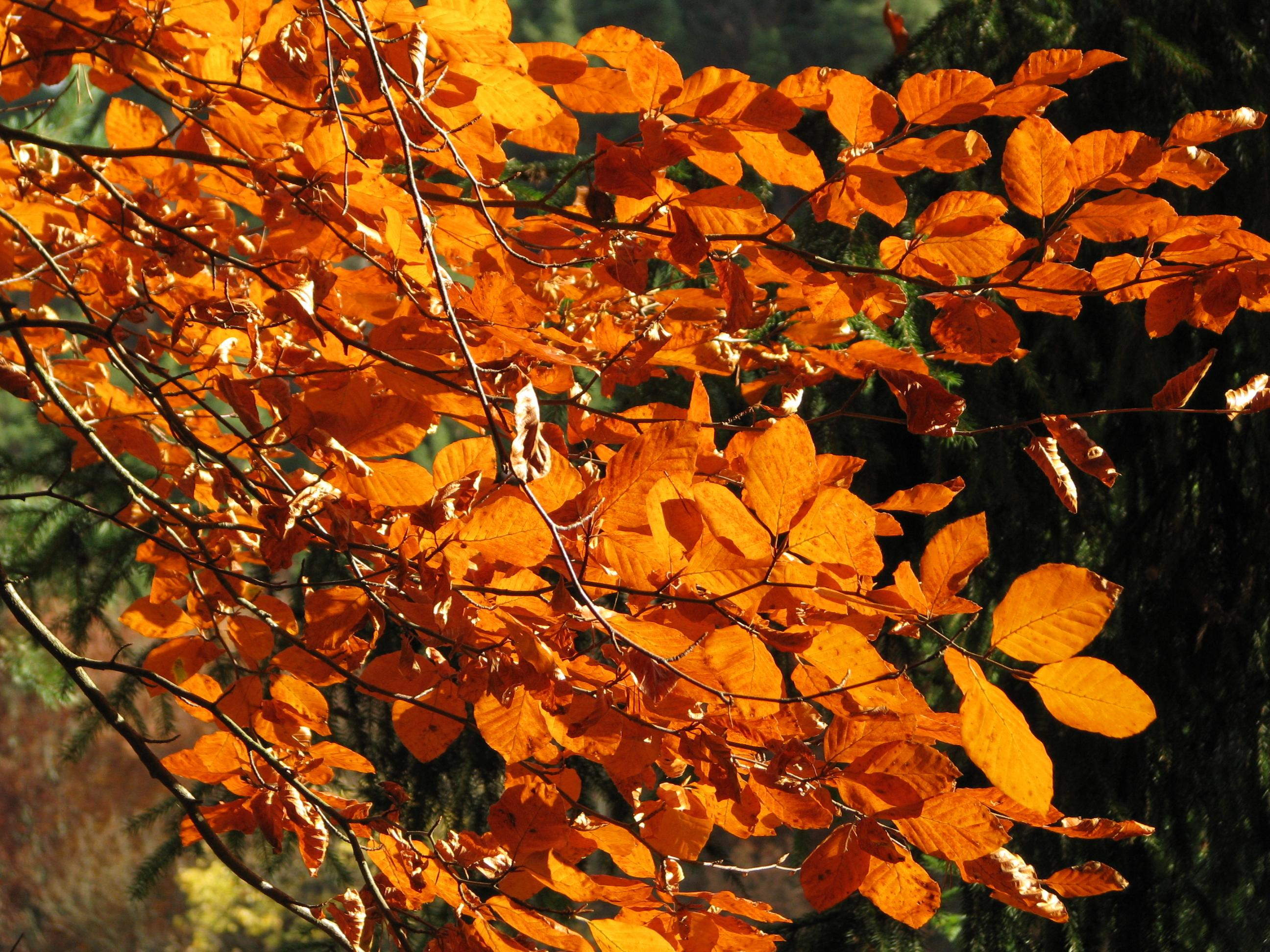
Herbstverfärbung der Rotbuchenblätter

Die wechselständig an den Zweigen angeordneten Laubblätter sind Blattstiel und -spreite gegliedert. Der Blattstiel ist 1 bis 1,5 Zentimeter lang und behaart. Die einfache Blattspreite ist bei einer Länge von 5 bis 10 Zentimetern sowie bei einer Breite von 1 bis 7 Zentimetern eiförmig mit spitzem bis zugespitztem oder bespitztem oberen Ende und sind am Grund keilförmig bis gerundet, teils herzförmig oder schief. Der Blattrand ist wellig bis ausgeschweift, teils leicht gekerbt, gezähnt oder gezähnelt und bewimpert. An den Enden der sechs bis sieben Seitennerven sitzen kurze Zähne. Die Unterseite der Spreite ist locker bis dicht behaart auf den Hauptnerven, den Nervenachseln und auf den Intercostalfeldern. Die jungen Laubblätter sind frischgrün, bisweilen auch blass, und am Rand seidig behaart. Im Sommer sind die Laubblätter oben glänzend dunkelgrün, unten hell. Im Herbst verfärbt sich das Laub zuerst blass-gelb, später orange-rot bis rot-braun. Vielfach bleiben die vertrockneten Blätter über den Winter an den Zweigen.

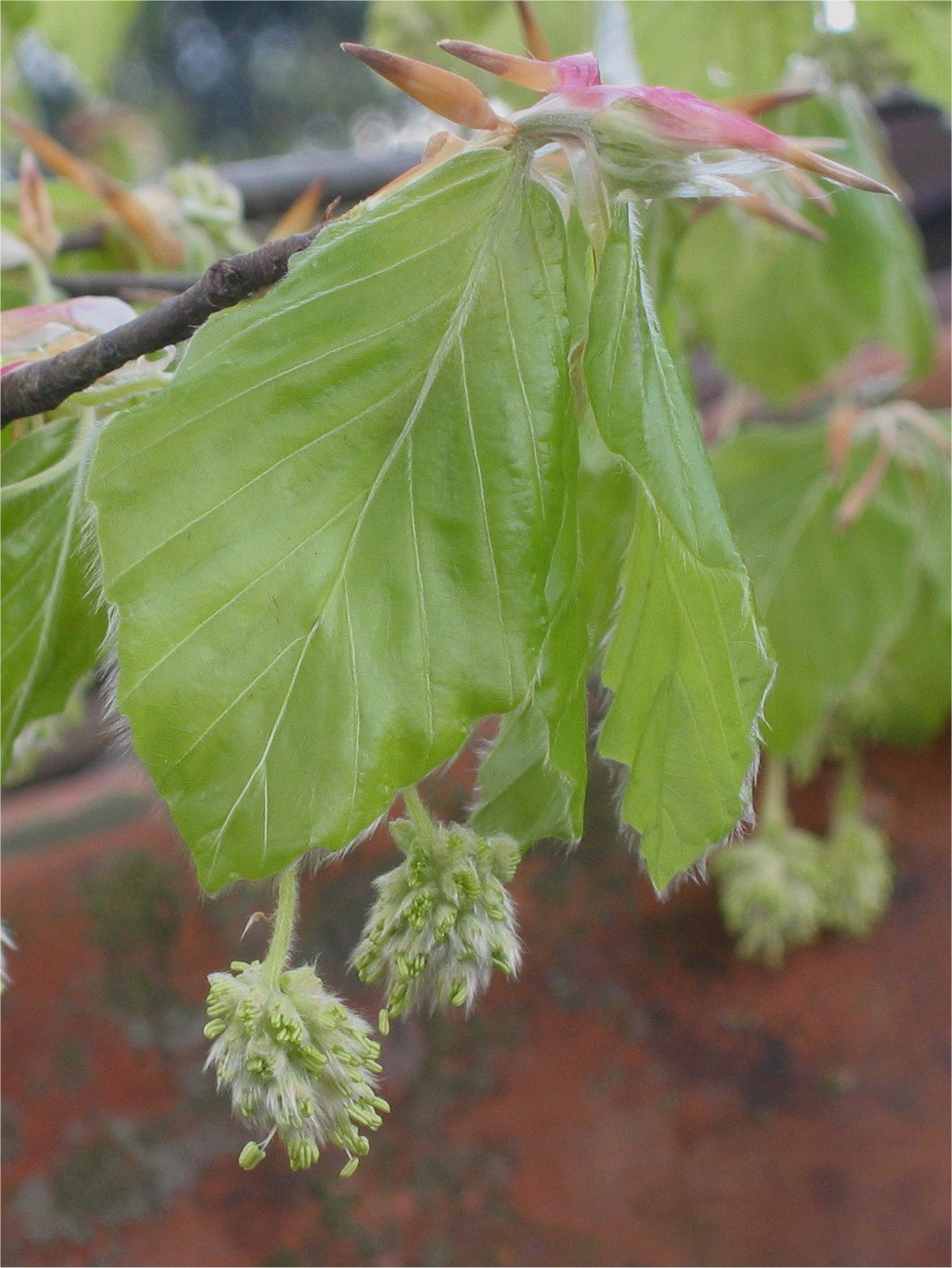
Im Frühjahr erscheinen zeitgleich mit den Laubblättern die Blüten. Die seidige Behaarung des Rands der herabhängenden Blätter ist gut zu erkennen

### Blütenknospen, Blütenstand und Blüte

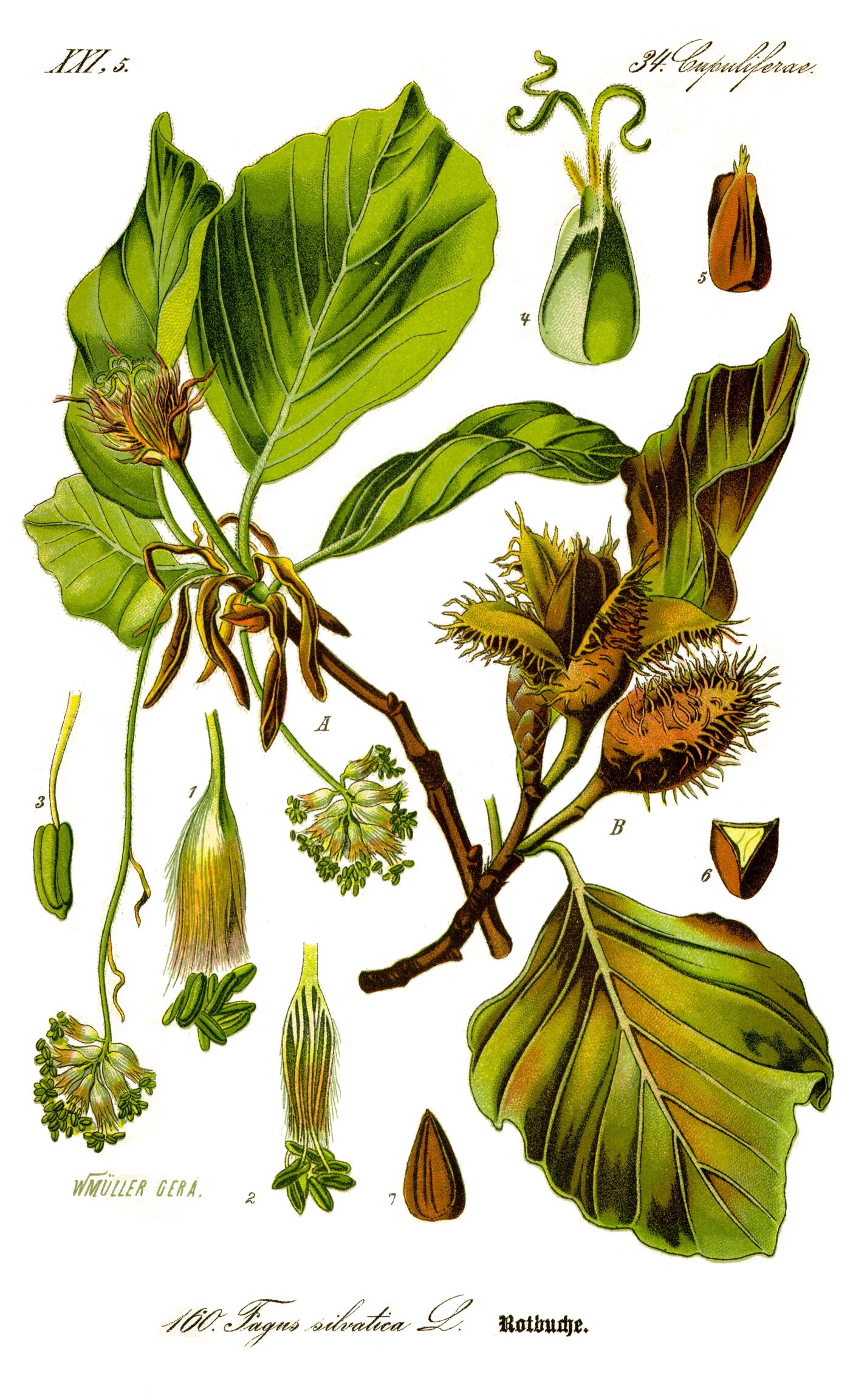
Rotbuche (Fagus sylvatica)
A Zweig mit zwei männlichen und einem weiblichen Blütenstand. 1, 2 und 3 männliche Blüten;4 weibliche Blüte.
B Zweig mit geschlossenem und offenem Fruchtstand, darin je zwei Bucheckern.
6 Querschnitt und 7 ganze Buchecker.

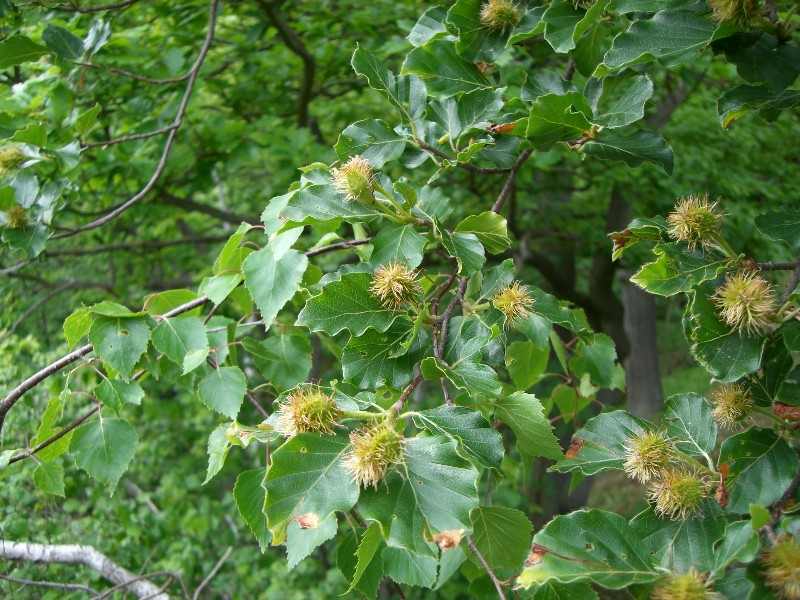
Fruchtansatz an einer Buche

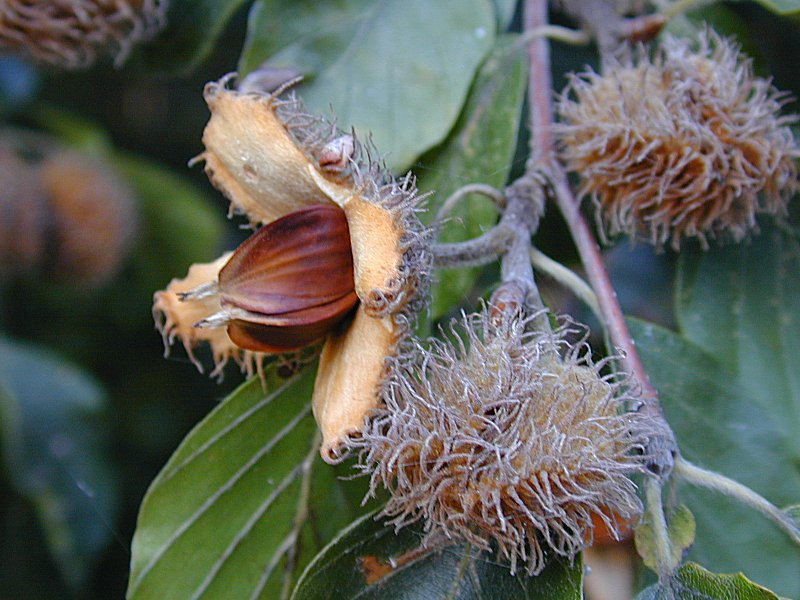
Reife Bucheckern

Die Rotbuche blüht ab einem Alter von 30 bis 50 Jahren. Die Rotbuche ist einhäusig getrenntgeschlechtig (monözisch); die männlichen und weiblichen Blüten sind also an einem Baumexemplar zu finden. Die Blüten-Knospen sind hell-braun, spindelförmig, schmal und spitz. Sie sind eingehüllt in zwei oder drei gegenständig angeordnete, doppelte Hüllblätter, die sich schuppenartig überdecken. Die Blüten erscheinen zeitgleich mit dem Blattaustrieb von April bis Mai. Die Blüten jeweils eines Geschlechtes stehen in Blütenständen zusammen. Die Büschel der männlichen Blüten sind 3 bis 5 Zentimeter lang und hängen herab, wobei jede männliche Blüte vier bis sieben Staubblätter enthält. Aus den aufrecht stehenden weiblichen Blüten ragen jeweils drei rosafarbene Narben.

### Frucht
Die als Bucheckern bekannten Früchte sitzen zu zweit in einem kurz gestielten, weichspitzigen, vierlappigen, 3 bis 7 Zentimeter langen Fruchtstand zusammen. Rohe Bucheckern enthalten Trimethylamin (auch Fagin genannt) und sind dadurch leicht giftig. Eine leichte Giftwirkung ist auch darauf zurückzuführen, dass rohe Bucheckern viel Oxalsäure enthalten.
Nach einem trockenen heißen Jahr fällt die Bucheckernernte häufig besonders reichlich aus. Solche Mastjahre gehören zur Überlebensstrategie von Buchen. Würden sie jedes Jahr gleich viele Samen ausbilden, würden Mäuse, Wildschweine und Vögel ihre Population an dieses konstante Nahrungsangebot anpassen. Durch die nur gelegentlich überreichlich gebildeten Samen wird sichergestellt, dass mehr Samen ausgebildet werden, als die Tiere zu fressen vermögen. Mastjahre stellen jedoch für die Bäume eine starke Belastung dar, da ein Baum etwa zwei Drittel des Jahresgewinns an assimiliertem Zucker zur Bucheckernproduktion verbraucht; daher werden nach einem solchen Jahr in deutlich geringerem Umfang Bucheckern ausgebildet, selbst wenn die klimatischen Voraussetzungen gut sind.
Auch in normalen Bucheckern-Jahren tragen Tiere über die Versteckausbreitung zur natürlichen Verjüngung der Bestände bei. Eichhörnchen, Rötel-, Wald- und Gelbhalsmaus legen Bucheckerdepots als Wintervorräte an, vergessen jedoch häufig ihre versteckten Früchte, die dann auskeimen können.

### Wurzelsystem
Die Buche ist ein typischer Herzwurzler. Sie bildet mehrere nach unten und schräg nach außen laufende Hauptwurzeln und eine hohe Feinwurzeldichte. Tonböden oder auf Grund von Staunässe schlecht durchlüftete Böden führen zu einer starken Verflachung des Wurzelsystems und erhöhen die Windwurfgefahr.

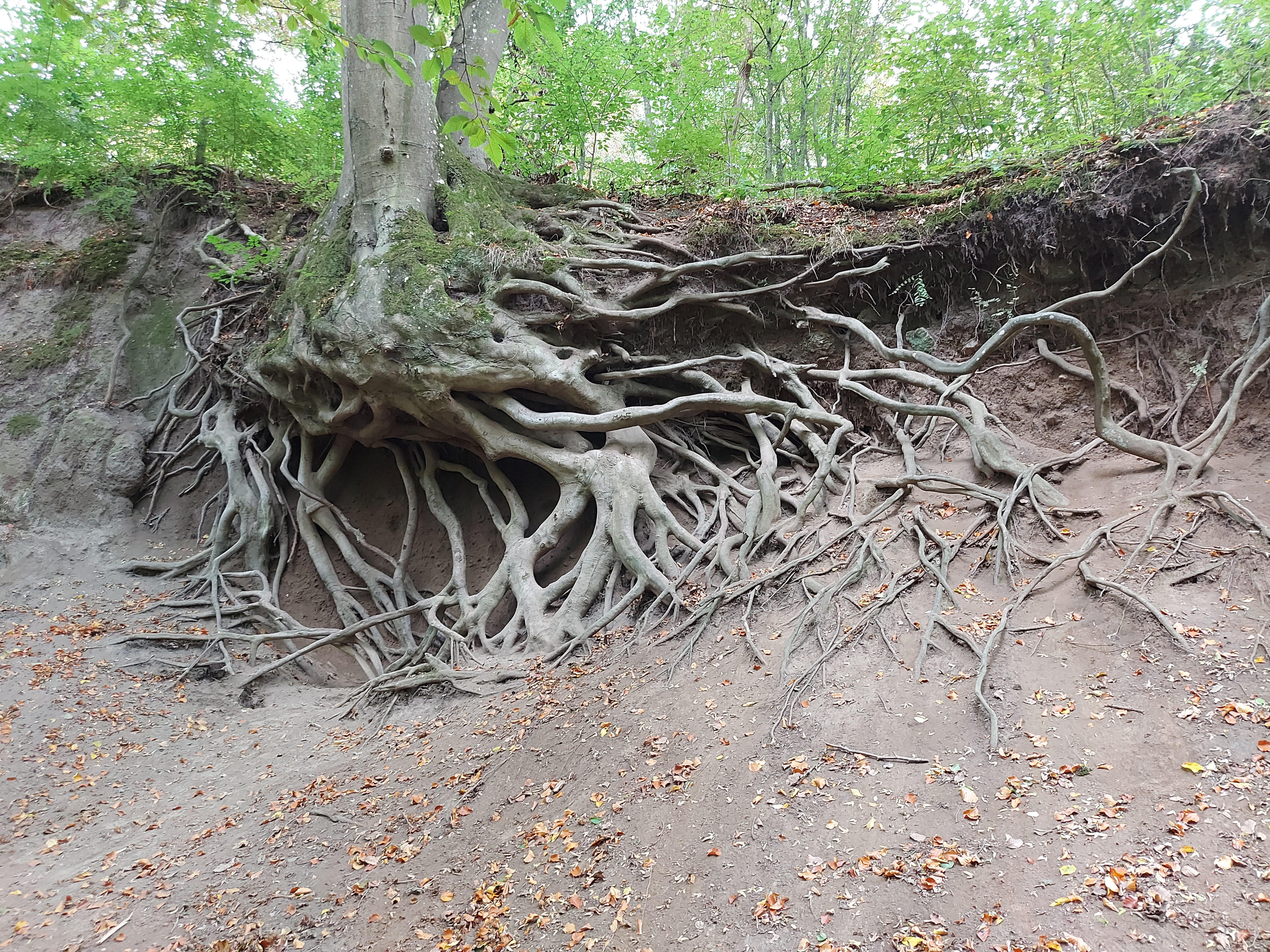
Wurzelsystem

### Chromosomensatz
Die Chromosomengrundzahl beträgt x = 12; es liegt Diploidie mit einer Chromosomenzahl von 2n = 24 vor.

## Verbreitung und Standort

Verbreitung der Fagus sylvatica im westlichen Europa, in den braun markierten Flächen erst seit dem 6. bis 11. Jahrhundert

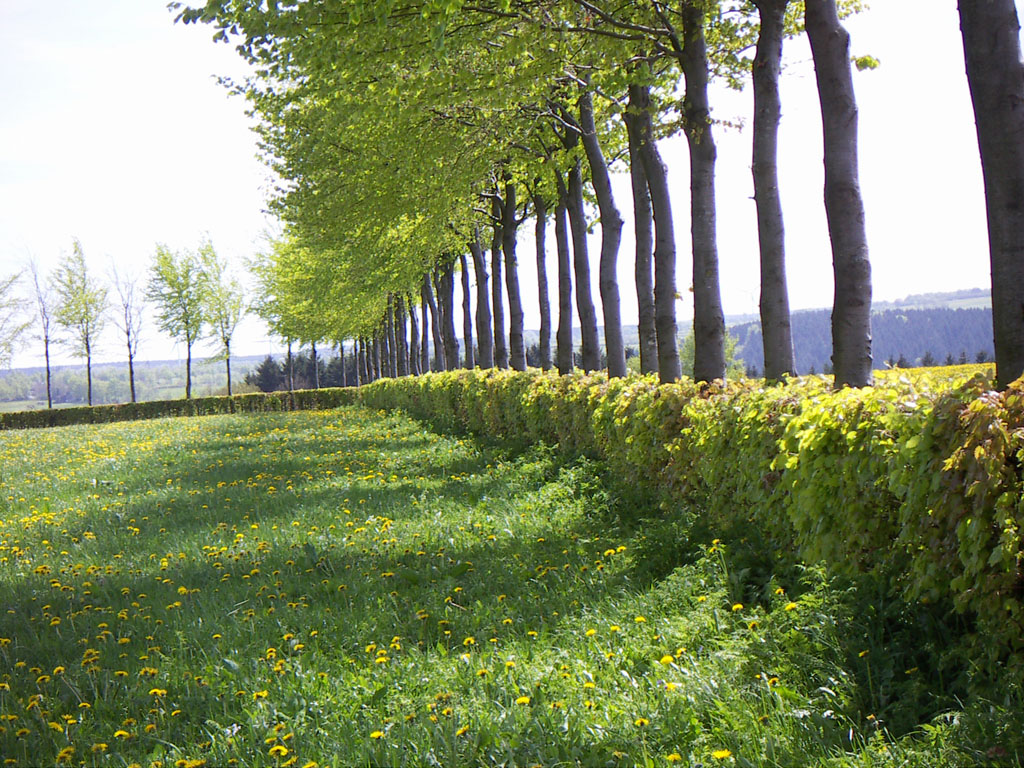
Typische Rotbuchenhecken zur Feldbegrenzung in der Nordeifel

Während der letzten Kaltzeit wurde die Rotbuche aus Mitteleuropa verdrängt. Sie überlebte im Mittelmeerraum und begann ihre Rückeroberung des europäischen Verbreitungsgebietes vor etwa 10.000 Jahren. In Sedimenten des verlandeten Luttersees im Eichsfeld bei Göttingen traten ihre Pollen erstmals in der späteren Warmzeit vor etwa 4800 Jahren auf.
Das Verbreitungsgebiet der Rotbuche reicht von Süd-Skandinavien bis Sizilien und von der planaren Tiefebene bis zum montanen Bergwald. Im östlichen Mitteleuropa und im südlichen Skandinavien kommt sie bis in Höhenlagen von 500 m vor; in Westeuropa bis 1500 m, wie auf dem Feldberg (Schwarzwald) und in den südlichen Alpen mindestens bis 1850 m, am Monte Baldo (Gardasee) bildet die Rotbuche die Waldgrenze, nicht die Fichte. In den Allgäuer Alpen steigt sie bis zu einer Höhenlage von 1500 Metern Meereshöhe auf, wobei es hier deutliche Unterschiede in der Höhenverbreitung in Abhängigkeit von der Exposition (Südseite oder Nordseite des Berges) gibt. Diese Differenz kann mehrere 100 m betragen. In west-östlicher Richtung reicht ihr Verbreitungsgebiet von der Atlantikküste Frankreichs, wo sie sehr häufig vorkommt, bis zur Weichselniederung im Nordosten Polens und den Karpaten in der Westukraine. Im subkontinentalen Polen kommt sie nur noch in geschützten Mischwäldern vor. Ein isoliertes Reliktvorkommen in Gebirgen der Krim am Schwarzen Meer umfasst vermutlich vor allem Hybride mit der Orient-Buche, die Population wurde teilweise als (intermediäre) Art aufgefasst und dann Fagus taurica Poplavska genannt.
In Deutschland nimmt die Rotbuche mit 1,68 Millionen Hektar 15,4 Prozent der gesamten Waldfläche ein. Sie ist damit die häufigste Laubbaumart in den deutschen Wäldern. Die größten deutschen Buchenwaldflächen finden sich mit 338.000 Hektar (13,6 Prozent der Landeswaldfläche) in Bayern, mit 284.000 Hektar (21,5 Prozent der Landeswaldfläche) in Baden-Württemberg und mit 255.000 Hektar (30,1 Prozent der Landeswaldfläche) in Hessen. Zwischen 2002 und 2012 hat die Buchenfläche in Deutschland um 102.000 Hektar zugenommen. Der durchschnittliche Zuwachs der Rotbuche beträgt in Deutschland 10,3 Vorratsfestmeter pro Hektar und Jahr. Auch in Österreich ist die Rotbuche die häufigste Laubbaumart. Mit 326 Millionen Bäumen stellt sie rund 10 % aller Bäume und fast die Hälfte aller Laubbäume.
Die Rotbuche ist eine ausgesprochene Zeigerart feucht-gemäßigten Klimas, der sogenannten nemoralen Zone. Sie ist an euozeanische bis subozeanische Klimate gebunden. Die klimatische Amplitude reicht von 4 bis 12 °C mittlerer Jahrestemperatur, die der mittleren Jahresniederschlagsmenge von 450 bis über 2000 l/m². Die Verbreitung von Buchenreinbeständen ist nach Osten hin durch den Übergang zum subkontinentalen Klima begrenzt.
Die Rotbuche bevorzugt nährstoffreiche, schwach saure bis kalkreiche, bindige, mäßig podsolierte Sand- bis Lehmböden. In trockeneren Regionen ist sie an bindige (lehmige) Böden gebunden. Staunässe und stark schwankende Grundwasserspiegel, wie sie im Auwald vorherrschen, sind ebenso wenig geeignet wie lange Dürreperioden. Ein Wettbewerbsvorteil der Rotbuche besteht in ihrem überaus durchsetzungsfähigen Wurzelwerk, das dem von Konkurrenten häufig überlegen ist.
Die Rotbuche wächst verhältnismäßig langsam und ist in der Jugend relativ schattentolerant, womit sie zu den Schattenbaumarten zählt. Im Alter benötigt sie jedoch mehr Licht. Aufgrund ihrer hohen Schattentoleranz bei gleichzeitig starker Schattenwirkung ihrer weiten Kronen kann sie andere Baumarten, auch solche, die zunächst schneller gewachsen sind, auf den für sie geeigneten Standorten verdrängen. Unter natürlichen Bedingungen gelten reine Buchenwälder oder Buchenmischwälder als die typische potentielle natürliche Vegetation (Klimaxvegetation) im größten Teil der Tiefländer Westeuropas und auch in Deutschland, jedoch nur wenn man davon ausgeht, dass Pflanzenfresser keinen ausreichenden Einfluss hatten, um die Wälder aufzulichten und Offenländer zu gestalten, so wie es die Megaherbivorenhypothese darstellt. Die Tatsache, dass die Rotbuche erst mit der einsetzenden Sesshaftwerdung des Menschen vor etwa 3500 Jahren schlagartig dominant in Pollendiagrammen erscheint, könnte als Argument für diese umstrittene Theorie gelten, wonach Buchen in diesen Weidelandschaften nur als einzelne Exemplare oder Baumgruppen existierten.
Zeigerwerte nach Ellenberg
| Faktor               | Wert | Skala | Benennung/Erläuterung |
| -------------------- | ---- | ----- | --------------------- |
| Lichtzahl            | 3    | 1–9   | Schattenpflanze       |
| Temperaturzahl       | 5    | 1–9   | Mäßigwärmezeiger      |
| Kontinentalitätszahl | 2    | 1–9   | ozeanisch             |
| Feuchtezahl          | 5    | 1–12  | Frischezeiger         |
| Reaktionszahl        | X    | 1–9   | indifferent           |
| Stickstoffzahl       | X    | 1–9   | indifferent           |
| Lebensform           | P    | -     | Phanerophyt           |

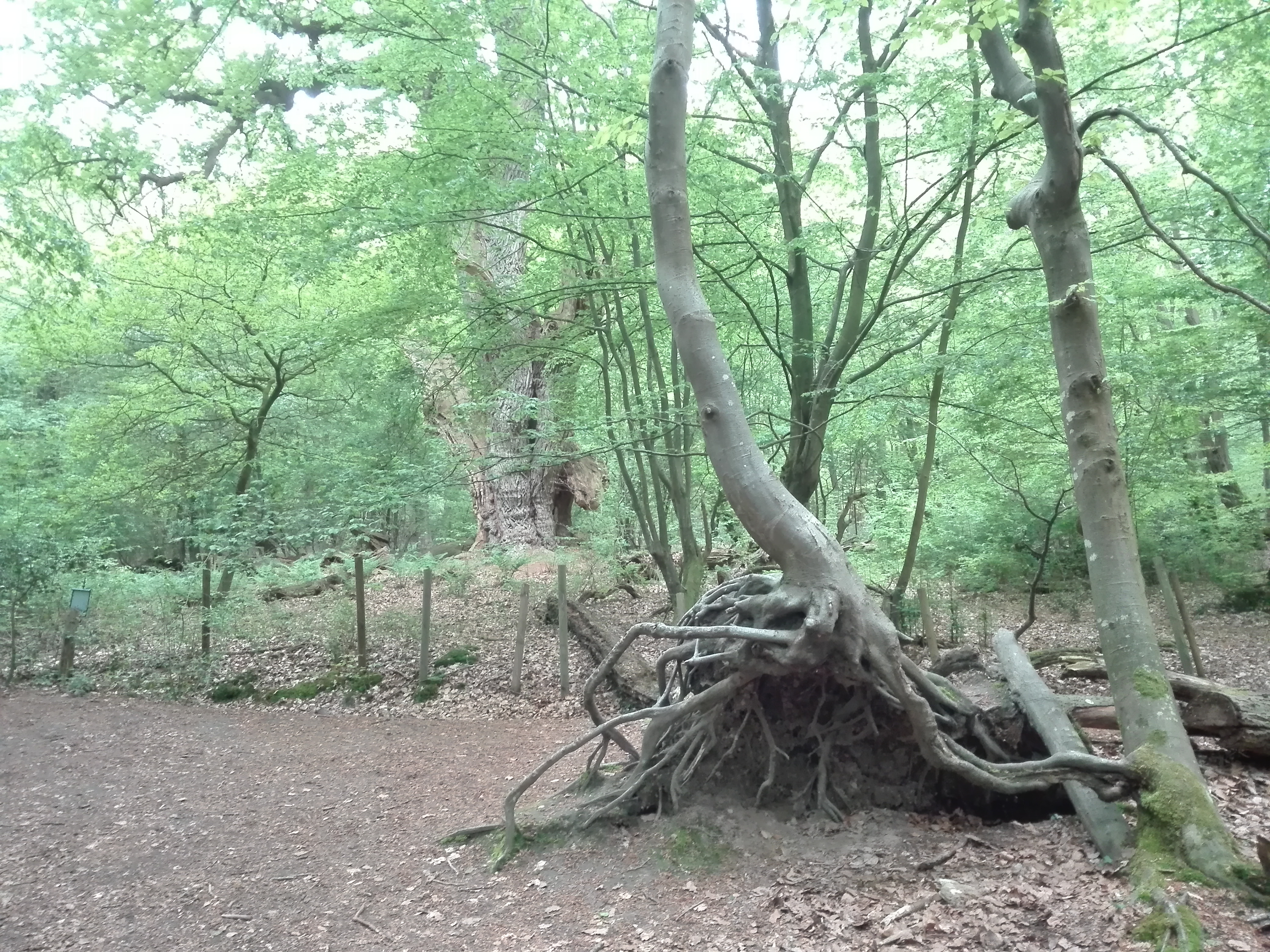
Regenerationsfähigkeit: Aus dem Wurzelteller einer umgestürzten, verrottenden Buche ist ein neuer Stamm hervorgewachsen (im Hintergrund die Friederikeneiche)

Die ökologischen Zeigerwerte nach Landolt et al. 2010 sind in der Schweiz: Feuchtezahl F = 3 (mäßig feucht), Lichtzahl L = 1 (sehr schattig), Reaktionszahl R = 3 (schwach sauer bis neutral), Temperaturzahl T = 3+ (unter-montan und ober-kollin), Nährstoffzahl N = 3 (mäßig nährstoffarm bis mäßig nährstoffreich), Kontinentalitätszahl K = 2 (subozeanisch).

Auf extensiv beweideten Flächen ist die Rotbuche der Traubeneiche (Quercus petraea) unterlegen. Nach der umstrittenen Megaherbivorenhypothese, die davon ausgeht, dass große Pflanzenfresser (wie Wisente, Auerochsen, Rothirsche und Wildpferde) die Vegetation Mitteleuropas in prähistorischen Zeiten entscheidend beeinflussten, ist die Dominanz der Rotbuche nicht als natürlich anzusehen. Die natürliche Vegetation Mitteleuropas war dieser Hypothese zufolge auch nicht von dichten, geschlossenen Wäldern, sondern von halboffenen Wäldern geprägt, wie man sie bis in die frühe Neuzeit großflächig in Hutewäldern vorfand. 

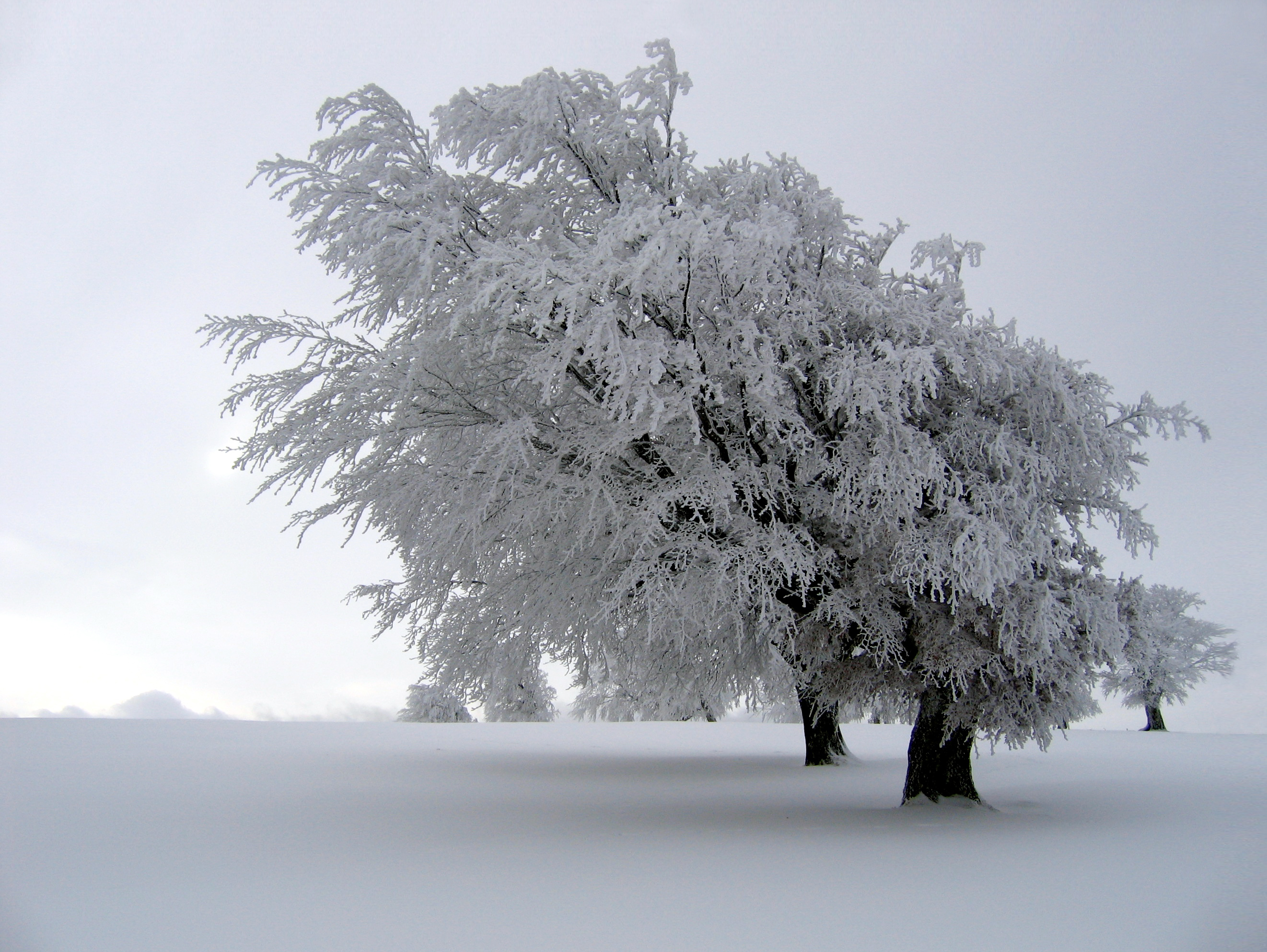
Windbuchen auf dem Schauinsland, im Hochschwarzwald auf 1170 m Höhe

Die Buchenwälder in Mitteleuropa lassen sich grob in drei standortbedingte Typen einteilen:
1. Die „Kalkbuchenwälder“ sind an das Vorkommen kalkhaltiger Böden gebunden. Dieser Waldtyp ist daher besonders auf der Schwäbischen Alb, der Fränkischen Alb, dem Weserbergland sowie in den Alpen verbreitet. Auf feuchten Standorten sind der Buche hier Esche und Ahorne beigemischt.
2. Die Braunerde-Buchenwälder wären vor allem in Norddeutschland häufig, aber zum Beispiel auch am hessischen Vogelsberg. Auf Braunerden können Buchen ihr maximales Potential entfalten. Nur auf besonders nährstoffreichen und feuchten Standorten können hier noch Esche und die Ahorne neben der Buche existieren, auf sehr armen und trockenen Standorten sind Traubeneiche und selten Linden beigemischt. Von diesen Buchenwäldern sind nur noch wenige Reste vorhanden, sie sind größtenteils schon früh in landwirtschaftliche Nutzfläche umgewandelt oder durch Fichtenforste ersetzt worden.
3. Die bodensauren Buchenwälder wachsen auf sauren, eher nährstoffarmen Böden, wie sie aus älteren Moränen, entkalkten Lössen, Sandstein und Schiefern entstehen. Sie sind insbesondere im norddeutschen Flachland weit verbreitet. Auf den nährstoffärmeren Standorten dieses Waldtyps ist vor allem die Traubeneiche beigemischt. Auch diese Wälder sind weitgehend gerodet oder durch Fichtenforste ersetzt worden.

In Berglagen, und zwar in der montanen Höhenstufe, tritt die Rotbuche meist gemischt mit Weißtanne (Abies alba) und Fichte (Picea abies) auf und bildet mit diesen die „Fichten-Tannen-Buchenwälder“.

## Bemerkenswerte Rotbuchenexemplare
- Schäferbuche bei Dobbin-Linstow (dreikerniger Zwiesel)
- Silkebuche in der Schorfheide, am 28. Juli 2021 auseinandergebrochen
- Denkmalsbuche in Holsten-Bexten
- doppelstämmige Napoleonsbuche in Lünen-Gahmen
- Antoniusbuche † (benannt nach dem Heiligen Antonius) stand bis 1935 am Nürburgring, wurde dann für den Bau der B 258 gefällt; bis heute ist der benachbarte Streckenabschnitt der Nordschleife nach ihr benannt
- Bühlbuche † bei Eibenstock (Erzgebirge), 2006 durch einen Orkan weitgehend entkront; inzwischen abgestorben
- siebenstämmige Buche bei Diebach
- dreistämmige Buche (Zwiesel) bei Enkenbach-Alsenborn
- „Dicke Buche“ † bei Nußloch (Odenwald); musste 1999 aus Sicherheitsgründen gefällt werden; der Stumpf ist noch erhalten
- Bavariabuche † bei Pondorf
- alte Buchen auf dem Kohlschachten im Nationalpark Bayerischer Wald
- Buche bei Maienfeld (Schweiz); Alter etwa 300 Jahre, Stammumfang 7,20 m
- die beiden ältesten Buchen Europas, datiert auf 1474 und 1493 im Nationalpark Kalkalpen (Oberösterreich)[22][23]

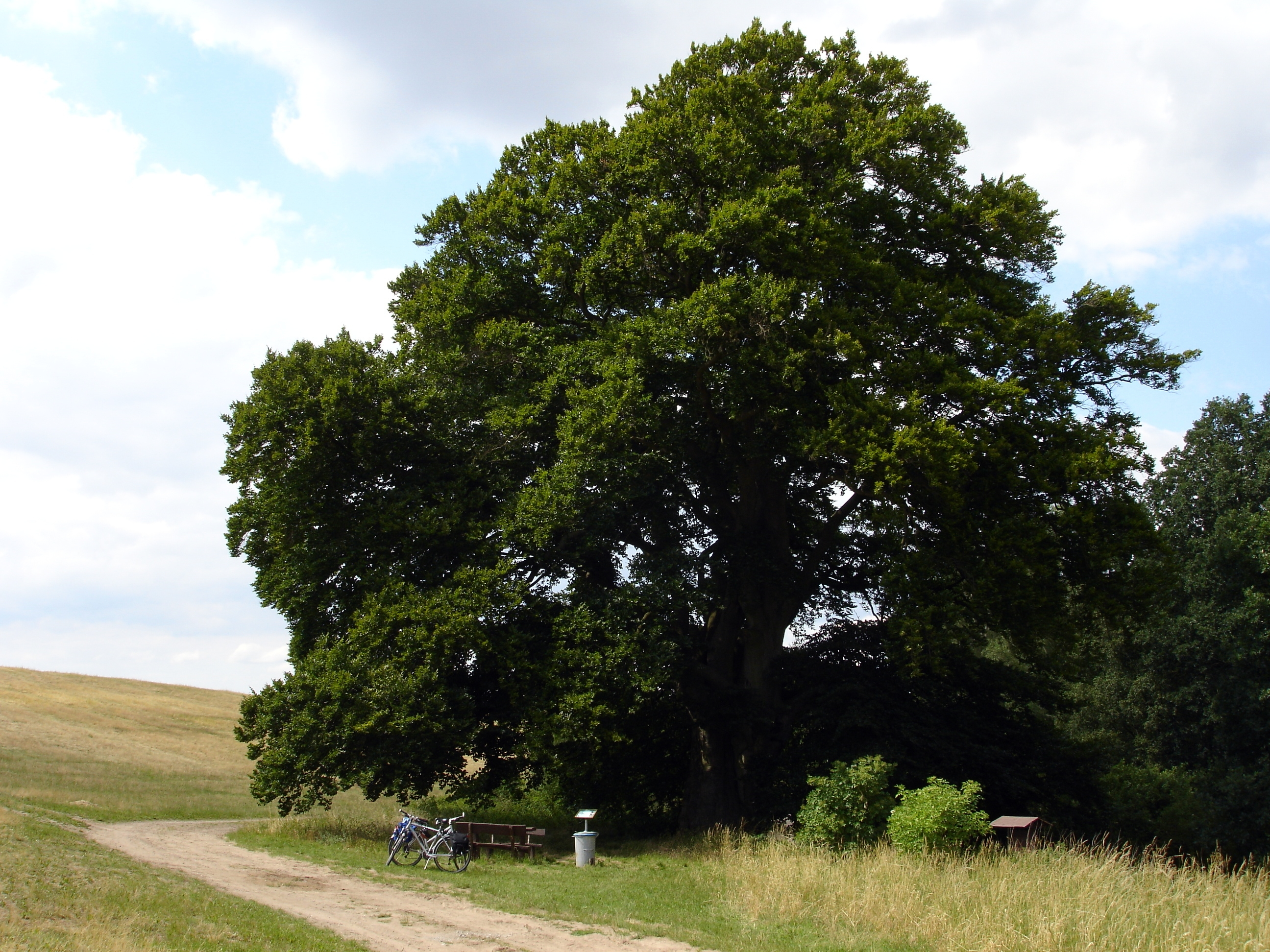
Schäferbuche bei Neu-Dobbin
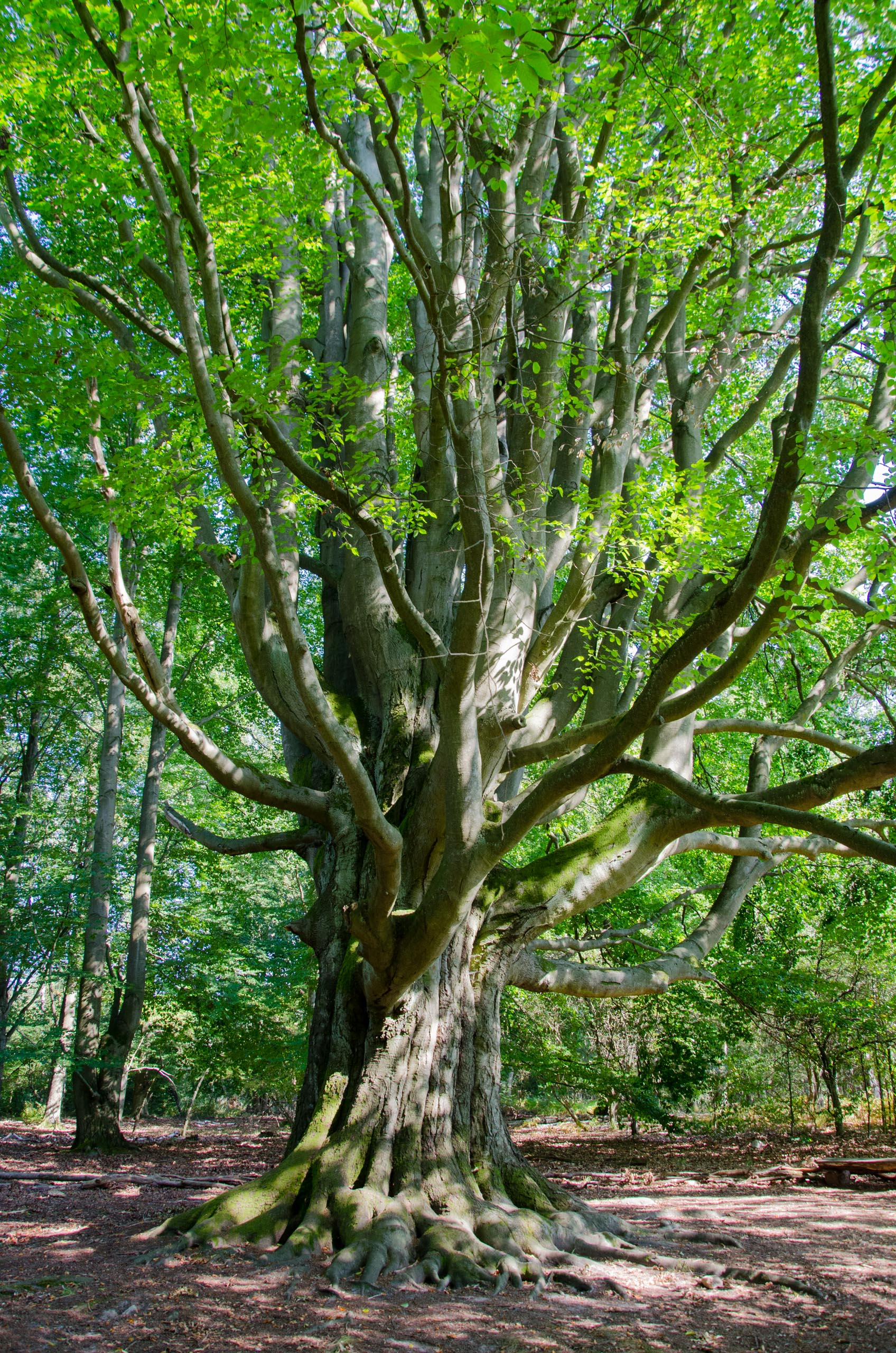
Silkebuche (2019)
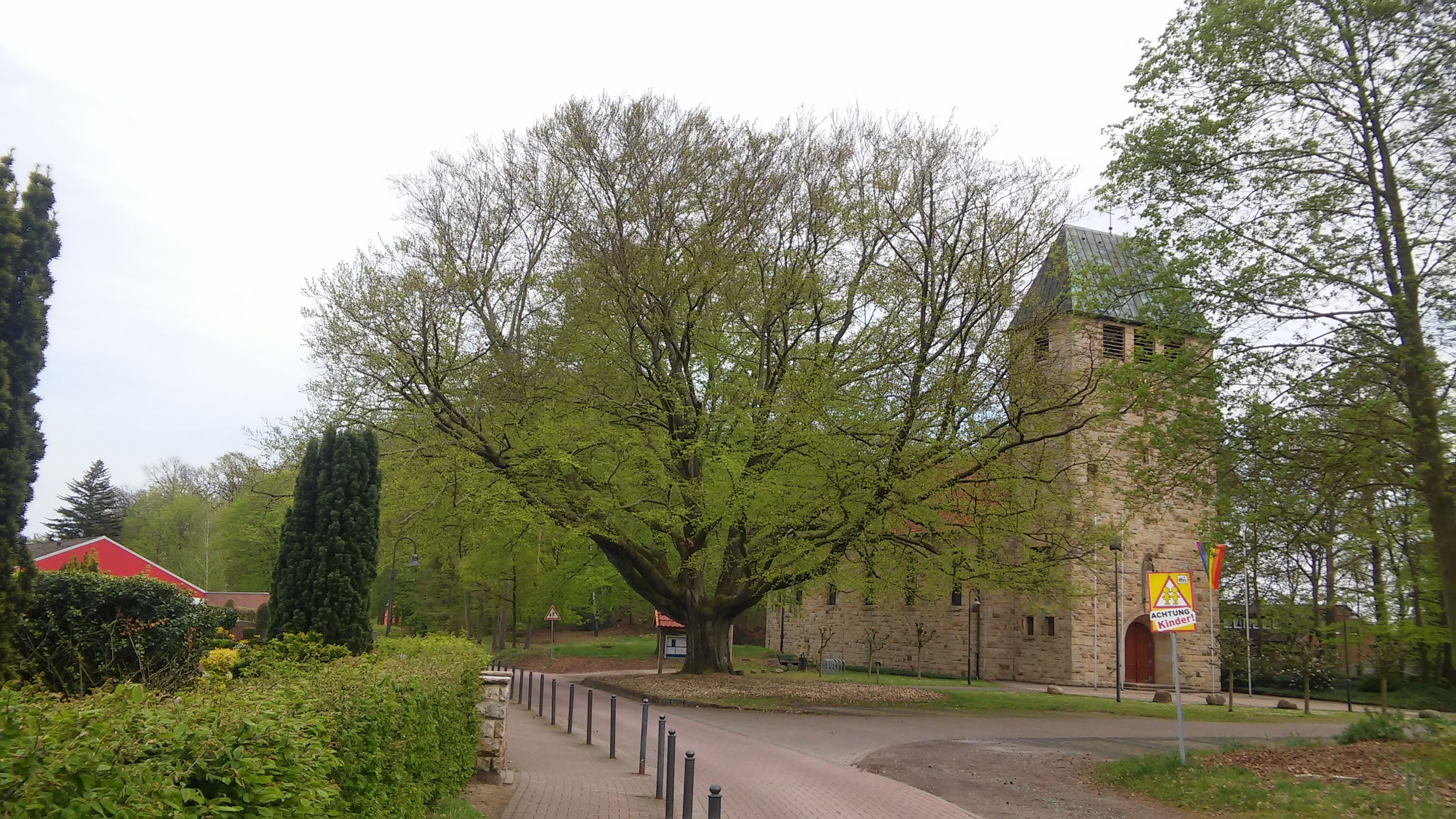
Denkmalsbuche in Holsten-Bexten
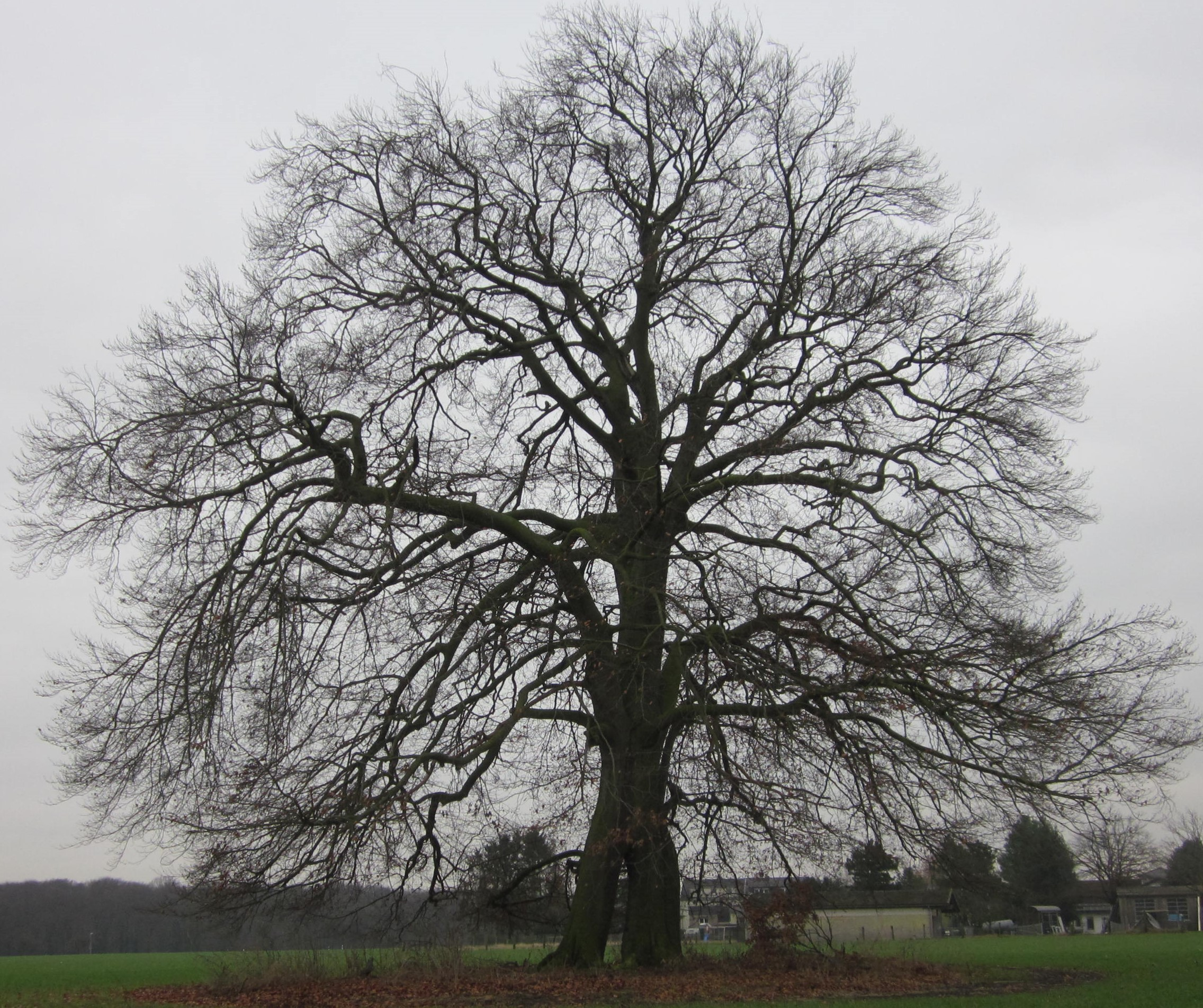
Napoleonsbuche bei Lünen-Gahmen
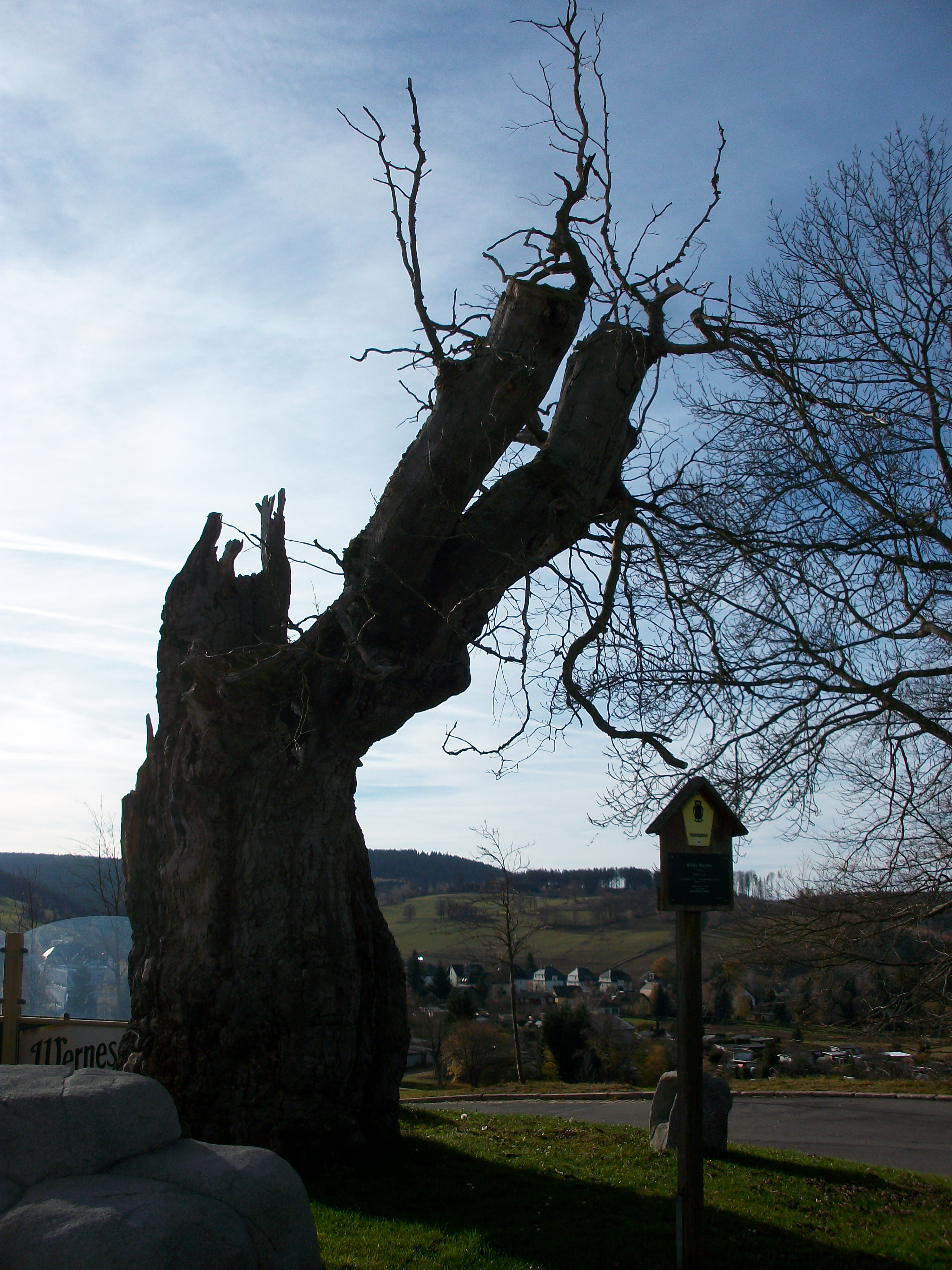
Bühlbuche bei Eibenstock
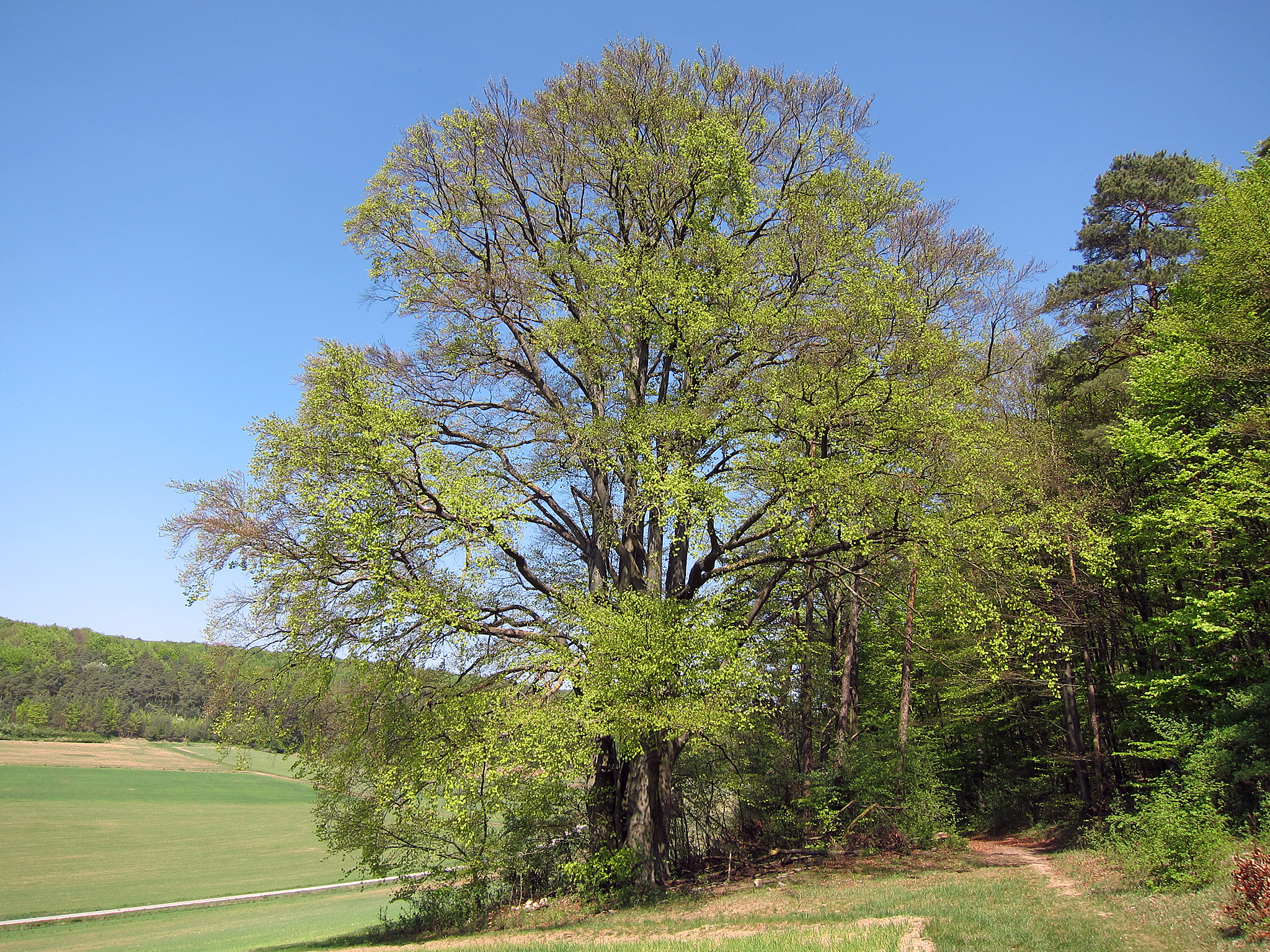
Siebenstämmige Buche bei Diebach
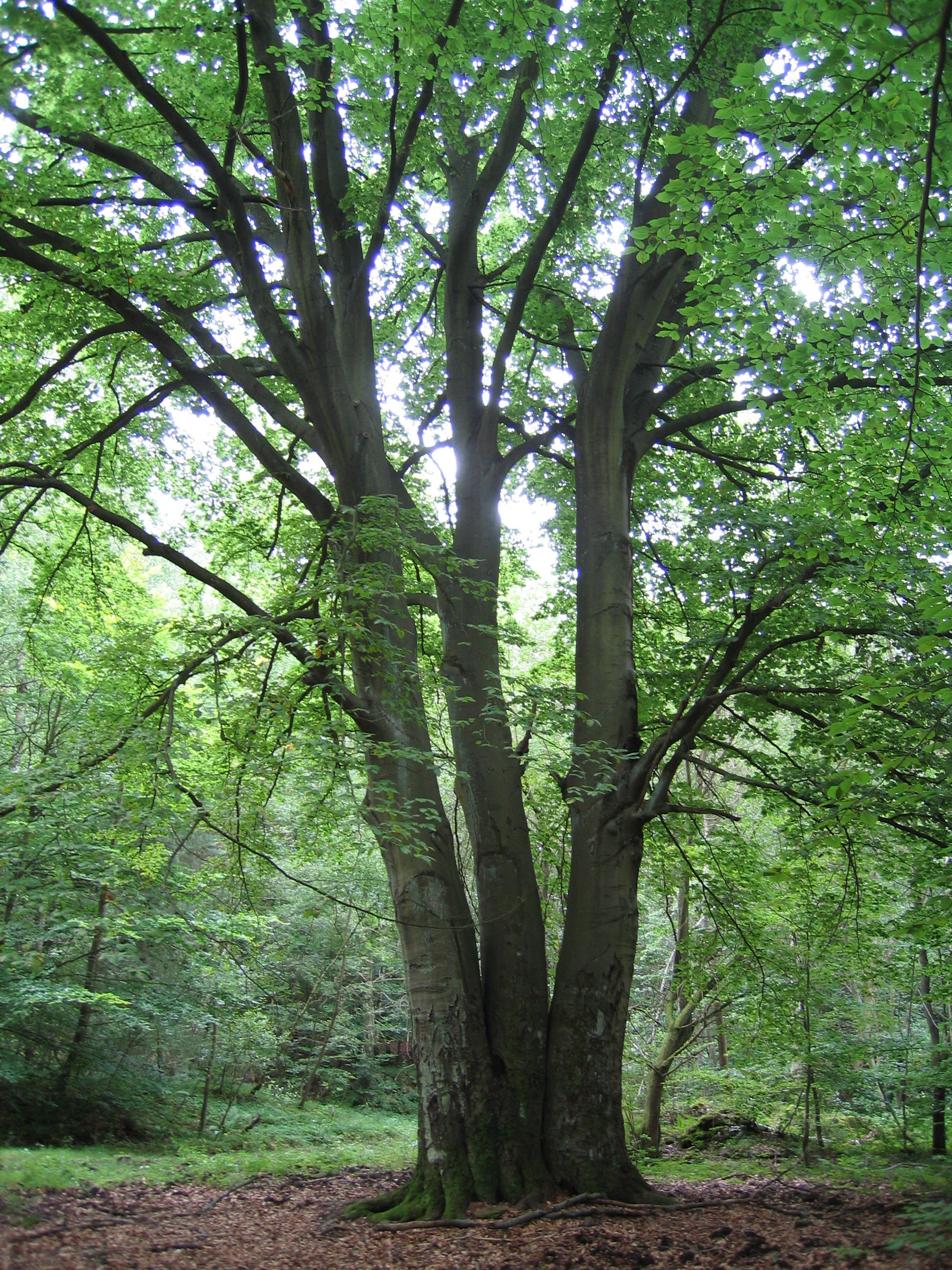
Dreistämmige Buche bei Enkenbach-Alsenborn
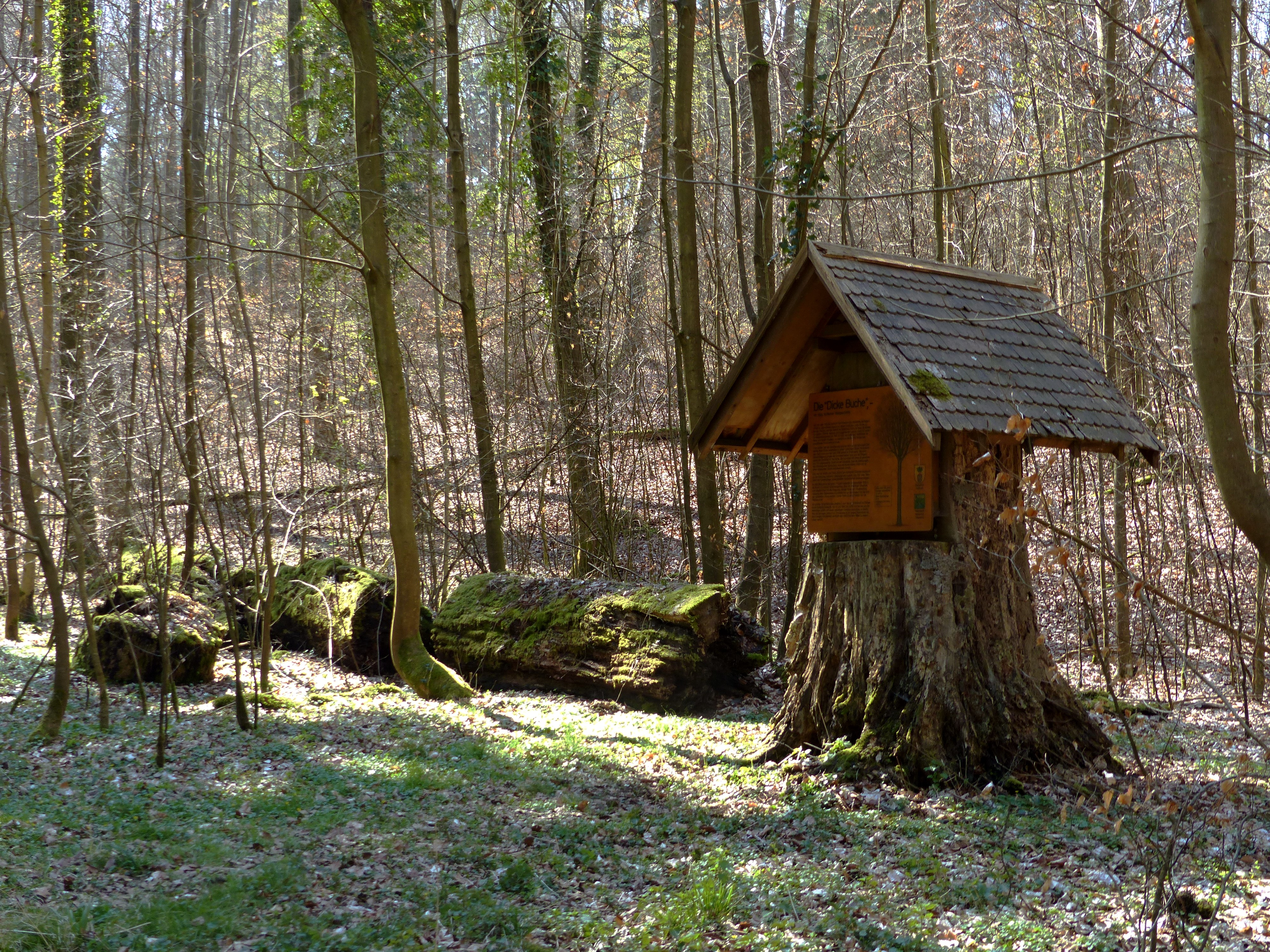
Stumpf der „Dicken Buche“ bei Nußloch
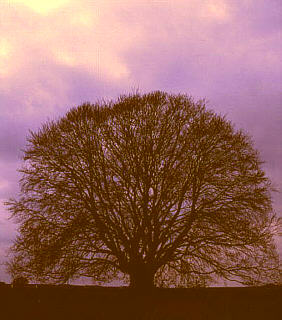
Bavaria-Buche bei Pondorf (2004)
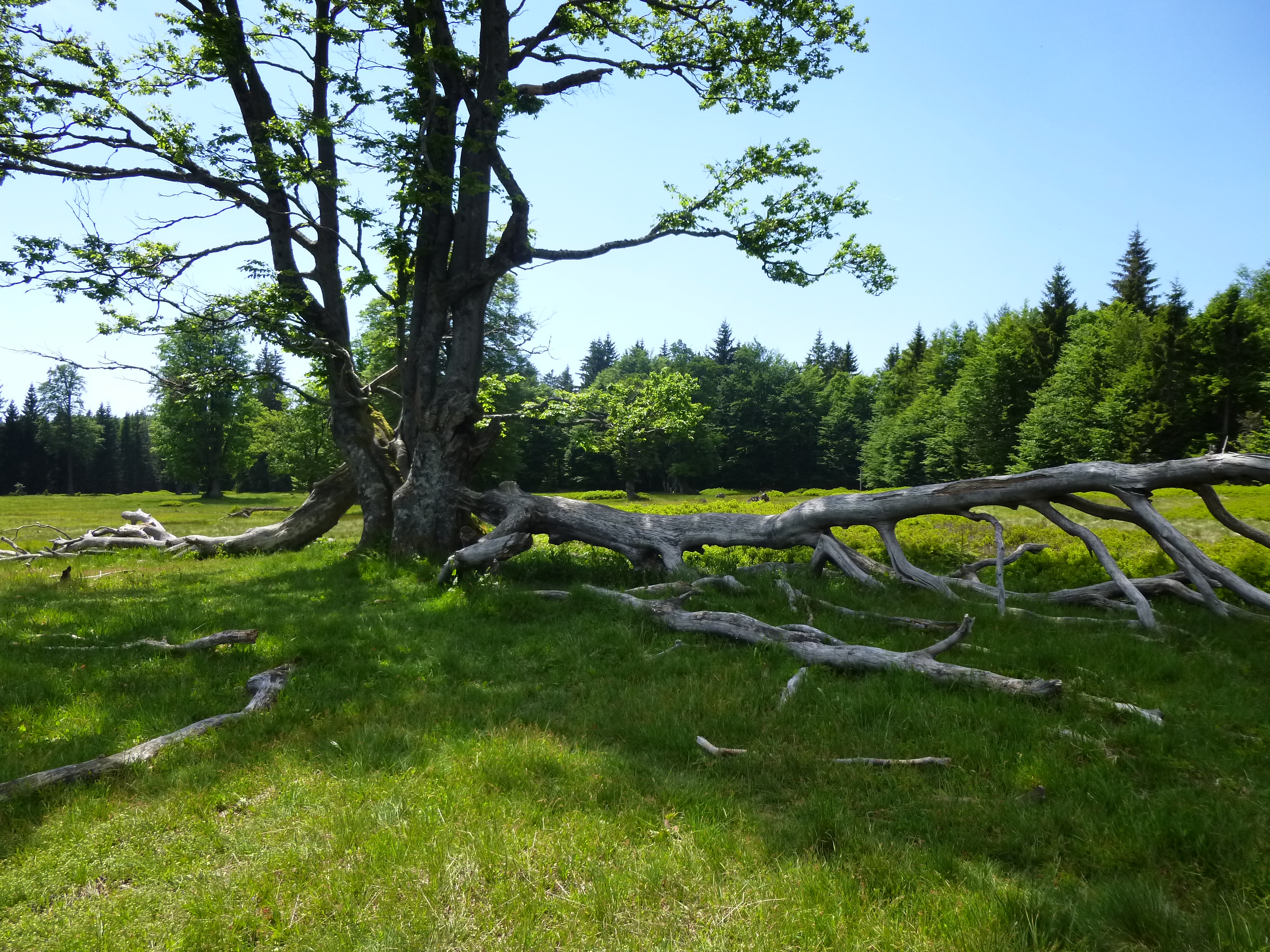
Alte Buche auf dem Kohlschachten
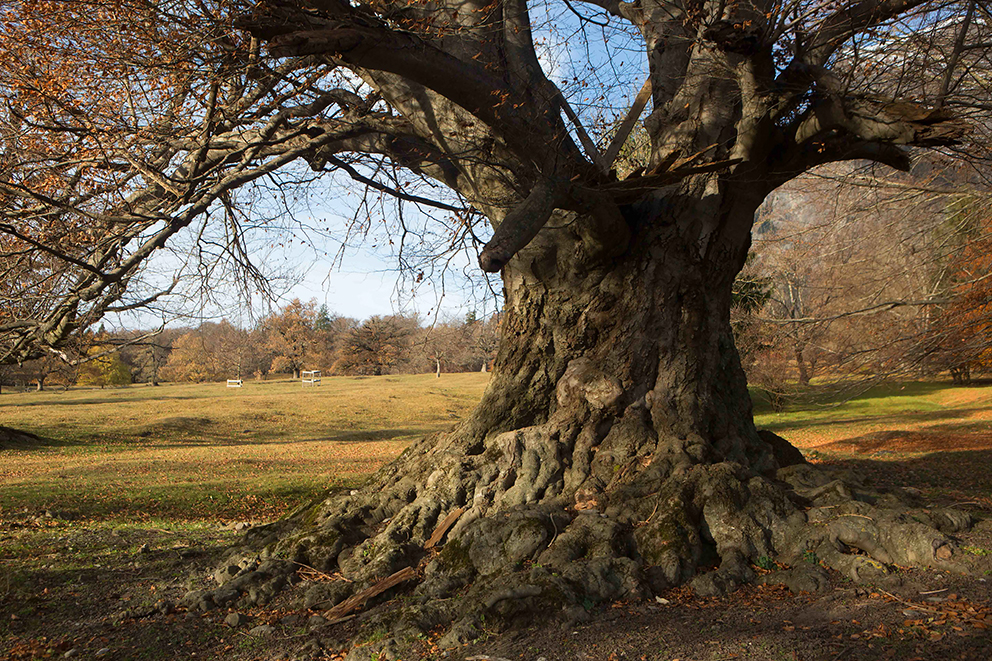
Dreihundertjährige Buche bei Maienfeld (Schweiz)

## Gefährdung und Schutz

### Allgemeine Situation
Die Rotbuche ist in ganz Deutschland und Europa weit verbreitet. Da die EU ihre Verantwortung zum Schutz der Buchenwälder erkannt hat, wurden in der europäischen FFH-Richtlinie mehrere Lebensraumtypen unter Schutz gestellt, welche den Buchenwald enthalten. Dazu zählen der Hainsimsen-Buchenwald (9110), der atlantische saure Buchenwald mit Unterholz aus Stechpalme und gelegentlich Eibe (9120), der Waldmeister-Buchenwald (9130), der mitteleuropäische subalpine Buchenwald mit Ahorn und Bergsauerampfer (Rumex arifolius, 9140) und der mitteleuropäische Orchideen-Kalk-Buchenwald (9150).

### Gefährdung und Krankheiten
Im Laufe der Jahrtausende hat sich ein recht stabiles Gleichgewicht zwischen der Buche und Schadorganismen herausgebildet, was sie z. B. von Fichte, Kiefer und Eiche deutlich unterscheidet, wo Schädlinge wie z. B. Borkenkäfer, wenn sie sich massenhaft vermehren, ganze Bestände vernichten können. Allerdings gilt die Buche aufgrund ihrer geringen Neigung zur Borkenbildung als anfällig gegen Wurzel- und Rindenparasiten.
Die Gefährdungen und Krankheiten der Rotbuche werden teilweise als „Buchenkomplexkrankheit“ oder als Komplexkrankheit betrachtet. Besonders trockene Perioden können zu Verlusten im Feinwurzelbereich und zur Schwächung der Bäume führen. Die geschwächten Bäume sind in der Folge anfälliger für weitere Schäden und Krankheiten. Gefährdung von Rotbuchenbeständen ist durch Befall mit Pilzen festgestellt worden. Mehrere Arten der Phytophthora sind dazu bekannt. Zu den Schadinsekten an Rotbuchen sind der Buchenspringrüssler (Rhynchaenus fagi (Linnaeus, 1758)), der Kleine Buchenborkenkäfer (Taphrorychus bicolor (Herbst, 1793)) und der Buchenprachtkäfer (Agrilus viridis (Linnaeus, 1758)) nachgewiesen. Die Dürre und Hitze in Europa 2018 und in den Folgejahren hat, z. B. in der Schweiz, besonders die Buchen in Mitleidenschaft gezogen.

### Auswirkungen der globalen Erwärmung
Bedingt durch die globale Erwärmung zeigt sich für die Buchenwälder Europas eine dramatische Situation. So konnten Baumring-Analysen an 324 Orten zwischen dem Norden Schottlands und dem griechischen Festland anhand von mehr als 780.000 Messungen an 5800 Bäumen zeigen, dass das Wachstum der Buchen zuletzt in fast allen Gebieten stark zurückging. Prognosen deuten darauf hin, dass sich das Wachstum in den nächsten 70 Jahren erneut zwischen 20 und über 50 Prozent verringern wird und besonders in Südeuropa mit massiven Verlusten durch Trockenheit zu rechnen ist.

## Nutzung

### Nutzung als Zierpflanze

#### Ziersorten

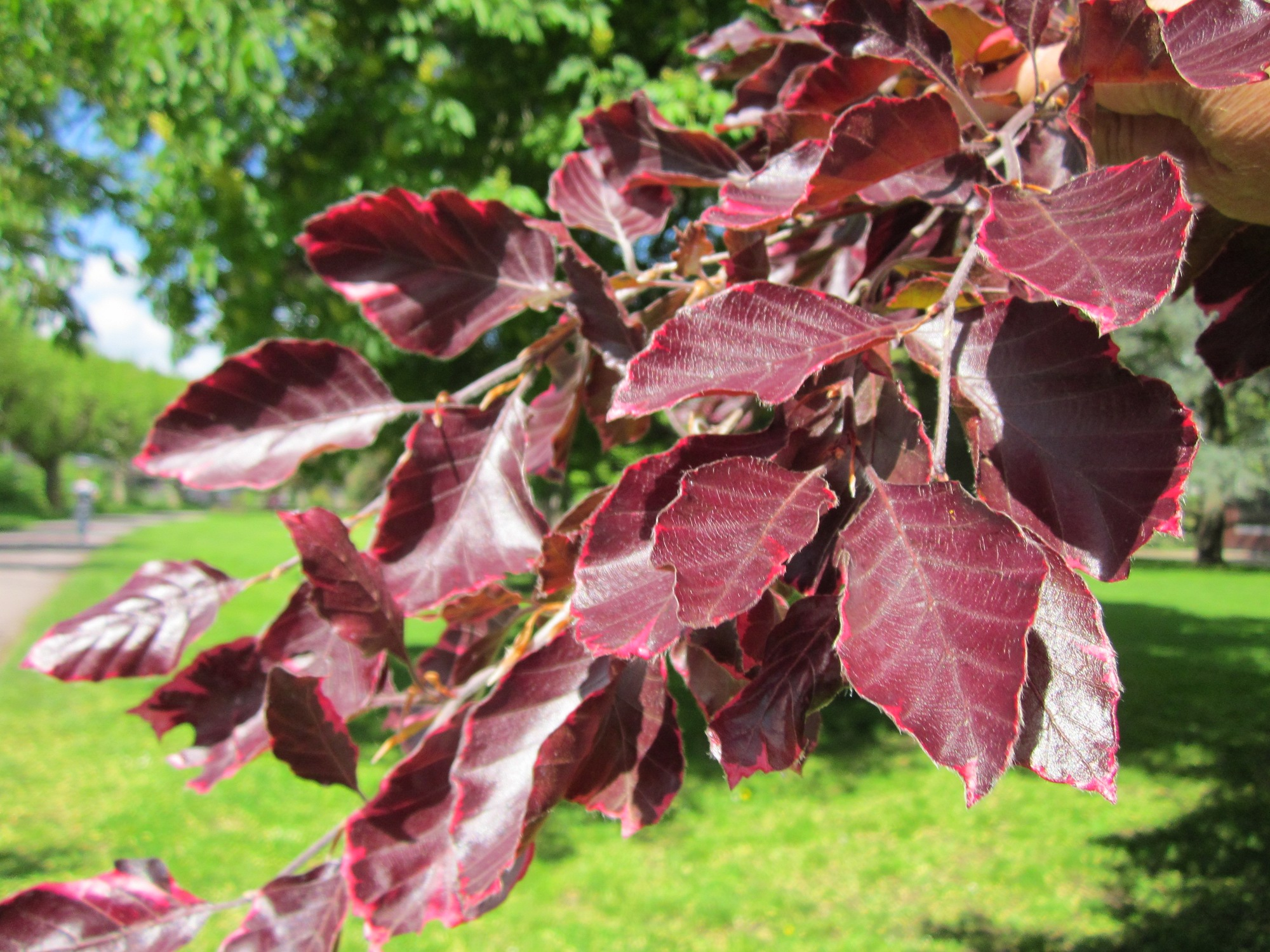
Laub der Blutbuche (Fagus sylvatica forma purpurea)

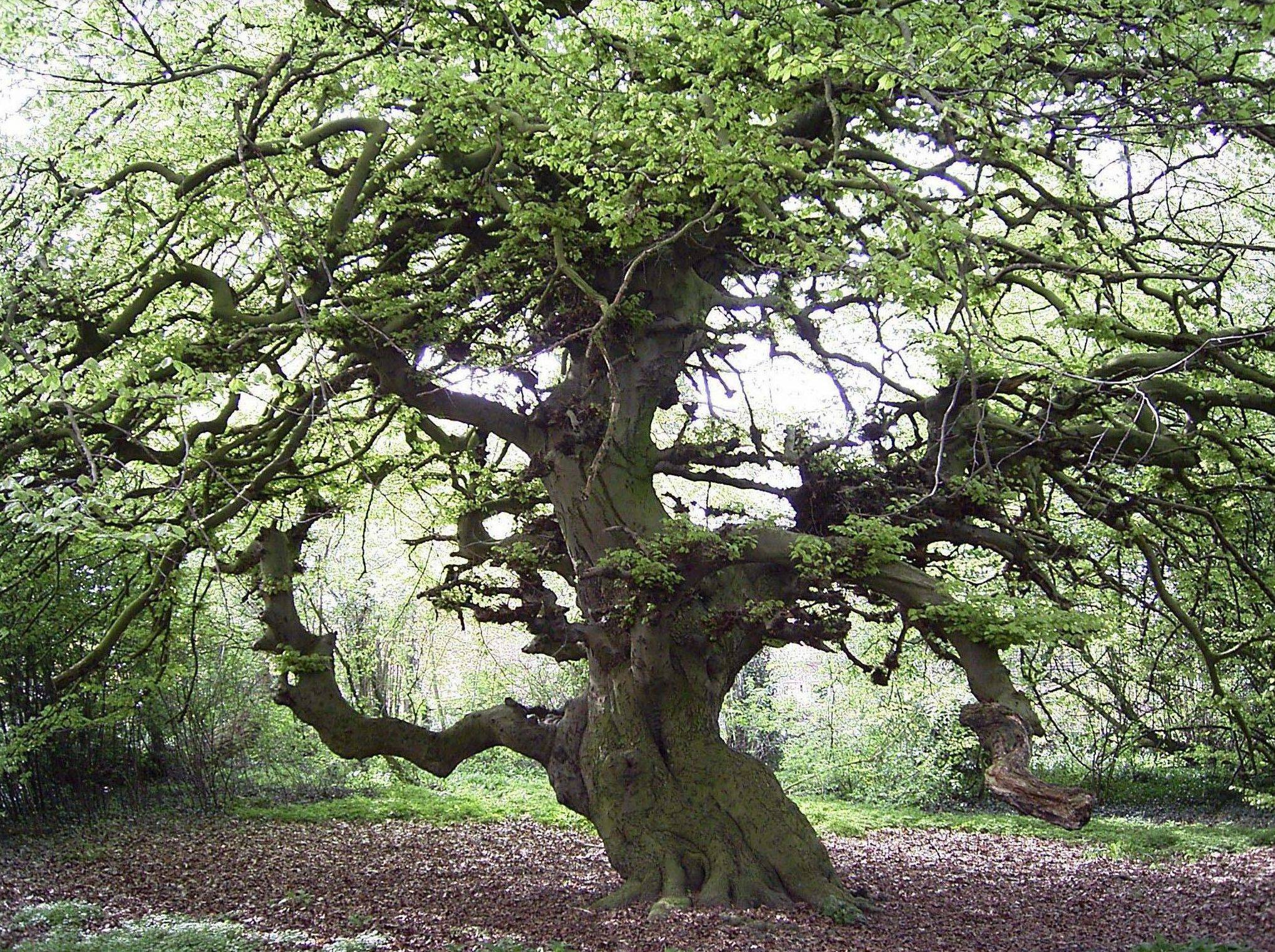
Süntel-Buche (Fagus sylvatica forma tortuosa)

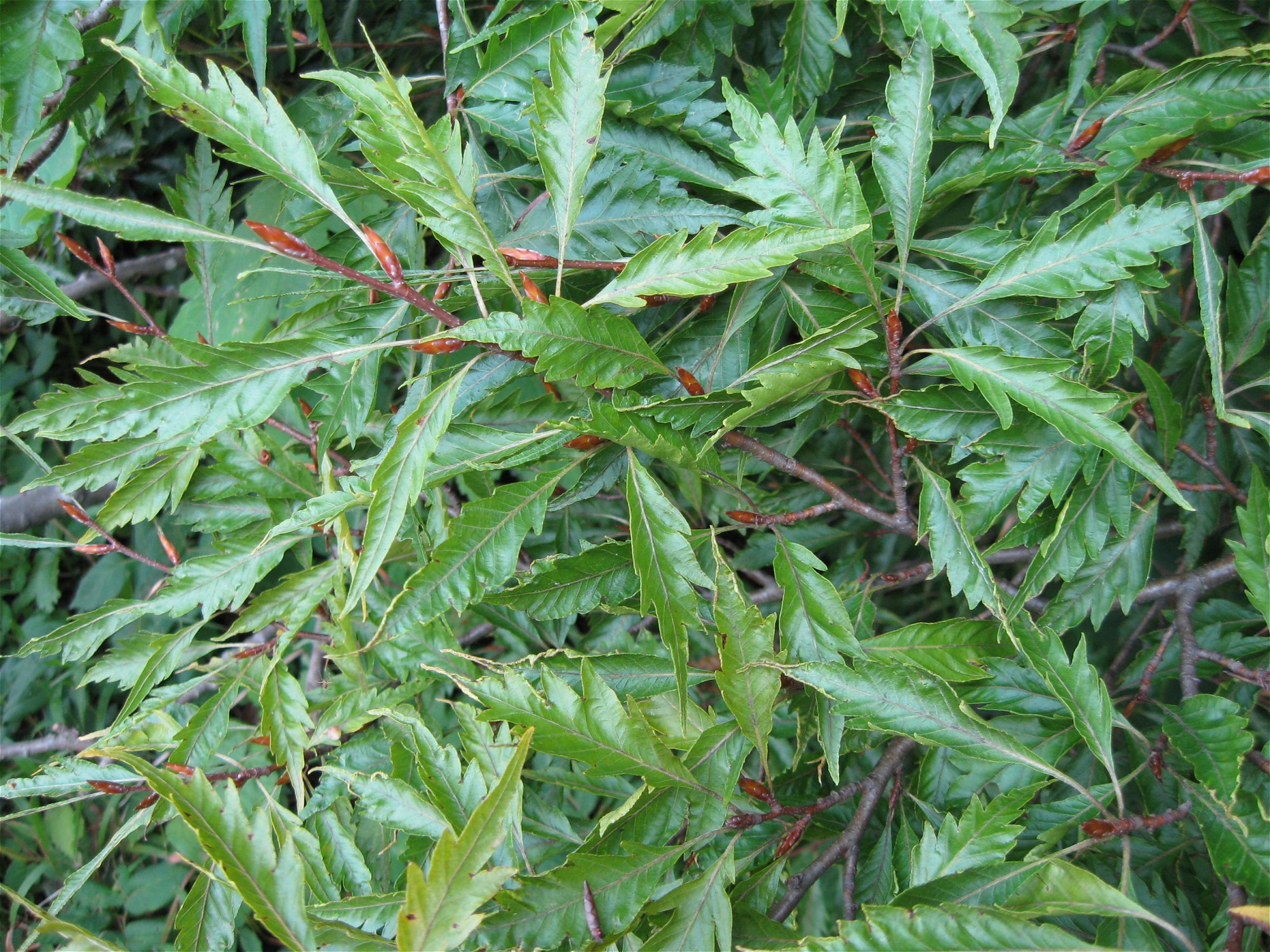
Farnblättrige Buche (Fagus sylvatica forma asplenifolia)

Von der Rotbuche existieren zahlreiche Kulturformen, die in Parks und Gärten als Ziergehölze verwendet werden. Sie unterscheiden sich in der Laubfärbung, der Blattform oder im Wuchs. Die bekanntesten Cultivare sind:
- Trauer- oder Hänge-Buche (Fagus sylvatica forma pendula), eine züchterische Weiterentwicklung der natürlichen Pendulaform
- Blutbuche (Fagus sylvatica forma purpurea) mit dunkler und rötlich gefärbten Blättern[30]
- Süntel-Buche (Fagus sylvatica forma tortuosa)
- Säulen-Buche (Fagus sylvatica Cultivar 'Dawyck'), davon gibt es auch die gelblaubige Sorte Säulen-Gold-Buche (Fagus sylvatica Cultivar 'Dawyck Gold')
- Schlitzblättrige Rotbuche (Fagus sylvatica forma laciniata)
- Farnblättrige Buche (Fagus sylvatica forma asplenifolia)[31]
- Zwergform der Farnblättrigen Buche (Fagus sylvatica forma asplenifolia Cultivar 'Mercedes')[32]
- Gold-Buche (Fagus sylvatica beispielsweise Cultivar 'Zlatia' und 'Aurea' mit goldgelben Blättern)
- Zwergbuche (Fagus sylvatica Cultivar 'Felderbach')[33]

### Forstliche Bewirtschaftung von Buchenwäldern

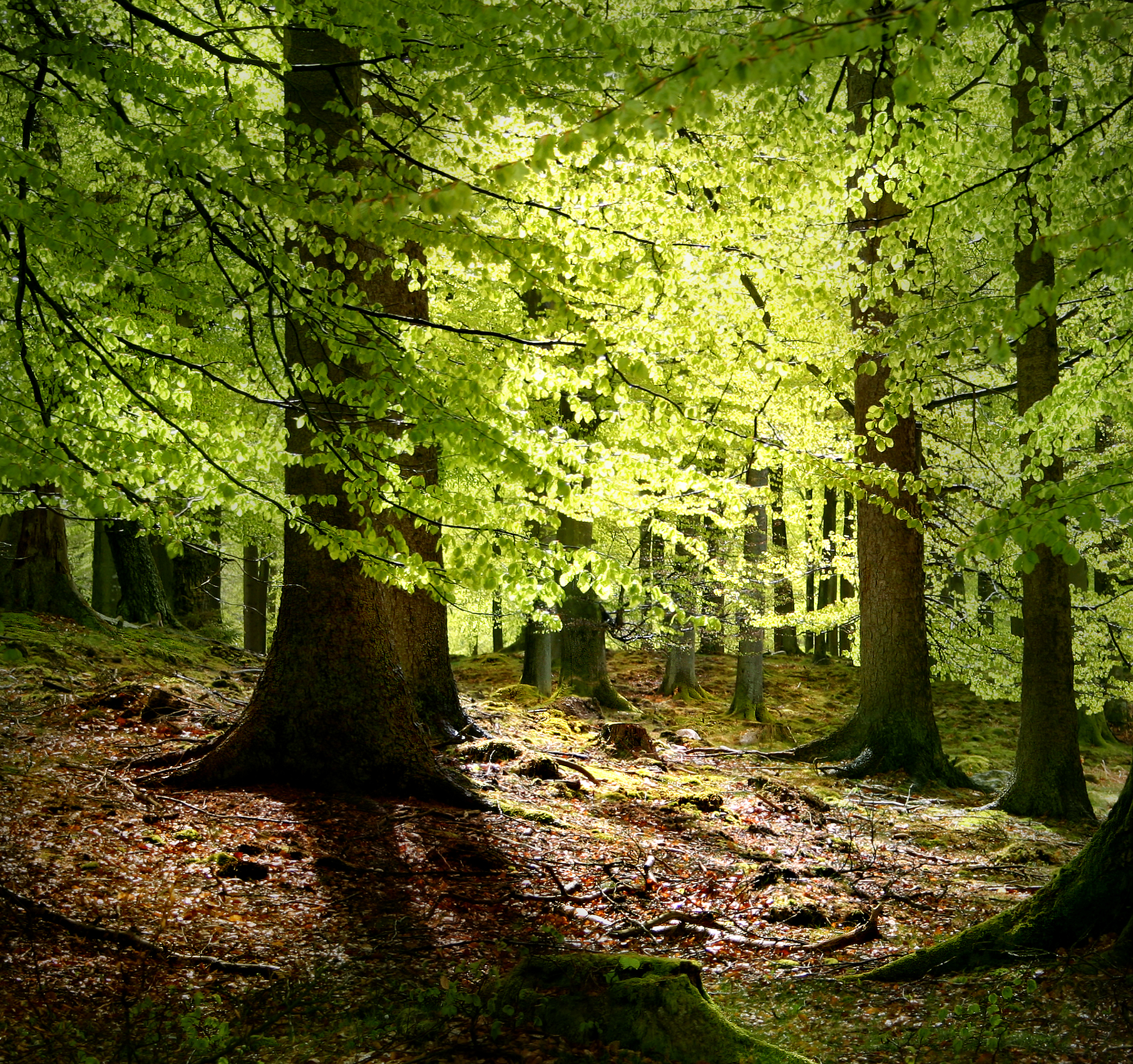
Lichtdurchfluteter Mischwald, Buchen im Frühjahr mit jungen Blättern

Auch in der Forstwirtschaft verjüngt man Buchenwaldbestände im Schutz der Altbäume. Für den Erfolg einer solchen gezielten Verjüngung ist die richtige Dosierung des Lichteinfalls entscheidend. Bei zu starker Öffnung droht den Keimlingen Frostgefahr sowie starke Behinderung durch den dann entstehenden Unterwuchs. Zu wenig Licht dagegen lässt die Keimlinge verkümmern oder verkrüppeln.
Buchenwälder brauchen auch danach noch eine regelmäßige und sorgfältige Durchforstung, um wirtschaftlich wertvolle Bäume zu liefern. In einem engen Verband stehende Bäume liefern lange und astfreie Stämme, wie sie beispielsweise im hochwertigen Möbelbau notwendig sind. Unter dem starken Konkurrenzdruck, der bei einem solch engem Bestand entsteht, entwickeln die Bäume jedoch unregelmäßige Kronen. Dieses führt wiederum zu starken Spannungen im Holz, so dass aufgesägtes Holz stark arbeitet und sich dabei spaltet oder propellerartig verzieht. Zu weit auseinanderstehende Bäume verästeln sich dagegen zu stark, was sie für eine hochwertige Verwertung ungeeignet macht.
Aus Buchenlaub entstehender Mull ist außerdem ein ideales Keimbett für andere Baumarten Mitteleuropas wie beispielsweise die Fichte oder die Weißtanne. Buchen wirken generell bodenverbessernd, da sich ihr Laub in ein bis zwei Jahren abbaut. Der waldbauliche Wert der Buchen ist mittlerweile unumstritten, nachdem Rotfäule, Windwurf und Borkenkäfer deutlich gemacht haben, wie anfällig insbesondere Fichtenreinbestände sind. Jedoch bleibt auch die Buche nicht von Krankheiten verschont. So gab es allein in Belgien in den Jahren 2000 bis 2002 über eine Million Festmeter Schadholz aufgrund eines Buchensterbens.

### Merkmale des Holzes

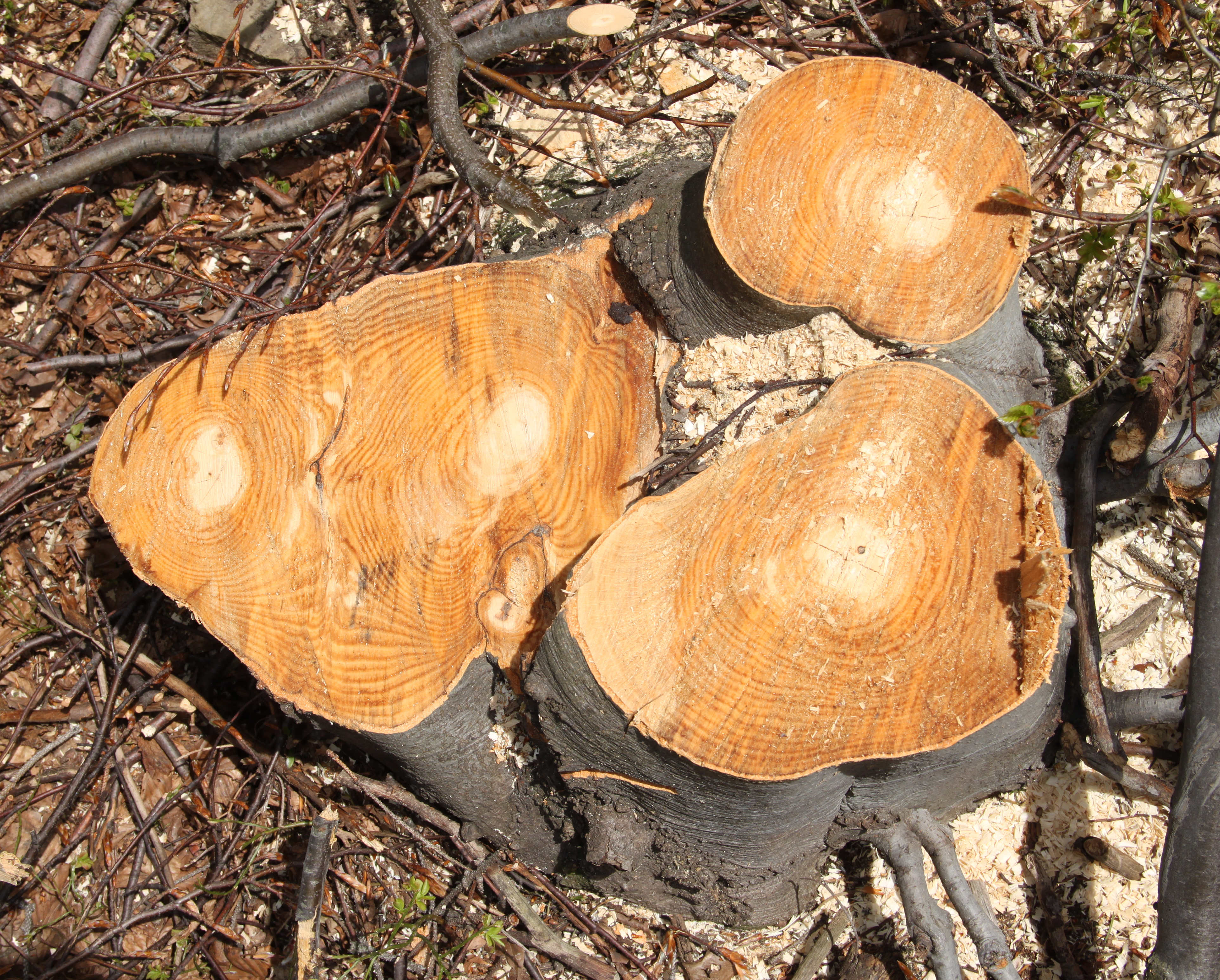
Schnittfläche einer Rot-Buche

Die Bezeichnung Rot-Buche ist eigentlich irreführend, denn das Holz ist nur leicht rötlich schimmernd. Ein tieferer Rotton entsteht durch das sogenannte Dämpfen. Dabei wird dem Holz die starke Neigung zum Verwerfen und zur Rissbildung genommen.
Das Holz ist feinporig und meist gleichmäßig gemasert, lässt sich gut hobeln und drechseln. Die Buche zählt zu den Reifholzbäumen, hat also einen farblich homogenen Aufbau über den gesamten Stammquerschnitt. Sie zählt allerdings zu den Bäumen mit einer fakultativen Bildung eines Farbkerns. Dieser wird als Rotkern bezeichnet. Der Rotkern tritt mit zunehmendem Alter und mit größerem Durchmesser des Baumes häufiger auf. Das rotkernige Holz der Buche erzielt geringere Preise als weißes Holz. Diese sogenannte Kernbuche wird mittlerweile jedoch in der individuellen Möbelherstellung immer häufiger nachgefragt. Aufgrund der großen Härte, nach Brinell 34 N/mm², wird es auch häufig als Parkett verwendet. Die Biegefestigkeit ist hoch, doch im gedämpften Zustand ist das Holz biegsam und zudem sehr plastisch, was direkt mit der kurzen Holzfaserlänge zusammenhängt. Aus diesem Grund werden gebogene Formteile aus dem Holz gefertigt, zum Beispiel Sitzmöbel mit anatomisch geschwungenen Elementen. Michael Thonet erfand 1830 ein Verfahren zum Biegen von Buchenholz und stellte damit seine mittlerweile weltberühmten Thonet-Stühle her.

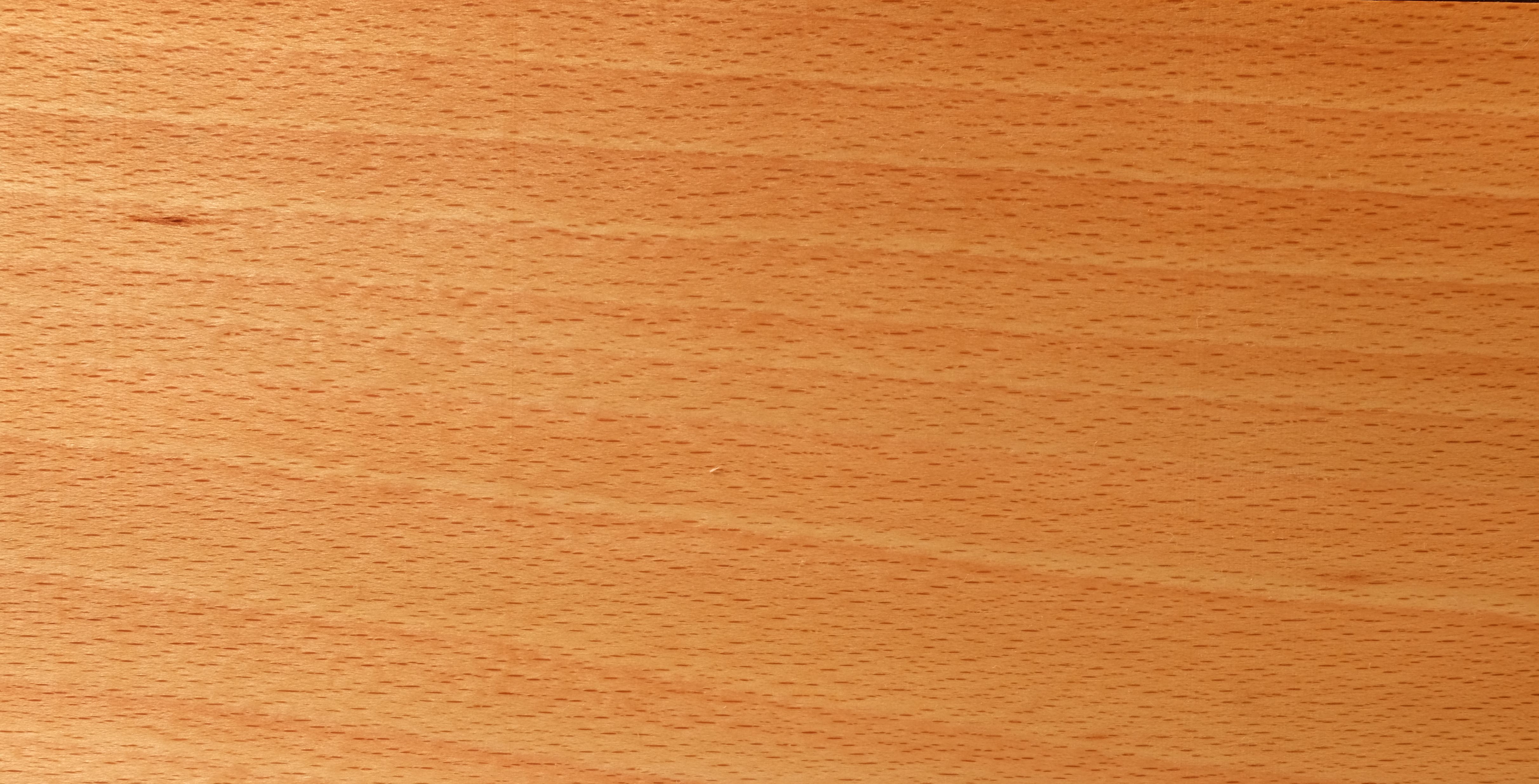
Holz der Rotbuche
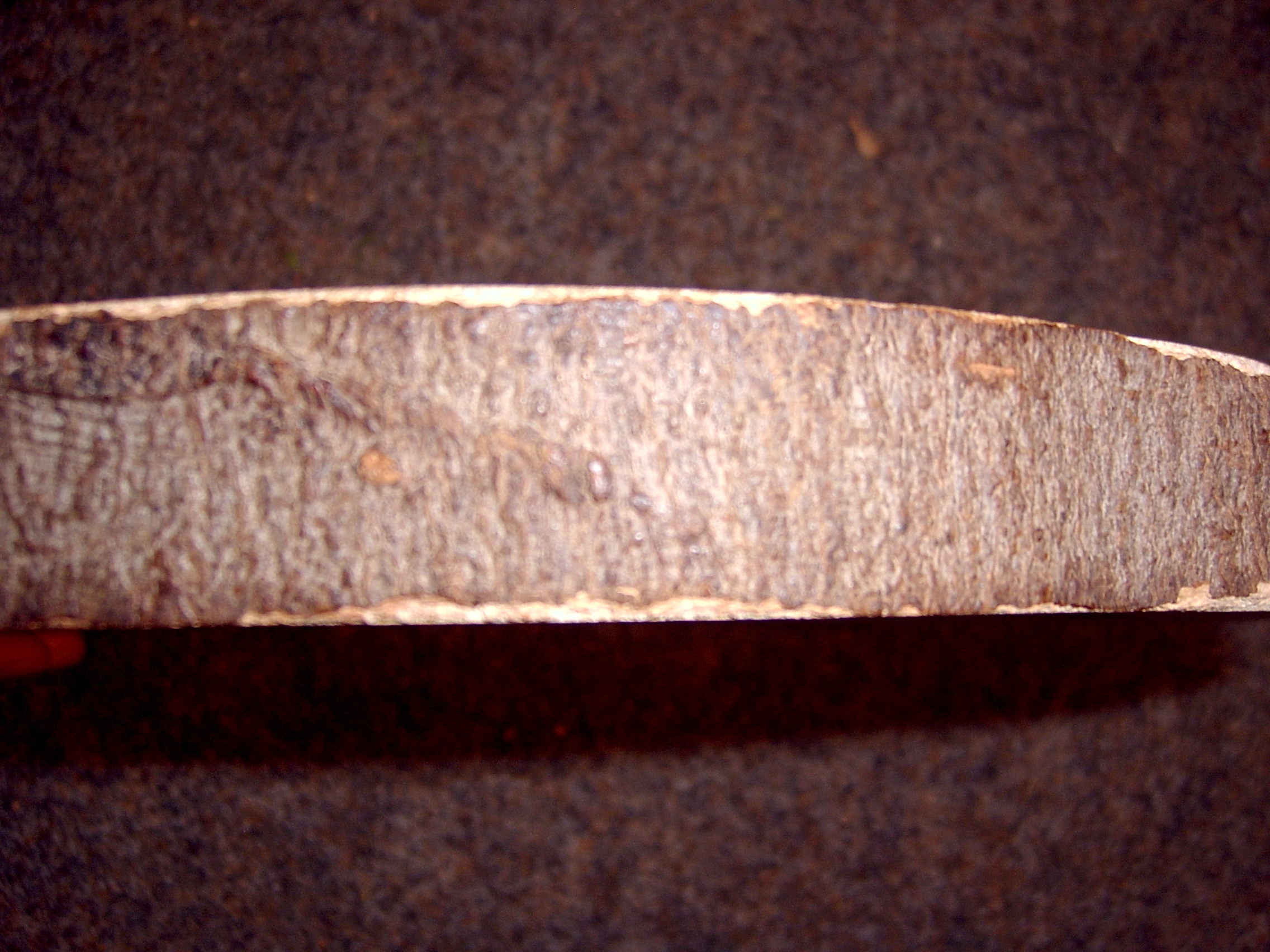
Rinde der Rotbuche
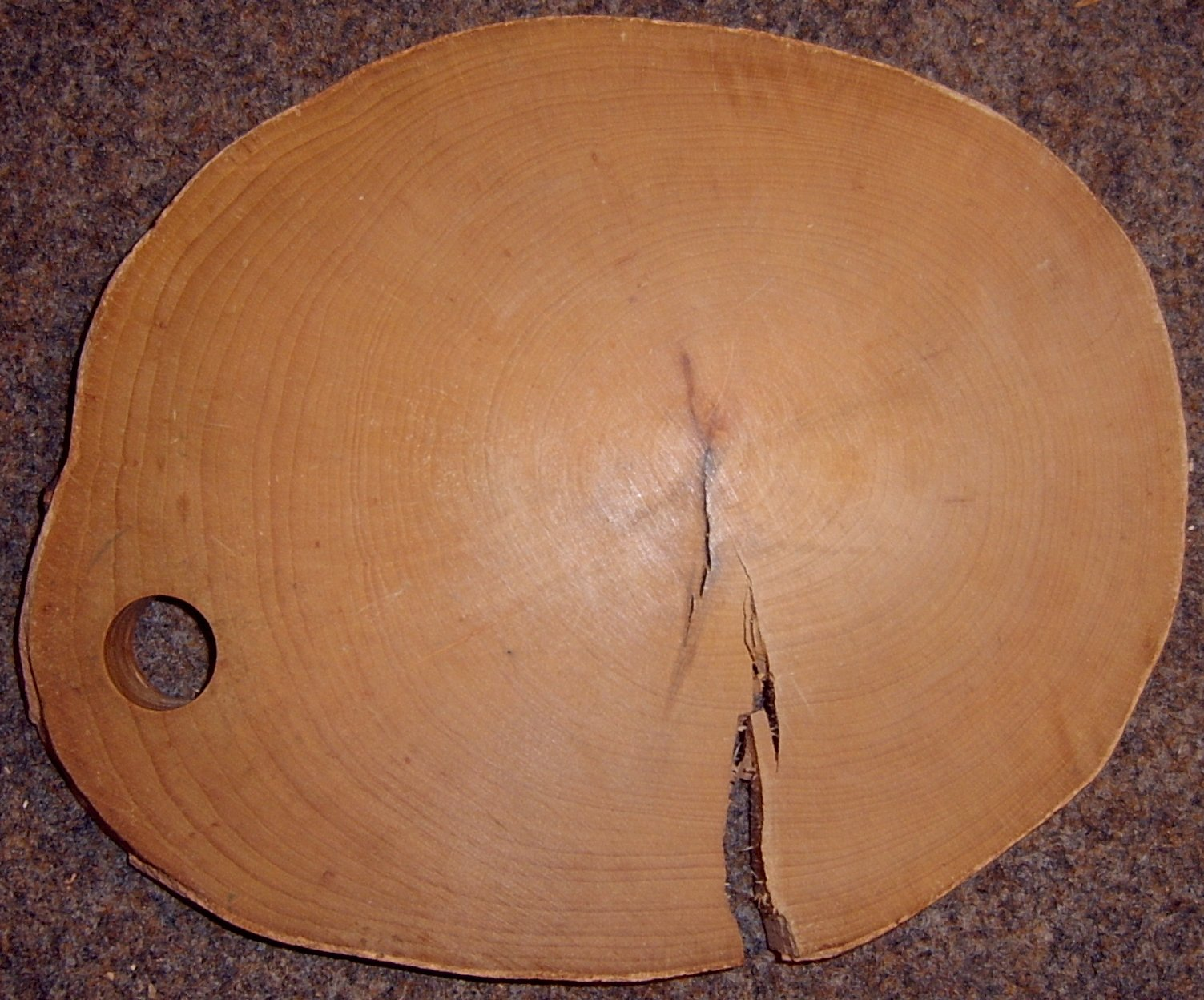
Querschnitt durch einen Rotbuchenstamm
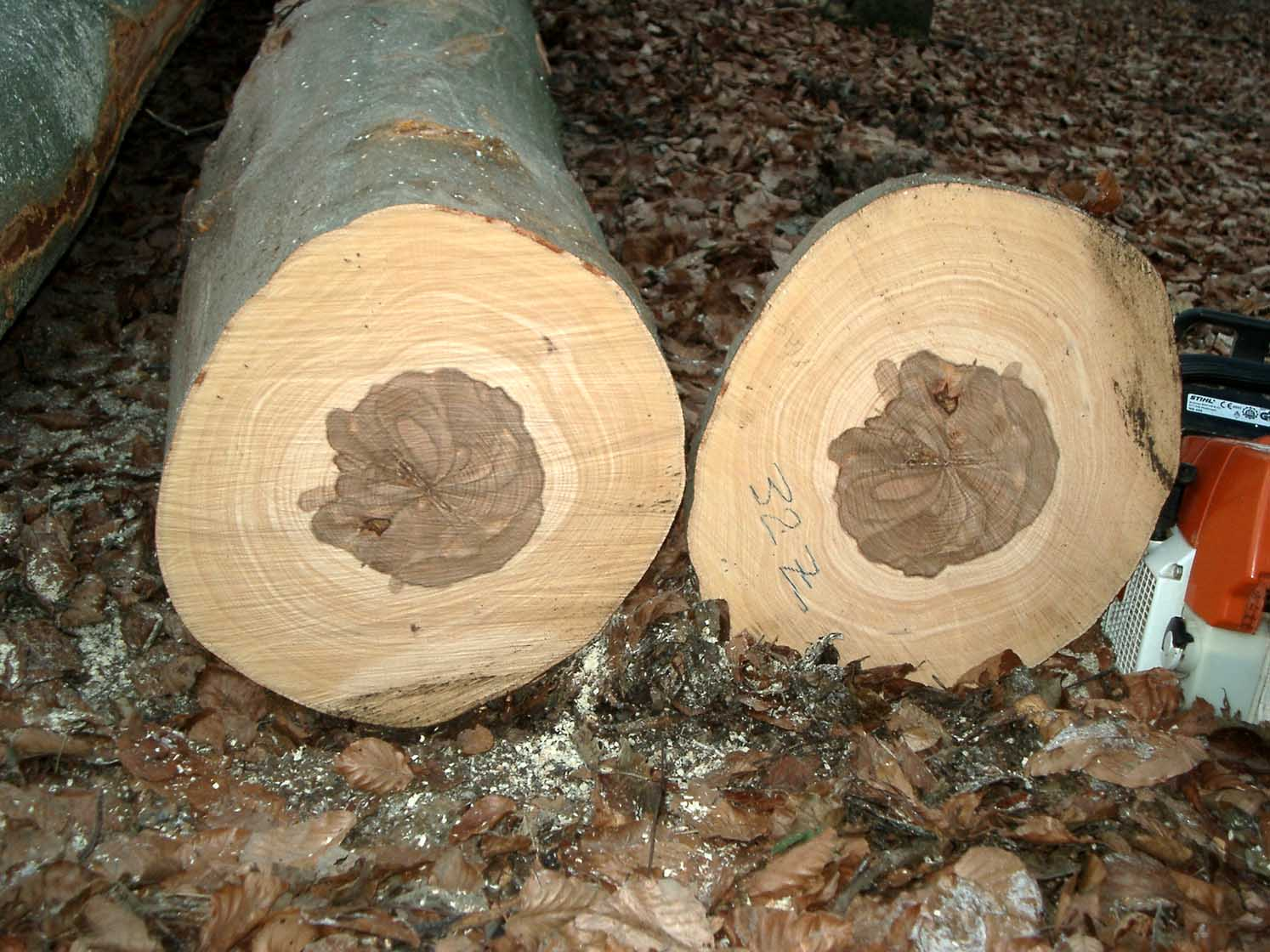
Rotbuche mit ausgeprägtem Rotkern (Kernbuche)
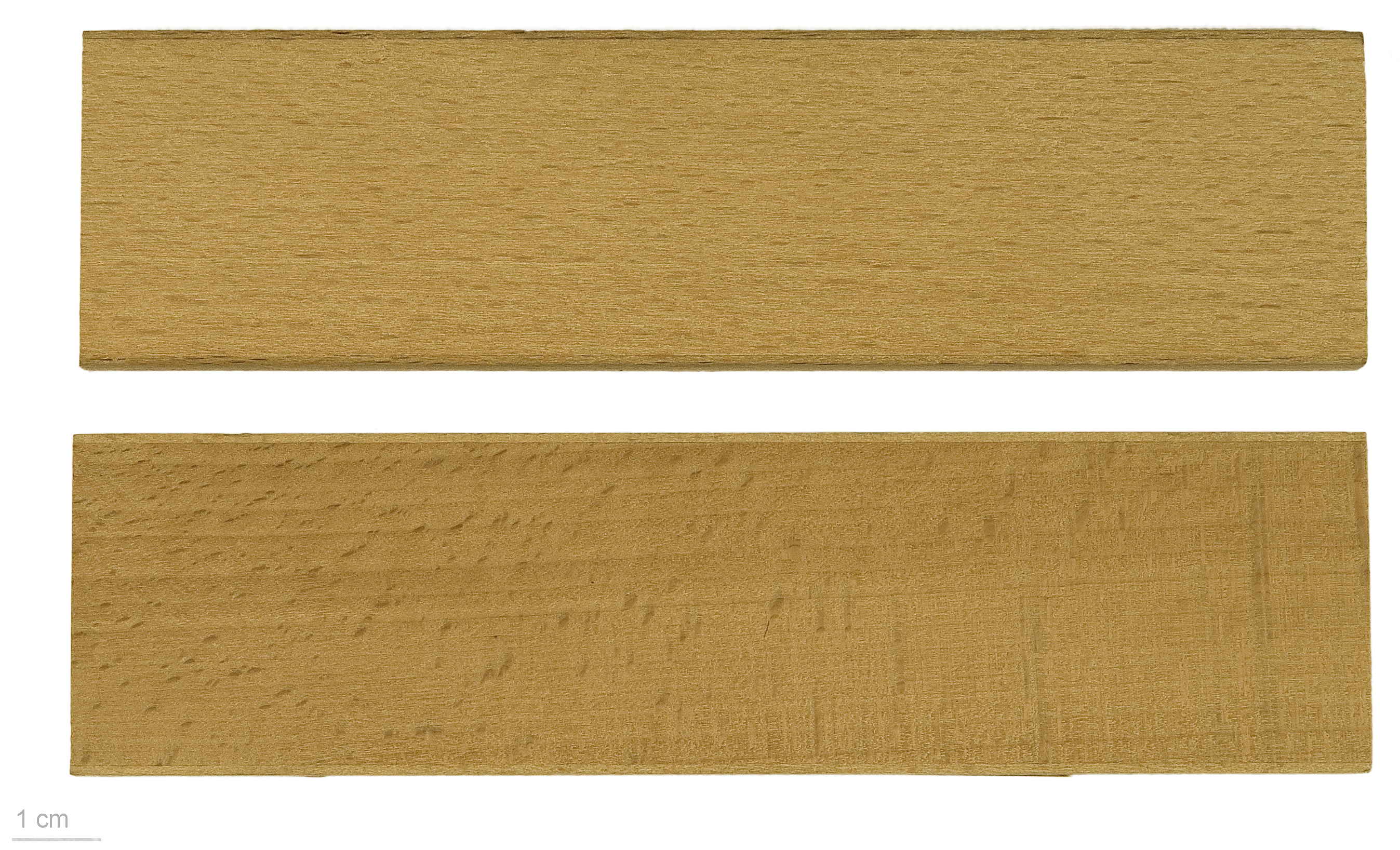
Fagus sylvatica – Holz

### Buche als Nutzholzlieferant
Als Nutzholzlieferant war die Rotbuche in der traditionellen Ökonomie der Eiche unterlegen. Die Eiche bot ein vielseitiger verwendbares Holz, das sich anders als das wenig fäulnisresistente Buchenholz auch für den Schiffbau und den Außenbau eignete. Die Eiche lieferte außerdem die Eicheln für die Eichelmast, die in der traditionellen Schweinehaltung eine große Rolle spielte. Überlegen war das Buchenholz dem Eichenholz lediglich im Heizwert. Über lange Zeit wurde daher die Buche zugunsten der Eiche vernachlässigt. Der Schweizer Forstingenieur Christian Küchli (geb. 1953), der sich intensiv mit der Historie der europäischen Forstbäume beschäftigt hat, spricht daher von einem jahrhundertelangen Ausmerzen der Buche.

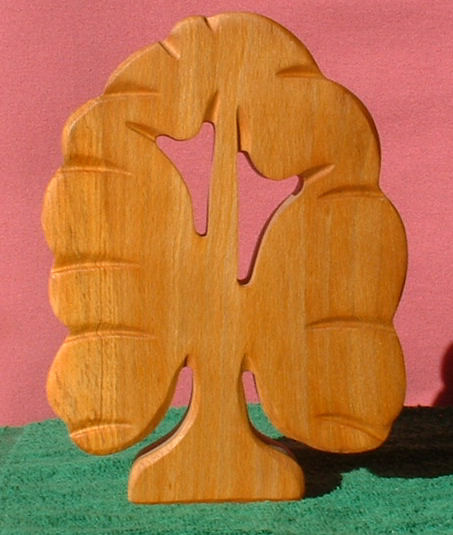
Spielzeug aus Buchenholz

Größere forstwirtschaftliche Bedeutung erlangte die Buche erst mit der Entdeckung, dass eine Teeröl-Imprägnierung Eisenbahnschwellen aus Buchenholz 40 Jahre lang vor Pilzbefall schützt, wodurch diese annähernd die Lebensdauer von Eichenschwellen erreichten. Forstbetriebe konnten nun für Buchenholz so attraktive Preise erzielen, dass Aufforstungen mit dieser Baumart wieder lohnend erschienen. Um 1930 wurde nur noch die Hälfte des geschlagenen Buchenholzes verfeuert; die andere Hälfte wurde für Eisenbahnschwellen sowie Gebrauchsgegenstände wie Waschtröge, Wäscheklammern, Bürsten oder Kochlöffel verwendet. Dies änderte sich wiederum, als fossile Energieträger zunehmend die Holzheizung ersetzten und zuvor aus Buchenholz gefertigte Gebrauchsgegenstände nun aus Kunststoff hergestellt wurden.
Heute liefert die Buche ein wichtiges Nutzholz für die Spielzeug- und Möbelindustrie, Parkett- und Treppenbau. Sie ist in Deutschland und Teilen West- und Mitteleuropas die mit Abstand häufigste Art der Laubbäume und hat einen Anteil von durchschnittlich 13,7 % an der deutschen Gesamtwaldfläche, der im Westen Deutschlands sogar bis 16 % betragen kann. Die Einschlagsmenge an Buchenstammholz schwankte zwischen den Jahren 2000 und 2020 – bei insgesamt leicht sinkender Tendenz – zwischen zwei und vier Millionen Kubikmetern.
In der Schweiz wurden Mitte der 1980er Jahre ein bis zwei Millionen Kubikmeter Buchenholz geschlagen. Lediglich sechs Prozent davon war hochwertig genug, um als Nutzholz verwendet zu werden.

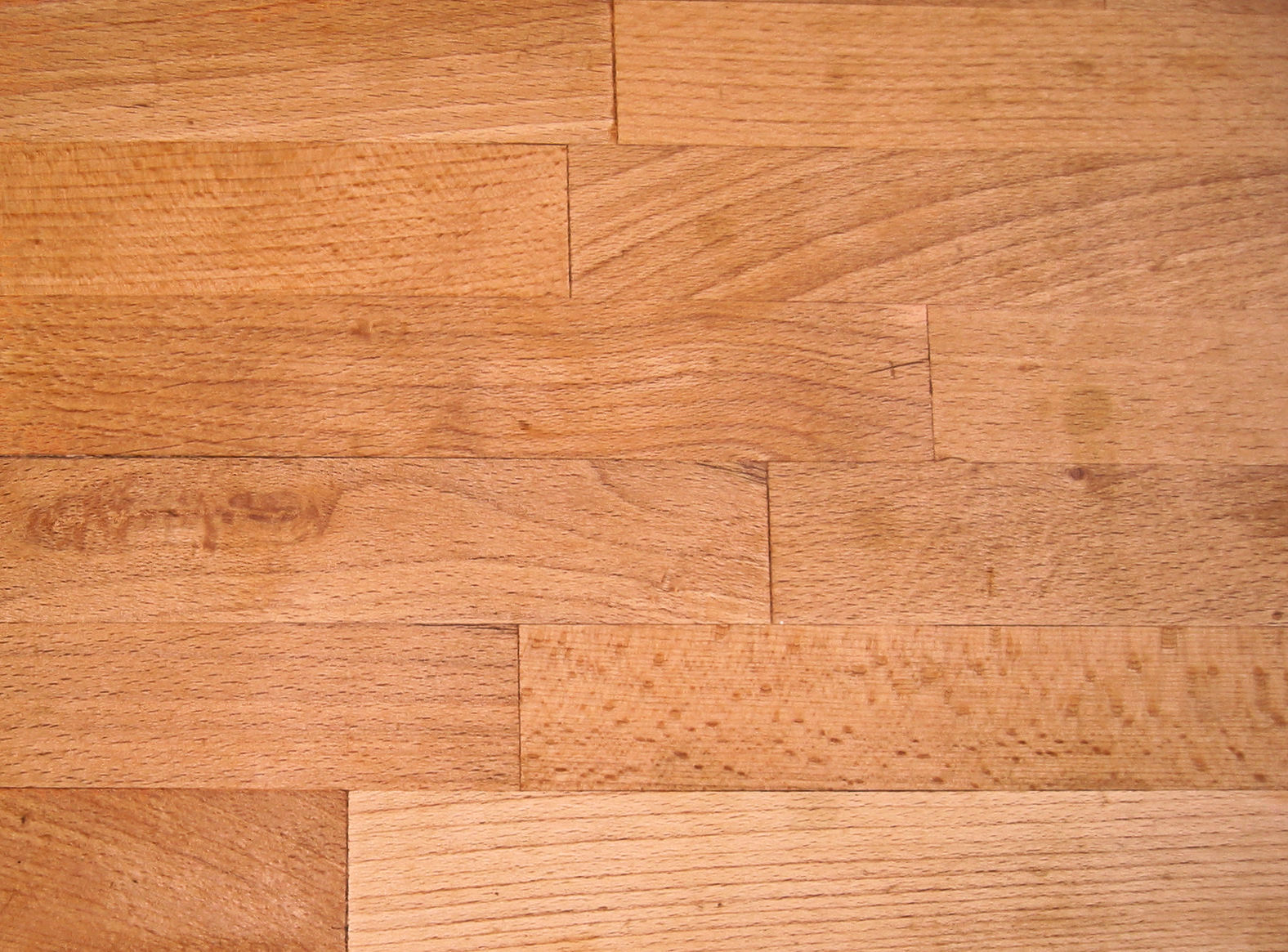
Arbeitsplatte aus Buchenholz

Buchenholz wird sowohl als Rund- als auch als gedämpftes und ungedämpftes Schnittholz und als Furnier vertrieben und verarbeitet; es stellt in Deutschland das wichtigste Laubholzsortiment dar. Neben Fichten- und Kiefernholz ist es auch das am meisten verwendete Industrieholz. Zusätzlich liefert es auch Spezialhölzer für zahlreiche Verwendungen.
Insgesamt sind mehr als 250 Anwendungsfelder für Buchenholz bekannt. Etwa die Hälfte wird dabei als Industrieholz bei der Herstellung von Span- und Faserplatten sowie zur Zellstoffherstellung in der Papierindustrie und insbesondere als Chemiezellstoff für die Produktion von Regeneratfasern wie Viskose und Lyocell für die Herstellung von Textilien und technischen Garnen verwendet.
Da Buchenholz bei wechselnder Feuchte stark arbeitet (schwindet und quillt) und draußen schnell verrottet, wenn es nicht geschützt wird, ist es als Konstruktions- und Bauholz nur eingeschränkt nutzbar.

### Nutzung als Brennholz

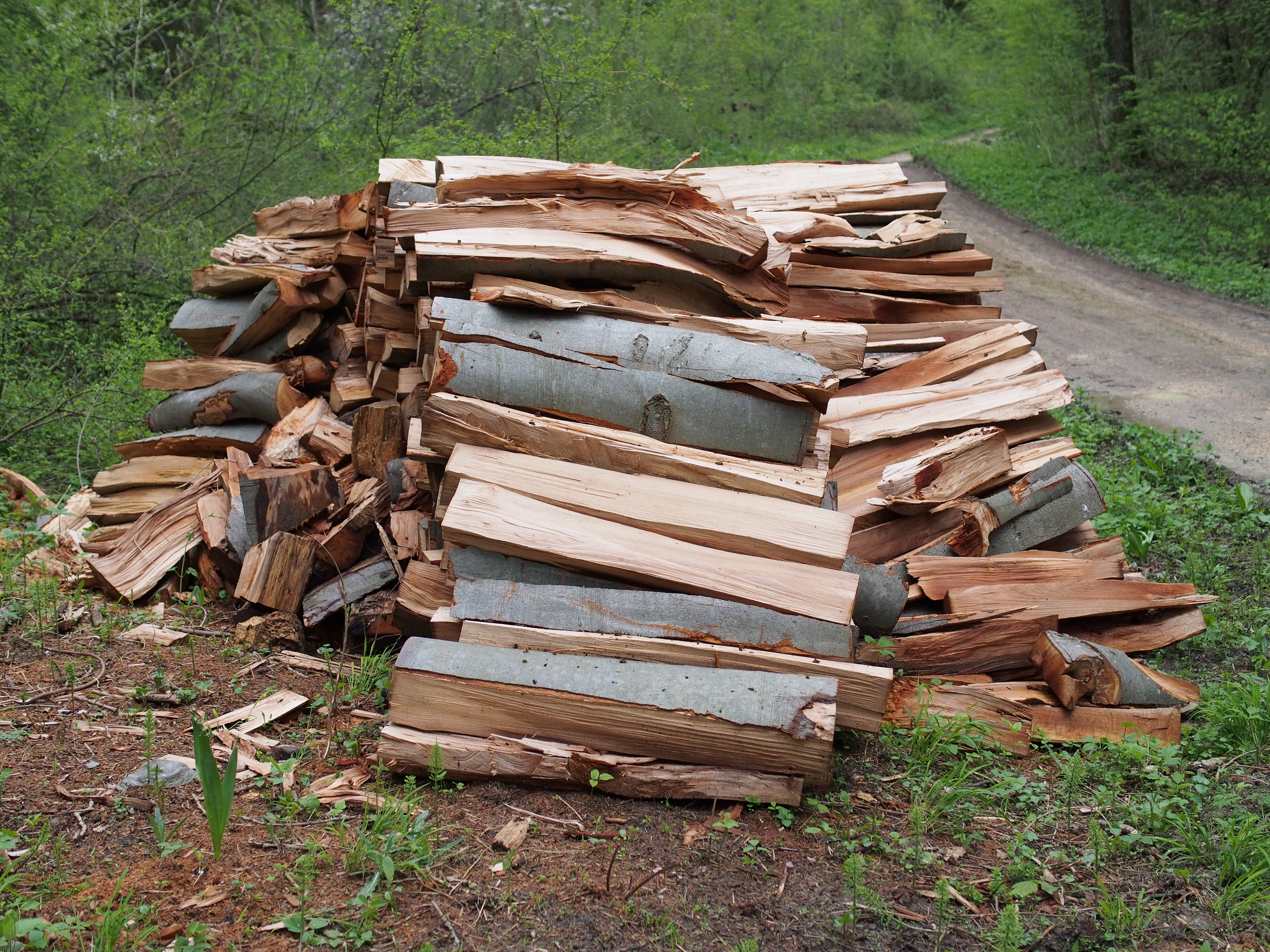
Gespaltenes Buchenholz zur Brennholz-Verarbeitung im Wald.

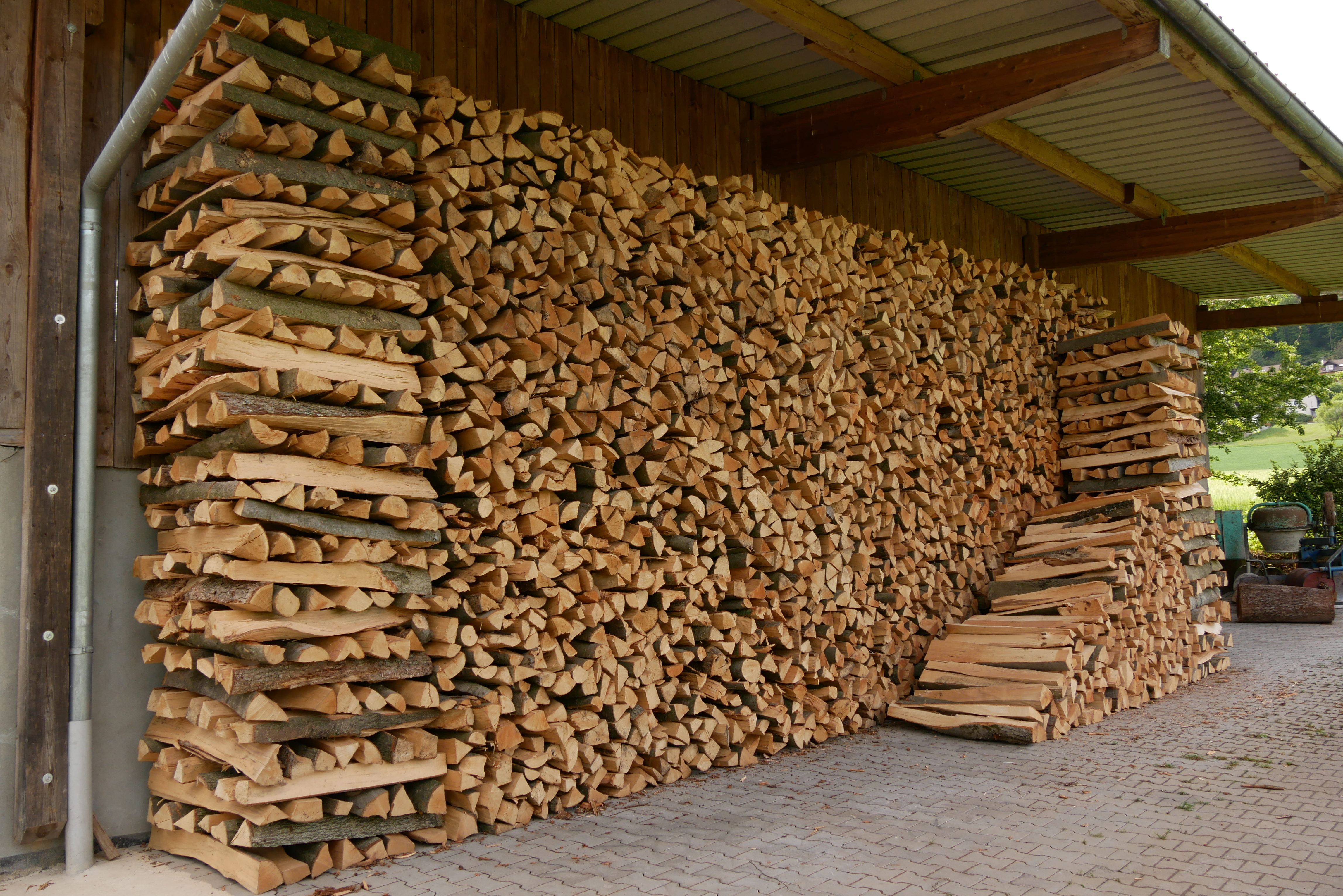
Frisch gespaltenes Buchenholz zum Trocknen aufgesetzt mit zukünftiger Nutzung als Brennholz.

In weiten Teilen Deutschlands ist Buchenholz das mit Abstand am häufigsten privat wie kommerziell genutzte Brennholz. Dies hängt zum einen mit der sehr großen Verbreitung der Rotbuche zusammen, ihrem im Vergleich zu vielen anderen Laubhölzern prinzipiell geringeren Wert im Verkauf und ihrer Neigung, bei genügend Platz und Licht krumm gewachsene Stämme mit vielen Verzweigungen zu bilden, die zum Verkauf als Stammholz ungeeignet sind. Somit fallen bei Durchforstungen zur Bestandsausdünnung stetig große Mengen Buchenholz an, die sich praktisch nur zur Nutzung als Brennholz eignen. Es hat einen hervorragenden Brennwert von 19,7 MJ/kg, zeichnet sich durch sehr langes, ruhiges Brennen, starke Glutbildung und einen hohen Heizwert aus. Aufgrund der starken Glutbildung eignet es sich auch sehr gut zum Grillen. Hinzu kommt, dass sich Buchenholz im Vergleich zu vielen anderen Holzarten, wie z. B. Eiche, Kiefer, Lärche, Weide etc. sehr gut spalten lässt, sowohl von Hand mit Spaltaxt und Keil, als auch mit maschineller Unterstützung durch einen Holzspalter. Buchenholz tendiert dazu, besonders in astfreien Abschnitten, bei bereits kleinster Krafteinwirkung auf einen Keil regelrecht auseinander zu springen, was in Einzelfällen auch ziemlich gefährlich werden kann. Ein unschönes Auseinanderfasern, wie z. B. bei Lärchenholz ist nur sehr selten zu beobachten, was die Spaltarbeit beschleunigt und immens erleichtert. Nachteilig bei der Buche ist, dass es, besonders bei sehr krummen und stark verzweigten Stämmen, Schwierigkeiten bereiten kann, das gespaltene Holz möglichst lückenlos in einem geraden Stoß aufzusetzen, was z. B. mit den meisten Nadelhölzern für gewöhnlich leicht gelingt. Das aufgesetzte Holz arbeitet (d. h. verformt sich) dann, bedingt durch starke Spannungen im Stamm in Folge asymmetrischer Kronen, verhältnismäßig stark. Somit verziehen und neigen sich Stöße aus Buchenholz besonders heftig, was besonders bei freier Lage ohne Stütze durch eine Wand und großer Höhe (3 bis 4 Meter) eines Holzstoßes zum kompletten Umfallen führen kann. Weiterhin neigen ungespaltene, dünne Astteile dazu, im Laufe der Trocknung an Luft zu „verstocken“, also im Inneren morsch und mürbe zu werden, was den Heizwert herabsetzt und das Holz somit geringerwertig macht. Um dem entgegenzuwirken, wurde früher oftmals die Rinde an mehreren Stellen mit einem Beil entfernt oder mit einem Messer eingeritzt, um so eine gleichmäßigere Trocknung zu gewährleisten.

Die Wertschätzung der Rotbuche als Brennholz führte zu spezifischen, heute kaum mehr praktizierten Formen der Bewirtschaftung, bei denen die Bäume immer wieder zurückgeschnitten wurden (Niederwaldbetrieb). Büschelbuchen und Kopfbuchen sind die Wuchsformen, die aus dieser Holzgewinnung resultieren. Büschelbuchen entwickeln sich, wenn man entweder einen jungen Baum bis knapp über den Boden zurückschneidet und der Baum erneut austreibt oder man mehrere Setzlinge in ein Pflanzloch setzt. Heute gibt es nur noch wenige alte Büschelbuchen, häufig stehen diese als Naturdenkmäler unter Naturschutz. Von Kopfbuchen spricht man analog zu den Kopfweiden bei in Brusthöhe abgesägten Buchen, die man zur erneuten Holzgewinnung wieder nachwachsen lässt. Dies führt zu einem Krüppelwuchs, der den Bäumen ein bizarres Aussehen verleiht. Alte Exemplare sind unter anderem noch im Kottenforst der Stadt Bonn sowie im Urwald Sababurg zu sehen.
Rotbuchen bilden gelegentlich sogenannte Trauerformen aus. Diese zeichnen sich durch eine kurze Hauptachse aus, von der viele Seitenzweige mit verstärktem Längen-, aber geringem Dickenwachstum ausgehen. Die langen Seitenzweige hängen schleppenartig herab. Solche Trauer- oder Pendulaformen überdauern normalerweise im Unterstand der Wälder. Die an den schirmartig überhängenden Zweigen positionierten Blätter können die durch den Oberbestand durchtretende Streustrahlung besser nutzen. Ändert sich der Lichteinfall, weil sich beispielsweise der Oberbestand nach Windbruch verringert, entwickeln solche Trauerformen normalerweise aus ruhenden Knospen einen steil aufrecht wachsenden Trieb, der aber häufig nach einem entsprechenden Längenwachstum erneut überhängt. Solche natürlich auftretenden Formen sind durch züchterische Eingriffe verstärkt worden und finden sich gelegentlich als Solitärbäume in Parks und Grünanlagen.

### Die Buche und die Glasproduktion
Im Mittelalter und der frühen Neuzeit diente Holzasche zur Waschlaugenherstellung und zur Glasproduktion. Besonders zur Glasherstellung wurden Buchenbestände massiv abgeholzt. Zwei Teile Buchenasche mit einem Teil Sand ergab das grüne Waldglas. Der Holzbedarf für die Glasherstellung war enorm. Für 100 Kilogramm reine Pottasche benötigten die Glaser rund 200 Kubikmeter Holz. Weitere 100 Kubikmeter waren notwendig, um die Pottasche mit Quarzsand zu Glas aufzuschmelzen. Auch dafür wurde bevorzugt Buchenholzkohle verwendet.
Die abgeholzten Buchholzbestände wurden bevorzugt mit Fichten aufgeforstet. Dabei entstand ein Waldtyp, den man als „Glaswald“, „Glastobel“ oder „Schmelzwald“ bezeichnete.

### Nutzung als Nahrungsmittel
Bucheckern, in der Deutschschweiz Buchnüssli genannt, spielten in der Vergangenheit in der menschlichen Ernährung eine Rolle. Trotz der leichten Giftigkeit wurde im 19. Jahrhundert und in den Notzeiten nach dem Zweiten Weltkrieg aus den Nüssen Öl gepresst, das sowohl beim Kochen als auch als Lampenöl Verwendung fand. Eine Handvoll Bucheckern kann wegen ihrer Inhaltsstoffe (Trimethylamin, auch Fagin genannt, und Blausäure-Glykoside) bereits Unwohlsein hervorrufen. Die essbaren Blätter der Buchen gelten als entzündungshemmend. So wurden sie bei Zahnfleischproblemen zerkaut oder bei Geschwüren als Wundauflagen genutzt.

### Nutzung des Laubs als Streu und Viehfutter
Die bodenverbessernden Eigenschaften des sich relativ langsam zersetzenden Buchenlaubs machte man sich früher in den Bergregionen nutzbar. In diesen Regionen konnten häufig keine Getreidearten angebaut werden, die ausreichend Stroh für die Stallhaltung lieferten. Laubbaumarten waren in diesen Regionen außer der Buche nur selten zu finden. In vielen Regionen war es daher über Jahrhunderte hinweg Brauch, dass Frauen und Kinder das Buchenlaub sammelten, das anschließend als Stallstreu genutzt wurde. Dabei wurden die Wälder regelmäßig „leergefegt“, und Buchenlaub kam sogar in den Handel. So wurden zu Beginn des 19. Jahrhunderts Hunderte von Schiffsladungen vom schweizerischen Brienzersee aus in den Handel gebracht. Die Entfernung des Laubes verhinderte die natürliche Verjüngung, da den Buchenkeimlingen der natürliche Schutz vor den winterlichen Frösten fehlte. Für die Landwirte war sie jedoch eine Notwendigkeit, um ihre Höfe wirtschaftlich zu betreiben. Die Laubsammlung stand ähnlich wie die Eichelmast unter Forstwissenschaftlern schon im frühen 19. Jahrhundert in dem Ruf, die Wälder nachhaltig zu schädigen. Christian Küchli führt die umfangreichen Lawinenverbauungen, die heute aufgrund eines fehlenden Schutzwaldes in der Region des Brienzersee notwendig sind, auf diesen jahrhundertelangen Raubbau zurück.
Zu Bündeln gebundene junge Buchenzweige, die noch Blätter trugen, wurden als Winterfutter für das Vieh getrocknet. Besonders Ziegen fraßen diese Zweige gerne. Aber auch im Frühjahr, wenn die Buchen austrieben, wurden Buchenzweige an das Vieh verfüttert, weil damit die Milchleistung gesteigert werden konnte.

## Die Rotbuche als Lebensraum
Die Rotbuche ist eine Baumart, die vergleichsweise wenige Habitatspezialisten und Endemiten aufweist. Ein möglicher Grund dafür ist die vergleichsweise späte Wiederausbreitung der Art aus den glazialen Refugialräumen, die wenig Zeit für koevolutionäre Anpassungen ließ. Willner, Moser und Grabherr (2004) gehen (für die Flora) von einem „genetischen Flaschenhals“ aus, weil in dem recht kleinen Refugialraum viele ökologische Bedingungen nicht gegeben waren. Die charakteristische glatte Rinde bietet speziell rindenbewohnenden (corticolen) Arten eine geringere Nischenvielfalt als grobborkige Baumarten (so von Wirth in Walentowski et al. 2010 für die Flechtenflora belegt). Eine Übersicht über die Biodiversität der Buche und der Buchenwälder bieten Helge Walentowski et al. sowie Peter Meyer und Marcus Schmidt.

### Pflanzenfresser

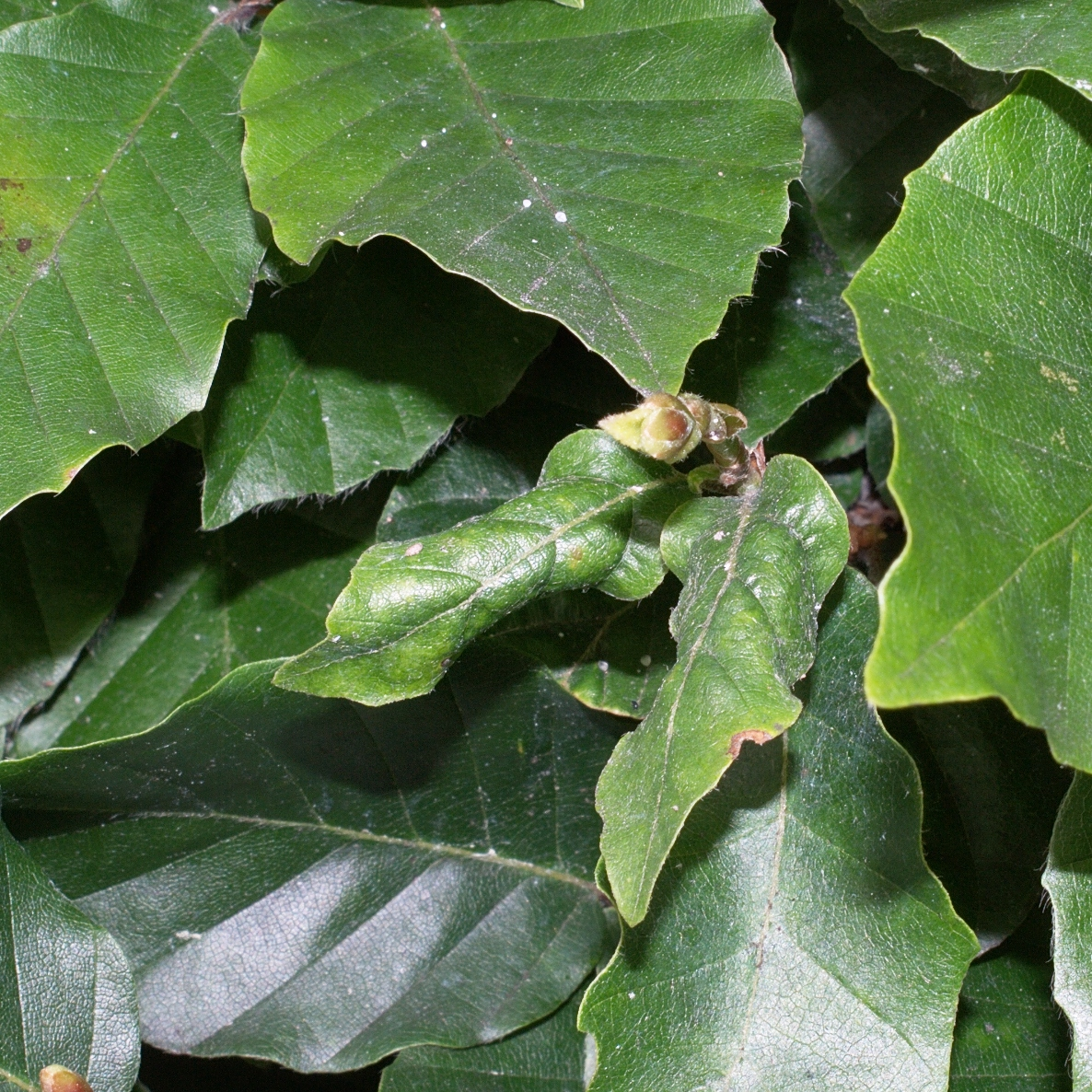
Eingerollte Blätter – typisches Schadbild bei Befall durch Buchenblattläuse

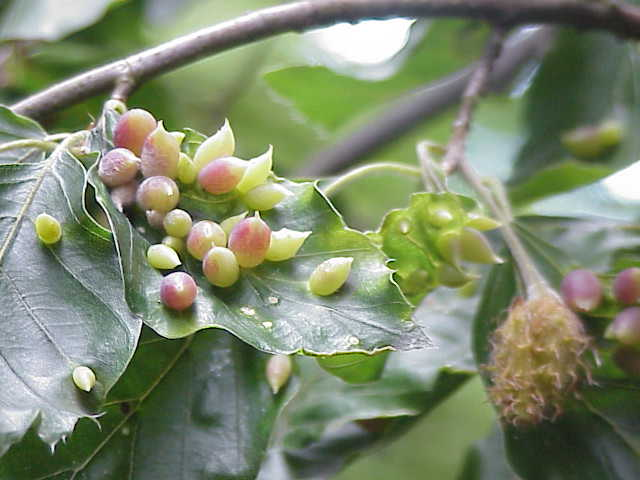
Blatt einer Buche, befallen von der Buchengallmücke (Mikiola fagi), einer Gallmückenart, die ausschließlich an der Buche lebt

Für ca. 170 bis 180 wirbellose Phytophagen (Insekten und Milben) ist die Buche eine ihrer Haupt-Wirtspflanzen (Übersicht bei Brändle & Brandl). Gut 100 weitere Arten fressen gelegentlich an der Buche, kommen aber häufiger auf anderen Arten vor. Der Anteil der Spezialisten, die monophag (d. h. ausschließlich) an Rotbuchen vorkommen, liegt bei ca. 27, d. h. bei einem Anteil von ca. 15 %. Die Buche liegt damit im Mittelfeld der Baumarten, aber vor allem hinter den Eichenarten deutlich zurück. Einzige monophag an Buchen lebende Käferart ist der Buchenspringrüssler (Rhynchaenus fagi). 63 Großschmetterlingsarten wurden an Buchen gefunden, darunter keine Tagfalterart und keine monophage Art. Auch Arten, die die Buche im Namen führen, wie der Buchen-Zahnspinner (Stauropus fagi), erwiesen sich als polyphag. Eine Blattlausart mit der Buche als ausschließlichem Wirt ist die Buchenblattlaus.

### Holzbewohner
Von den holzbewohnenden Käferarten zeigen 323 eine gewisse Bindung an Buchenholz. Monophag an Buchen lebende Arten kommen aber in Mitteleuropa nicht vor (es gibt solche in den karpatischen Buchenwäldern). Von den 115 Käferarten, die als „Urwaldreliktarten“ angesprochen werden, kommen an der Buche 63 vor. Totholzbesiedelnde Käfer haben häufig ein breites Wirtspflanzenspektrum und sind eher vom Alter und der Dimension der Einzelbäume, der Habitatkontinuität und dem Mikroklima abhängig. Die Bedeutung der Buche ist danach deutlich geringer als diejenige der Eiche, liegt aber nicht auffallend niedrig. In der umfassenden Übersicht von Köhler wurden unter Hunderten holzbewohnender Arten nur 147 gefunden, die an irgendeine Laubbaumart eine (in Mitteleuropa) exklusive Bindung zeigten. Davon waren drei an Rotbuche gebunden (zum Vergleich: an Eiche 31).

### Spechthöhlen in Rotbuchen
Mehrere Arten von Spechten bauen ihre Nisthöhlen in Rotbuchen. In Mitteleuropa sind dies vor allem Buntspecht, Grauspecht und Schwarzspecht.

### Bodenflora
Buchenwälder sind im Vergleich mit Wäldern anderer Baumarten auf vergleichbaren Standorten arm an Krautarten, vermutlich durch das sehr stark schattende Kronendach. In sauren Buchenwäldern ist mit knapp 20, in mittleren mit gut 25 Krautarten zu rechnen. Artenreicher sind Kalkbuchenwälder mit ca. 30 Arten. In Europa gelten 110 Arten von Waldbodenkräutern als charakteristische Buchenbegleiter. In den deutschen Mittelgebirgen kommen davon 46 bis 52, im Tiefland noch 24 vor. Reich an buchenbegleitenden Arten sind die Gebirge des Nordbalkans, die nahe am vermuteten glazialen Refugialraum der Art liegen.

### Genereller Artenreichtum
Aus den Angaben kann nicht geschlossen werden, dass es sich bei Buchenwäldern generell um artenarme Lebensräume handeln würde. Speziell aus Untersuchungen in Naturwaldreservaten liegen beeindruckend lange Artenlisten für einige genauer untersuchte Wälder vor. Wie hoch die tatsächliche Artenzahl ist, ist kaum mit Sicherheit anzugeben. In zwei Naturwaldreservaten im hessischen Vogelsberg wurden 2328 bzw. 1873 Tier- und Pflanzenarten gefunden. Es kann aber vermutet werden, dass die Artenzahl eher weniger mit der Baumart Rotbuche zusammenhängt und die Bindung der vorkommenden Arten speziell an den Buchenwald eher gering ist. Walentowski et al. kommen zu dem Fazit: „Für die meisten der betrachteten Artengruppen aus Flora und Fauna gilt, dass Buchenwälder des westmitteleuropäischen Tief- und Hügellandes vergleichsweise wenige an Buche gebundene, identifikationsstiftende Arten aufweisen und im Gegensatz zu südost- und südeuropäischen Buchenwäldern für sie keine Regional-Endemiten bekannt sind.“
Bei Vergleichen von Buchenwirtschaftswäldern in der Schweiz mit (ökologisch vergleichbaren) karpatischen Buchen-Urwäldern in der Ukraine fanden Duelli et al. entgegen den Erwartungen im Urwald keine höheren Artenzahlen in zahlreichen untersuchten Gruppen von wirbellosen Tieren. In der Tendenz waren sogar die Wirtschaftswälder ein wenig artenreicher. Vergleiche deuten allerdings darauf hin, dass im Urwald die Zahl der spezialisierten Arten (z. B. der holzbewohnenden Käfer) höher ist.

## Etymologische Zusammenhänge

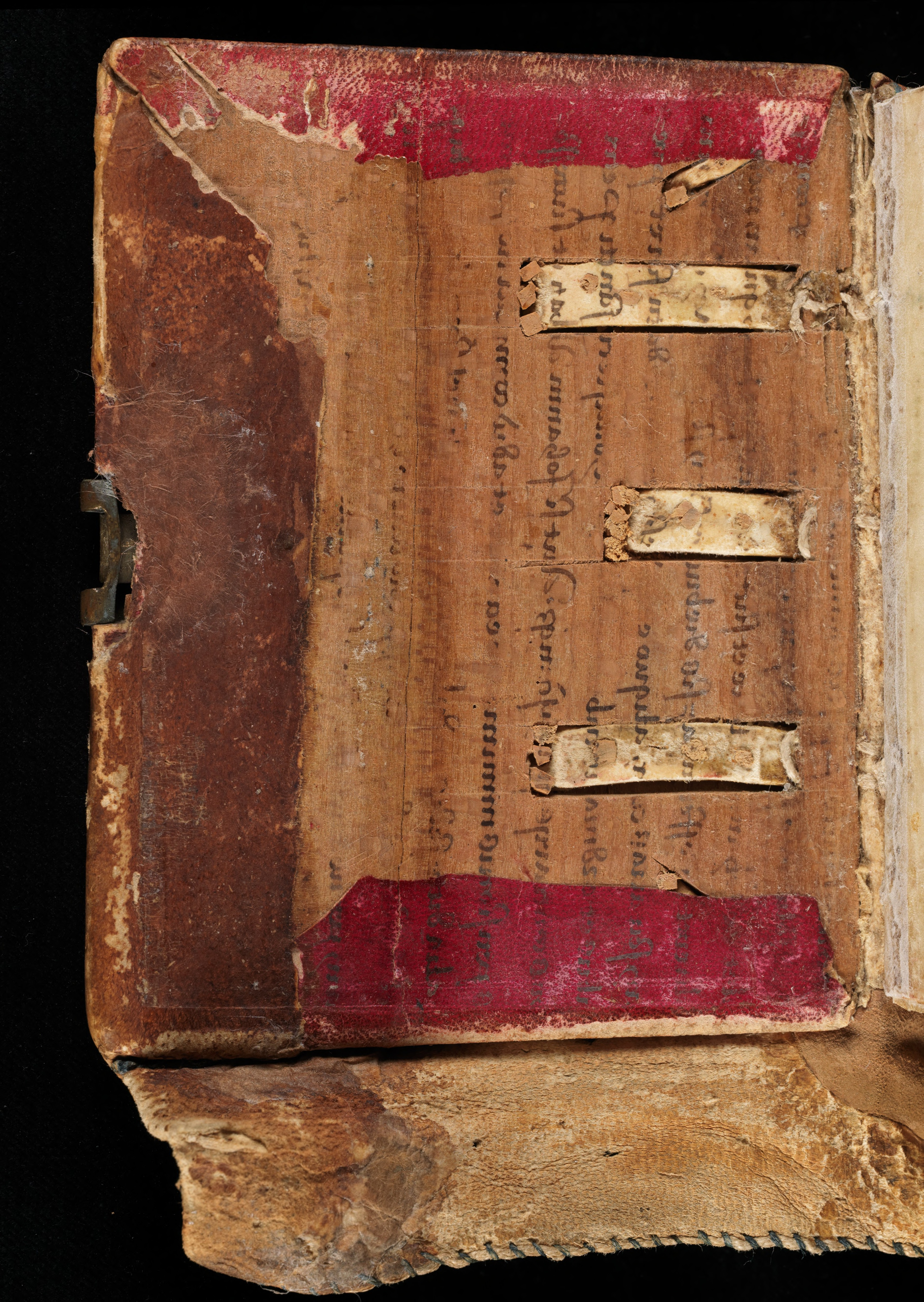
Zweifach mit Leder überzogener Buchenholzdeckel eines mittelalterlichen Buches der Kartäusermönche

Die Wörter Buche, Buch und Buchstabe stehen etymologisch miteinander in Zusammenhang.
Die germanischen Begriffe bōk-s „Buch“ und bōk-ō „Buche“ stammen beide aus indogermanisch bhāg-. Es wird angenommen, dass das leichtspaltbare Buchenholz von den Germanen für die Herstellung von Schreibtafeln verwendet wurde, die dann für größere „Schriftstücke“ zusammengebunden wurden. Als dann die Holztafeln durch Pergament und noch später Papier ersetzt wurden, blieb die Bezeichnung Buch erhalten, zumal die für den Einband verwendeten äußeren Bretter bis ins 16. Jahrhundert fast immer aus Buchenholz bestanden.
Das Wort Buchstabe ist eine Zusammensetzung aus bōk- „Buch“ und staba- „Stab, Rune“ und bedeutet im Althochdeutschen „Buchschriftzeichen“. Es ist außerdem denkbar, dass Buchstaben in germanischer Zeit aus Buchenholz bestehende, mit Runen versehene Orakelstäbchen waren. Eine mögliche, aber nicht verizierbare Deutung der indogermanischen Ausgangsform bhāg- bedeutet „Los, Schicksalsanteil“. Dann hätte die Buche die Bedeutung eines Los- oder Schicksalsbaumes gehabt, dessen Zweige mit den eingeritzten Zeichen (Buchstaben) zur Deutung des Schicksals verwendet wurden.

## Taxonomie
Die Erstveröffentlichung von Fagus sylvatica erfolgte 1753 durch Carl von Linné in Species Plantarum, Tomus II, Seite 998.

## Sonstiges

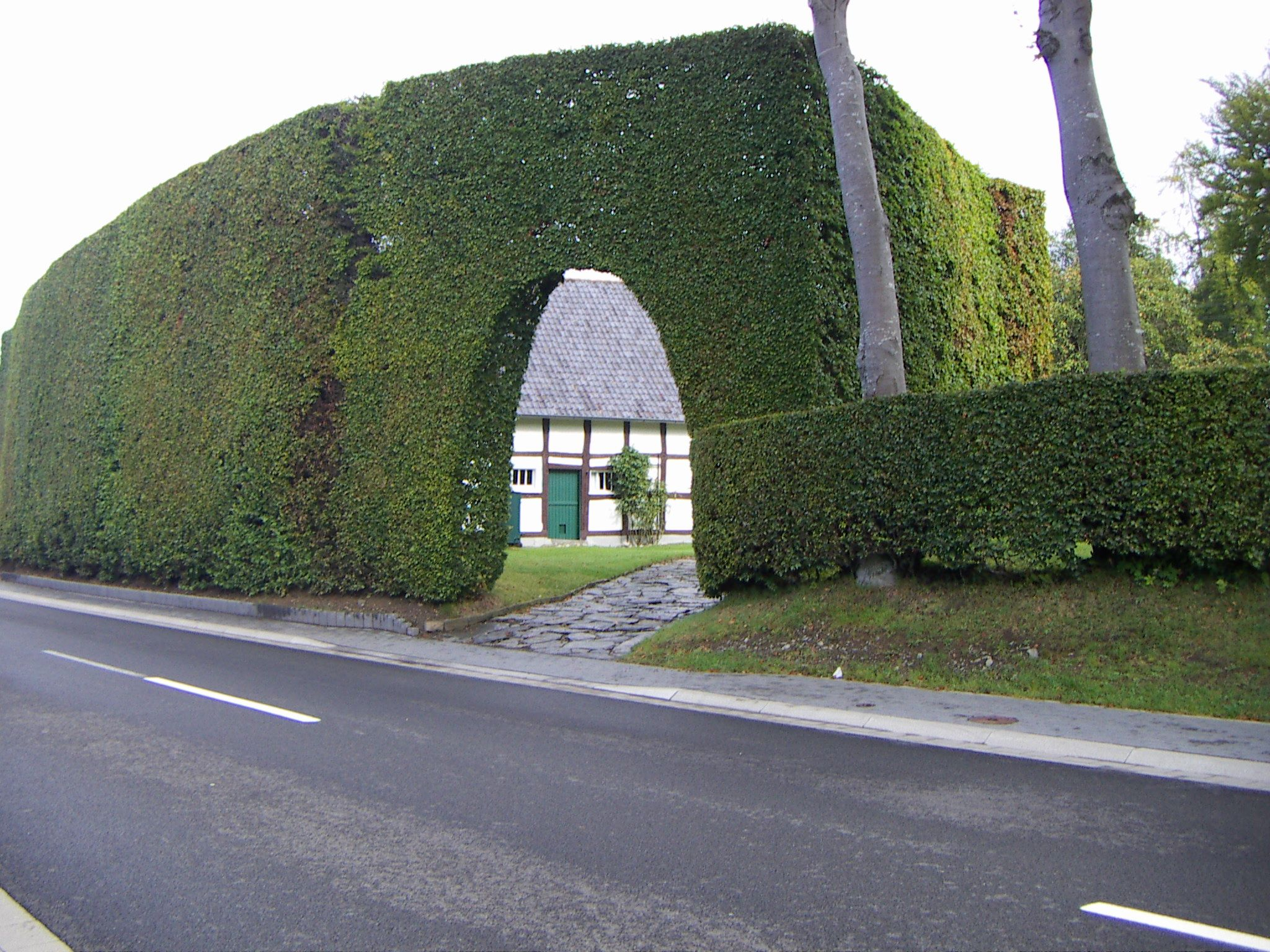
Rotbuchenhecken als Wetterschutz für Haus und Hof (bei Monschau in der Eifel)

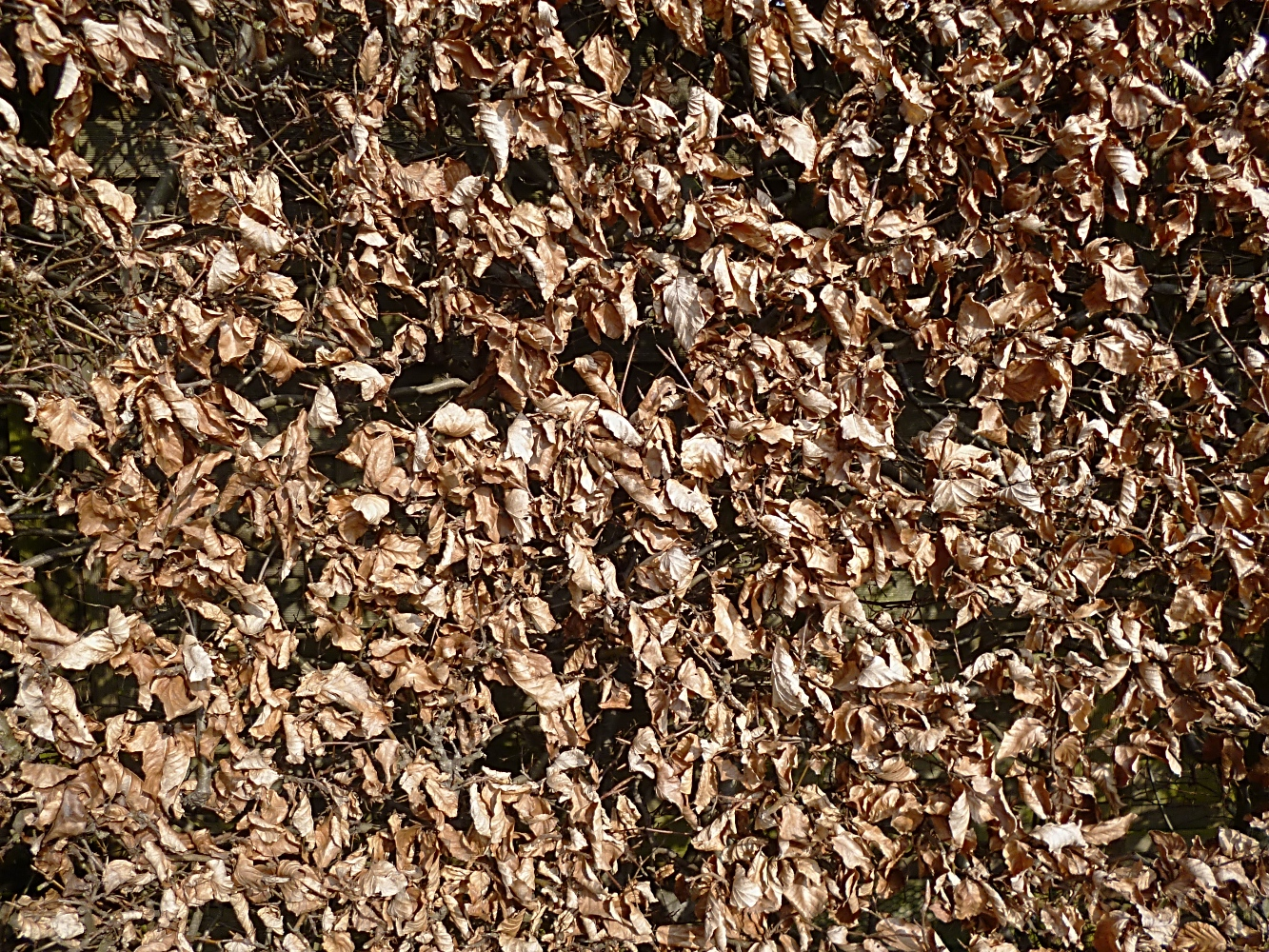
Selbst Ende März hat die Hecke noch nicht ihr Vorjahreslaub verloren (Marzeszenz) und dient weiterhin als Windschutz

- Für 1990 wurde die Rotbuche in Deutschland zum „Baum des Jahres“ erklärt,[46] 2014 in Österreich[47] und 2022 erneut in Deutschland.[48][49]
- Auf Banknoten zu 20 DM ist rückseitig eine Buche in Anlehnung an Annette von Droste-Hülshoffs Novelle „Die Judenbuche“ dargestellt.
- Bei zahlreichen Ortschaften oder Landesbestandteilen war die Buche Namensgeber. Beispiele sind: Bucheggberg, Schönbuch, Schönenbuch, Buch am Irchel oder Buochs.
- Neben der Hainbuche werden auch Rotbuchen als Schnitt-Hecken kultiviert,.[50] Beide haben gegenüber anderen Hecken den Vorteil, dass die trockenen Blätter oft noch bis zum neuen Austrieb im Frühjahr hängenbleiben (Marzeszenz), so dass sie sich besonders als ganzjährige Sichtschutz- und als Vogelschutzhecke eignen.
- In der Eifel, insbesondere im Monschauer Heckenland, werden Rotbuchen als Hecken zur Feldumzäunung und als haushoher Windschutz verwendet. Viele Häuser sind dort von mächtigen Hecken umgeben. Die Meikleour Beech Hedge nördlich der schottischen Stadt Perth gilt als höchste Hecke der Welt (bis zu 36 Meter).
- Die Buche reagiert äußerst empfindlich auf Erdanschüttungen im Wurzelbereich. Schon eine Anhebung des Bodenniveaus um zehn Zentimeter um den Stamm kann die Buche mittelfristig zum Absterben bringen.
- Ein baumkundliches Problem sind die sogenannten Rippelbuchen. Dabei handelt es sich um eine zumeist an Stämmen von 80- bis 100-jährigen Rotbuchen auftretende Erscheinung, deren Bedeutung und Ursache bislang nicht vollständig geklärt ist. Die Erscheinung ähnelt in ihrer Struktur Rippelmarken des Wattenmeeres oder einem alten Handwaschbrett (weswegen die betroffenen Buchen mitunter auch als „Waschbrettbuchen“ bezeichnet werden). Das „Waschbrettmuster“ tritt stets nur einseitig auf. Da es sich an den untersuchten Standorten (z. B. in Lübeck oder im Hessischen) um die windabgewandte Seite des Baumes handelt, wird vermutet, dass die Rippelbildung mit Windeinwirkung zu tun hat. Diese kann aber nicht die alleinige Erklärung für die Rippelbildung sein, zumal mitunter in unmittelbarer Nachbarschaft gleichaltrige Exemplare ohne diese markanten Rippeln stehen.[51][52]
- In Anlehnung an den Ortsnamen Buchet ist der Umriss der dortigen Barbarakapelle in der Form eines Buchenblattes ausgeführt.

## Geschichte

### Historische Abbildungen

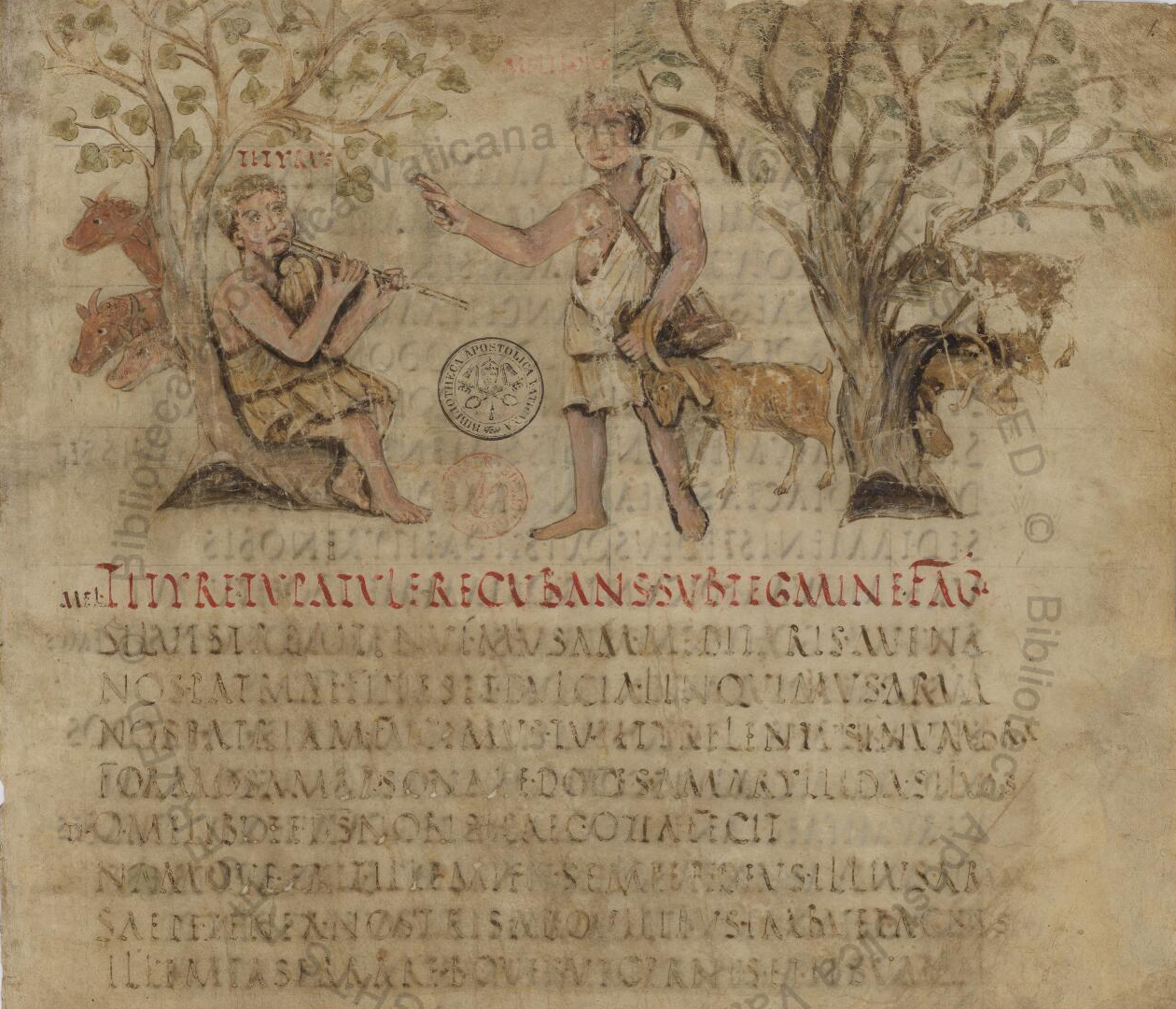
Vergilius Romanus 5./6. Jahrhundert. Abbildung zur 1. Ecloge der Hirtengedichte des Vergil
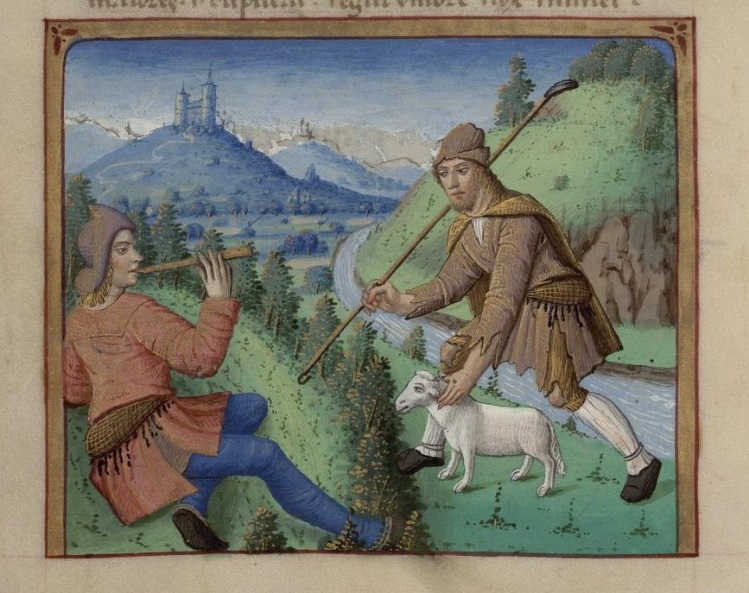
Ms 498 f3v. Dijon 1469. Abbildung zur 1. Ecloge der Hirtengedichte des Vergil
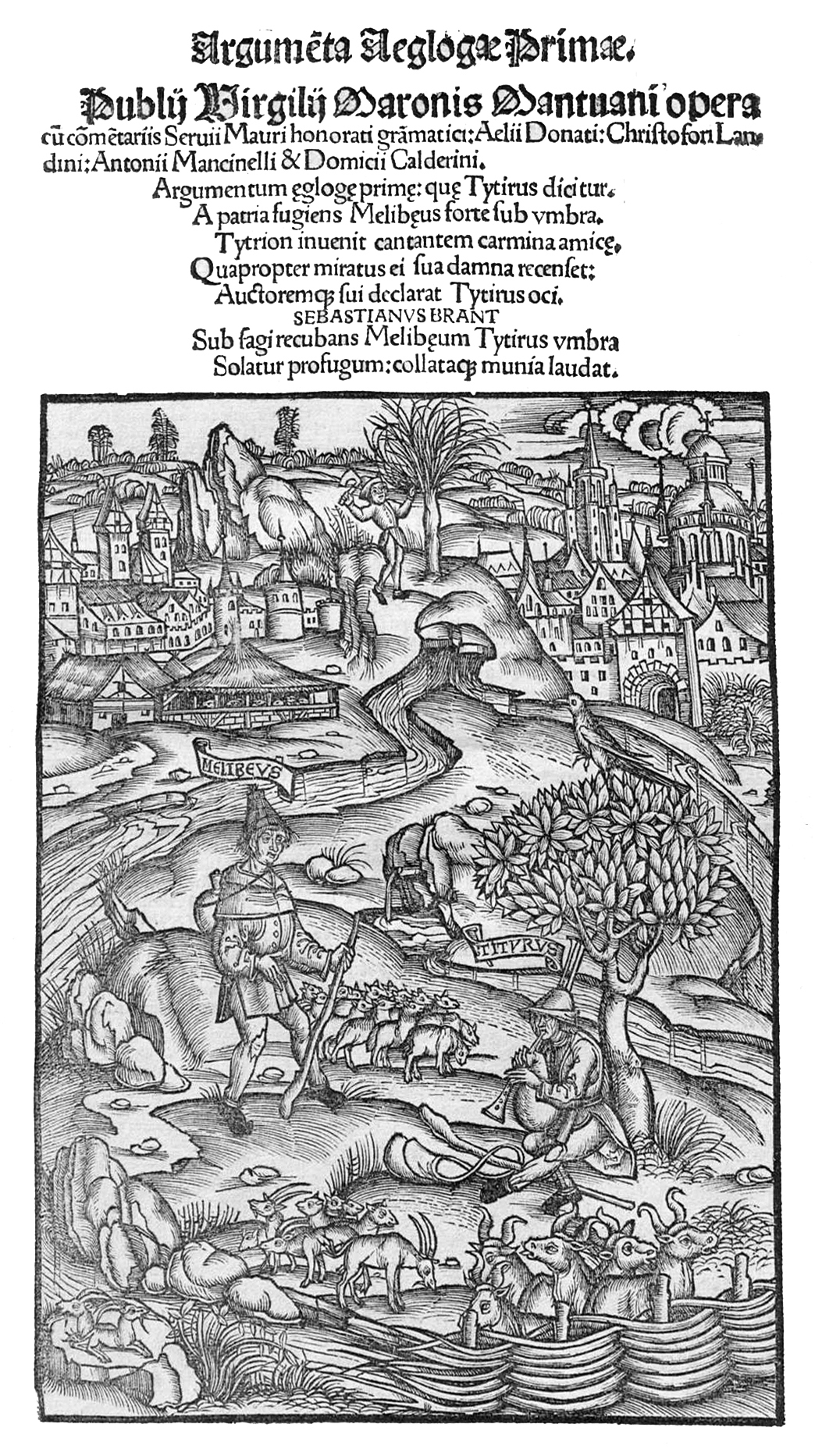
Sebastian Brant 1502. Abbildung zur 1. Ecloge der Hirtengedichte des Vergil
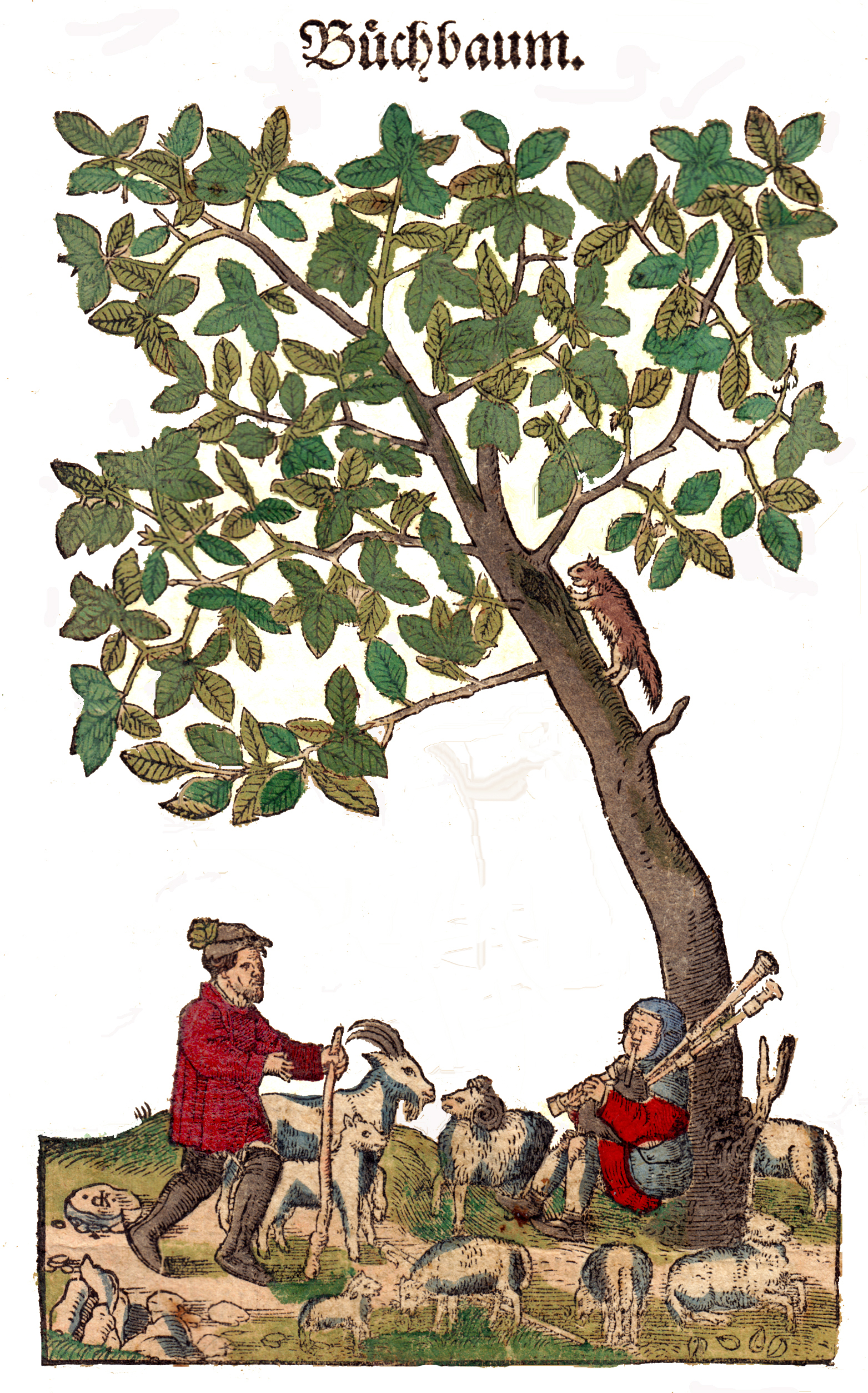
Hieronymus Bock 1546. Abbildung zum Kapitel Bůchbaum
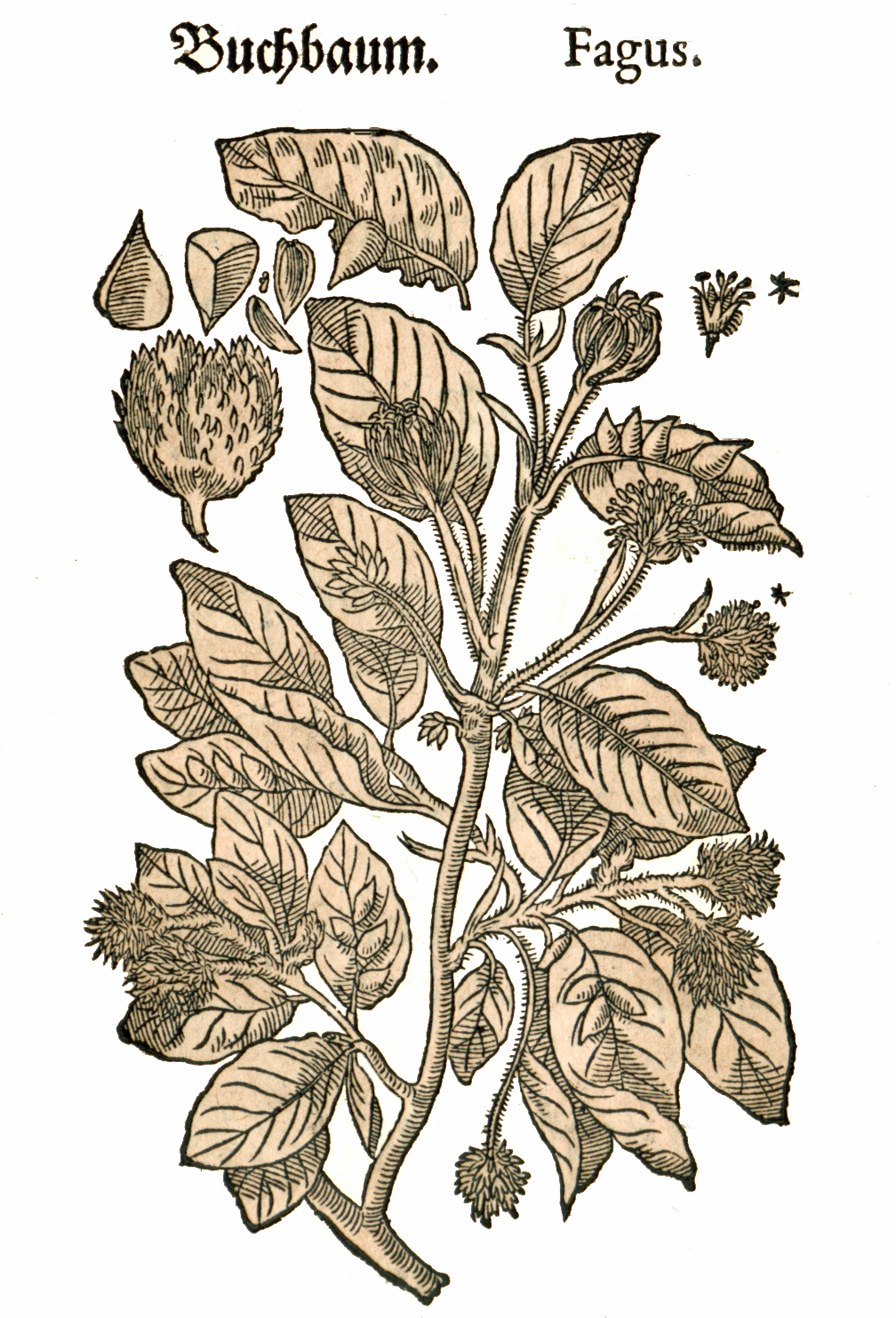
Mattioli / Handsch / Camerarius 1586